# レゴ ニンジャゴー (テレビアニメ)
『レゴ ニンジャゴー』（レゴ ニンジャゴー、Lego Ninjago）は、2011年にレゴが発売した忍者を題材にした玩具の「ニンジャゴー」を基にしたアニメ作品である。2022年のシーズン15で12年間続いたシリーズが完結した。2023年より続編シリーズとして『レゴニンジャゴー ドラゴンライジング』がスタートした。

## 概要
デンマーク、イギリスと北米ではニコロデオンとカートゥーンネットワークにて2011年から放送されている。フルCGアニメーションだが、登場人物のデザインに玩具のレゴシリーズに同梱されている3頭身のミニフィギュアの姿をそのまま使用した、人形劇に似た作りとなっている。
日本では2012年3月4日にアニマックスで放送が開始され、2015年4月6日からテレビ東京系でシーズン4より放送。シーズン4の放送後、カイの回想という形でシーズン3総集編の放送が行われ、シーズン5に放送後、最終回はウー先生の回想によるプロローグを一つにまとめた内容だった。その際、新たに収録・編集が行われ、アニマックスで放送されたものとは異なる演出になった。字幕文字多重放送を実施。劇場版映画公開と前後する形で2017年10月1日より日曜朝07:00から、シーズン6 - シーズン7（総集編+新作ミニアニメ『どたばた!?ウーズカフェ』2本で構成）を放送。シーズン8から2018年3月11日よりYoutubeコロコロチャンネルで配信開始。テレビ東京系での放送は同年3月25日で終了した。
また、日本では『別冊コロコロコミックSpecial』2015年4月号から2016年2月号まで漫画作品『レゴレゴレッツ レゴニンジャゴー!!』が連載されていた。
現在はレゴ公式YouTubeチャンネルで最新話が更新され続けている。

## あらすじ

### パイロットシーズン
鍛冶屋の息子カイはある日謎の老人（ウー先生）と出会う。
するとその時、妹のニャーが闇の世界の支配者:ガーマドン卿（ブラックガーマドン）の手下のホネホネ・アーミー（ホネホネ軍団）にさらわれてしまう。
カイはニャーを助けるため、ウー先生の下でニンジャになることを決意し、究極の技「スピン術」を習得するために修行を積み始める。そして、その途中で出会ったコール、ジェイ、ゼンと共に4つのゴールドの武器（黄金の武器）をガーマドン卿（ブラックガーマドン）の魔の手から守る使命を負わされる。

### シーズン1：Rise of the Snakes（ヘビヘビ編）
ある日ニンジャたちは「一人のニンジャが皆の上に立ち、そしてグリーン・ニンジャとなる。グリーン・ニンジャの使命は闇の帝王を倒すこと」と書かれた予言書を見つける。
同じころ、ガーマドン卿（ブラックガーマドン）の息子であるいたずら者のロイドが、古代に封印された邪悪なヘビヘビ族を解き放ってしまう。アナコンドライ族のパイソーは4種族のヘビヘビ族を統一し、4つの毒の牙を集めてグレートヘビヘビを解放しようと暗躍する。

### シーズン2：Legacy of the Green Ninja（オーバー卿編）
グレートヘビヘビ撃退後、ニンジャゴー・シティに平和が戻ったものの、人々はニンジャたちではなく、ガーマドン卿（ブラックガーマドン）の活躍で平和が戻ったと思い込んでいた。
そして行方をくらませたガーマドン卿（ブラックガーマドン）は、4人のニンジャたちから奪った4つのゴールドの武器（黄金の武器）から「メガウェポン」を創り、ニンジャゴーの世界の征服へと力をためていた。
ガーマドン卿（ブラックガーマドン）は、闇の大帝オーバー卿と手を組み、無敵の軍隊「ワルワルサムライ」を復活させ、オーバー卿自身が始めた初代スピン術マスターとの善と悪の最終決戦に決着をつけようと備える。
そして、グリーン・ニンジャとなったロイドは、黄金のスピン術マスターとなり、父に立ち向かう。

### シーズン3：Rebooted（再起動編）（デジタルワールド編）[注 1]
オーバー卿との最終決戦はニンジャたちの勝利に終わり、ニンジャたち5人は元の心を取り戻したガーマドンと和解し、遂にニンジャゴーの世界に平和が戻った。
戦いにより荒廃したニンジャゴーシティは、天才実業家サイラス・ボーグによって「ニュー・ニンジャゴーシティ」となり復興する。しかし、倒されたはずの闇の大帝、オーバー卿は電脳世界でコンピューターウイルスとして生き延び、"デジタル・オーバー卿"という名に姿を変え、現実世界に侵攻を始めた。
オーバー卿は、肉体を復活させるためにロイドのゴールデンパワーを狙う。そこでロイドはパワーを4人のニンジャに分け与えるが、オーバー卿はゴールドの武器（黄金の武器）由来の金属、「黄金のパワーストーン」の力でニンジャゴーの世界に復活してしまう。

### シーズン4：Tournament of Elements（アナコン編）
オーバー卿との闘いでゼンが消息を絶ち、意気消沈していた4人のニンジャたちのもとに、ゼンが生きているという情報が舞い込む。
そして4人はゼンを見つけるため、ガーマドン先生と共に地図にもない島へと足を踏み入れ、マスター・チェンが主催する大会『エレメント・トーナメント』への参加を決意する。さまざまな能力を持つエレメント・マスターたちと、生き残りを賭けた壮絶なバトルが始まる。だが、このトーナメントの裏にはマスター・チェンの恐ろしい野望が隠されていた。

### シーズン4.5：Shadow of Ronin（ゲーム作品：ローニンの影）
マスター・チェンを倒したニンジャたちだったが、ある日謎の男・ローニンが現れ、彼の持つ「黒曜石の薙刀」の力によって、カイ、ジェイ、コール、ゼンは数年分の記憶を失ってしまい、エレメントパワーも失ってしまう。
ニンジャたちは4つの黒曜石の武器を集め記憶とパワーを取り戻すが、その間ローニンはエレメントパワーの力を持つ4つの「エレメント・フォージ」を1つずつ手に入れていく。
ローニンの目的は、4つのエレメント・フォージを莫大な力を持つ「プライマルフルクラム」という装置に取り込み、ニンジャゴーシティを恐怖に陥れることだった。4つのフォージがローニンの手に渡ってしまい、ニンジャたちは最後の望みとして父の喪失により1人で修行をしていたロイドのもとへと向かう。

### シーズン5：Possession（ゴーストニンジャ編）
ニンジャたちの決死の戦いの末、マスター・チェンとニセモノのアナコンドライたちの魔の手からニンジャゴーの世界を守ったが、ロイドの父・ガーマドン先生がニンジャゴーの世界を守るため犠牲になってしまった。
そして、どさくさに紛れ暗黒世界から復活したゴーストニンジャのモローが、父を失い落ち込むロイドに憑りつき、カイ、コール、ジェイ、ゼンに襲いかかる。
そんな中、ニャーはウォーター系ニンジャとして覚醒し、コールはゴーストになってしまう。
モローの目的は、暗黒世界の恐ろしき女王、マザー・エミネントを解放すること。ニンジャたちは見知らぬ土地を巡り、新しい仲間と出会い、新たな技”エアー術”を身につけてニンジャゴーの世界の平和を守るため奮闘する。

### シーズン6：Skybound（天空の海賊編）
モローとの戦いに勝利し、ニンジャゴーの世界を救ったニンジャたち（カイ、ロイド、コール、ジェイ、ゼン、ニャー）。平和を取り戻し街の人気者となったのも束の間、新たな敵が現れる。
海賊ミスフォーチュンの船長、魔人ナダカーンが暗黒世界から逃亡したクラウズの手によって復活した。ナダカーンは、ニンジャたちとモローとの戦いが自分の故郷の崩壊につながったことを知り、復讐を決意する。
ナダカーンとその仲間たちは、「海賊船ミスフォーチュン号」を改造した、空飛ぶ「空賊母艦ミスフォーチュン号」に乗り込み、ニンジャたちに襲いかかり次々とニンジャを「封印の剣」の中に閉じ込めていく。シーズン唯一のラブストーリーである。

### スペシャル：Day of the Departed（よみがえりの日編）
ナダカーンを破り、世界を救ったニンジャたち。だがコールはいまだにゴーストから元の姿に戻れていなかった。
その日は先祖や身近な人に想いを寄せる「たましいの日」で、数千年に一度の月食、ダークムーンの日と重なっていた。
ニンジャゴー・シティ博物館の新館長サンダース博士は、たましいの日に合わせ、これまでニンジャゴーの世界を襲ってきた邪悪な強敵たちが飾られた展示室「邪悪の展示室」を博物館の中にオープンした。
体が消えかけ始め、仲間に忘れ去られることを悩んでいたコールは、展示室に飾っていた影の剣を持って、自分をゴーストに変えたヤン先生のいるゴースト寺へと向かう。
夜の不気味な展示室でニンジャたちが倒したはずのサムカイ、コズ将軍、クリプトー将軍、マスター・チェン、モローが復活し、博物館に来ていたパイソーと手を組んでニンジャたちに襲いかかってきた。

### シーズン7：Hands of Time（時空の支配者編）
「たましいの日」の戦いでコールがゴーストから元の姿に戻った後、ニンジャたちはたましいの日の戦いでメチャクチャにしてしまったニンジャゴー・シティ博物館で片付けをしていた。
片づけをする中で彼らは、若き日のガーマドン先生とウー先生が、時間を操るエレメント・マスターの双子、「クロックス」と「アクロニックス」と戦う場面が描かれた巨大な絵画を見つける。
同じ頃、ウー先生が焼け跡となったかつての道場で誰かを待っていると、空に時間の渦が出現する。そこから、かつてウー先生たちが戦ったアクロニックスが、時を操るエレメントパワーが秘められた「時空の剣」（時を進める剣）を手に、40年の時を超えてニンジャゴーの世界に再び出現した。
ウー先生の過去が明かされていく中で、カイとニャーが幼い頃に姿を消した彼らの両親、レイとマヤの謎も明らかになっていく。

### シーズン8：Sons of Garmadon（秘められた王族編）[注 2]
クロックスとアクロニックスを止めるためにタイムスネーカーに残り姿を消してしまったウー先生に代わって、ロイドがニンジャたちのリーダーとなることを決意してから1年が経過した。
ある時、ニンジャゴー・シティで暗躍するギャング集団、「チーム・ブラックガーマドン」がボーグタワーからONIの仮面の1つ、復讐の仮面を奪う。ニンジャたちは王族に仕えているハチンズの要請で、ONIの仮面の1つである偽りの仮面とハルミ姫の護衛を請け負う。
ONIの力はこの仮面の他に「復讐の仮面」と「憎しみの仮面」にも宿っており、この3つをそろえることで強大な力を手に入れることが期待されていた。そして、チーム・ブラックガーマドンの目的は3つのONIの仮面を使ってブラックガーマドンを甦らせ、ニンジャゴー・シティを恐怖のどん底に陥れることだった。
そんな中、コールは時空の剣の影響で赤ちゃんにまで若返ってしまったウー先生を発見する。

### シーズン9：Hunted（ドラゴンハンター編）[注 3]
復活したブラックガーマドンと、彼が創り上げた巨大な岩の怪物「ONI・タイタン」によって、ニンジャゴーシティはチーム・ブラックガーマドンとブラックガーマドンの支配下に堕ちてしまった。ブラックガーマドンに敗北、エレメントパワーを使えなくなったロイドだが、希望を捨てず仲間たちと戦う決心をする。そんな彼らのもとにニャー、ミスタケやエレメント・マスターたちが合流する。
一方、ONI・タイタンから逃げるため空間の茶を使ったカイ、ジェイ、コール、ゼン、赤ちゃんになったウー先生はONIとドラゴンの世界まで飛ばされてしまった。ニンジャゴーの世界に戻る方法を模索する彼らの前に、アイアン男爵率いるドラゴンを捕らえる謎の集団、ドラゴンハンターが現れる。ドラゴンハンターたちは伝説のエレメントドラゴン・メリュジーナを捕えるべく、カイたちとウー先生に助力を強制する。

### シーズン10：March of the Oni（究極のスピン術編）
カイ、ジェイ、コール、ゼン、ウー先生はONIとドラゴンの世界から戻り、ロイドもブラックガーマドンに勝利した矢先のこと、昔からニンジャゴーの世界の災いにもたらしてきたONIが、ONIとドラゴンの世界を支配下に置き、ニンジャゴーの世界にも現れる。伝説のエレメントドラゴン:メリュジーナとかつての仲間、フェイスがニンジャゴーの世界に逃げ込む中、ONIの力を持つブラックガーマドンがニンジャたちに協力を申し出る。
唯一のONIの弱点である4つの黄金の武器から作られた黄金の鎧を再び4つの黄金の武器に戻し、ニンジャたちはONIに立ち向かう。

### シーズン11：Secrets of the Forbidden Spinjitzu [The Fire Chapter] [The Ice Chapter]（炎の章・氷の章）
前半：The Fire Chapter（炎の章）
ONIを無事倒して半年がたち、ニンジャたちは怠けた生活を送っていた。このことをウー先生に指摘されたニンジャたちはこの生活を変えるため、あるピラミッドを冒険しようと試みる。しかしそこで、封印されていたヘビの魔女・アスティーラを解放してしまい、カイはファイヤーパワーを奪われてしまう。
彼女の目的は自分を閉じ込めた、ある「少年」に復讐を果たすこと。しかもアスティーラはスピン術マスターだった。そしてその「少年」ことウー先生の暗い過去も明らかになる。
後半：The Ice Chapter（氷の章）
アスティーラは倒される前にウー先生を攻撃するが、先生をかばったゼンを転送してしまう。
ゼンを追いかけニンジャたちがやってきたのはとても寒い「還らずの世界」。そこでニンジャたちは「コタニ村」に辿りつくが、そこはゴルド皇帝と彼が率いるブリザードサムライに支配されていた。
ロイドはコタニ村を仲間たちに任せ、自分はゼンを救出すべく、単独で敵の本拠地のブリザード神殿へ向かうが、そこで待っていたのは非常に残酷な真実だった。

### シーズン12：Prime Empire（侵略のAI編）
ある日ニンジャゴーシティで幻のゲーム「プライム・エンパイア」が発見され、そして街のあちこちで人々がそのゲームの中の世界へと入ってしまうという事件が発生した。
ジェイもゲームの中の世界へと入ってしまい、彼を追って他のニンジャたちもゲームの世界に入る。ゲームの中はとても複雑なシステムのため、ニンドロイドのゼンとピクサル、そしてウー先生は現実の世界で「プライム・エンパイア」の製作者、ミルトン・ダイアーの捜索を始める。
現実世界への進出をもくろむゲームのボス・ウナガミを止めるため、一行は3つの「キー・ブレード」集めに奔走する。

### シーズン13：Master of the Mountain（魔界ダンジョン編）
アスティーラとの戦い、還らずの世界の冒険、プライム・エンパイアの攻略といろいろあって手つかずになっていた道場をニンジャたちが綺麗にしていたある時、北部の山奥にあるグラニティ王国からバニア姫の誕生日祝いに特別ゲストとしてニンジャたちを招待したいとバンゲリス王からの手紙が届き、ニンジャたちとウー先生はグラニティ王国に行く。
王国に到着した日の夜、コールは自分の客間に入ってきた紫色の生き物が、自分の母親のネックレスを持っていることに気付く。その後コールはバニア姫と紫色の生き物を探すためバンゲリス王が閉鎖した鉱山に行ってみると、鉱山は今も封鎖されておらず、邪悪な魔法使いハッザドゥールのガイコツを持つスカルキング率いるクロホネたちによって紫色の生き物ゲックルスたちと緑色の生き物マンスたちが封印の石を掘り出すため働かされていた。ゲックルスたちとマンスたちを救うためニンジャたちはクロホネたちに立ち向かい、その中でコールの母リリーの過去やスカルキングの正体が明らかにされていく。

### スペシャル：The Island（地図にない島編）[注 4]
ニンジャたちは行方不明になったウー先生、ミサコ、クラッチパワーズを探すべく、地図にない島を訪れる。そこで島のガーディアンたちに囚われてしまうが、なぜかジェイだけが特別な待遇を受ける。そして、島のガーディアンたちにまつわる伝説が明らかとなる。

### シーズン14：Seabound（海底のウォジラ編）[注 5]
ある日、悪党デミーナを捕まえるべく水の竜巻を起こすニャーだが、なぜか制御できなくなり、デミーナを取り逃がしてしまう。さらに道場のスプリンクラーが勝手に作動したり水道が破裂したりと弊害が続き、その原因が水のエレメントパワーを制御できなくなっていたからであるということは判明したが、何がエレメントパワーを制御できなくさせているのかは不明のままだった。
それを探るべく、ニンジャたちとマヤは深海に向かうが、そこで深海の王国マローピアの陰謀に巻き込まれてしまう。マローピアの王族カルマーは初代ウォーター・マスターに倒された水と風の大蛇ウォジラを復活させ、ニンジャゴーシティーを海に沈めることを企んでいたのだ。

### シーズン15：Crystalized（闇の復活編）
ウォジラとカルマーを撃破することに成功したニンジャたちだったが、ニャーとの別れという代償を払ったショックから立ち直れず、散り散りになる。それから1年が経過、ニンジャゴーシティーに謎のヒーロー集団のネオ・ニンジャが登場。そして記憶を失いつつあるというニャーからのメッセージを受けたことでニンジャたちは再び集結するが、新市長にニンジャ嫌いのトラスタブル氏が就任していたため、彼らの肩身は狭いものになっていた。
ニンジャたちはニャーを復活させるためにかつてニンジャたちと戦ったある強敵の釈放を決意したが、その人物の道具を取り戻すために法を犯したことで逮捕されてしまう。やがてその人物はかつてのニンジャの強敵たちと、ニンジャへの復讐のために手を組むが、その背後には謎の巨悪クリスタルキングが。その正体が明らかになったとき、ニンジャゴー最後にして最大の戦いが幕を開ける。

## 登場人物

### ニンジャ
声質は原語版では高校生〜20代くらいを意識したようなものだが、日本語版では中学生〜高校生程度の声質になっている。
ロイド/ ロイド・ガーマドン / 伝説のグリーン・ニンジャ / ゴールデン・ニンジャ / （シーズン1の途中まで）ガーマドン小僧 / （Lloyd Montgomery Garmadon / Legendary Green Ninja / Golden Ninja）
声 - 松井恵理子 / 英 - ジリアン・マイケルズ（シーズン7まで）、サムエル・ビンセント（シーズン8以降）
伝説のグリーン・ニンジャにして「エネルギー」のエレメント・マスター。このシリーズ全体の実質的な主人公と呼べる人物でもある。
刀や二刀流を使う。シーズン11からは専用の柳葉刀を使用。日本語版での一人称は「僕」。
ミサコとガーマドン卿（ブラックガーマドン）の息子であり、初代スピン術マスターの末裔。後述する出来事から実質メンバー中最年少でありながら、みんなをまとめるニンジャのリーダー。とてもしっかりした人物だが真面目一辺倒というわけでもなく、シーズン11の炎の章序盤で他のニンジャ共々羽目を外しすぎてウー先生に叱責されたり、シーズン13にてゲームをしてサボっていたコールを注意したが、そのゲームが改良されたプライム・エンパイアと知ると自分も加わったりしたことも。また、登場人物の中でも単独行動を取ることが多く、日本語版では高橋版オーバー卿に「ボッチ君」とバカにされることが多い。
シーズン1の時点では彼はまだ幼く、父であるガーマドン卿（ブラックガーマドン）のように邪悪な支配者になりたいと思っていたものの、幼児からキャンディを奪うような小さな悪事ばかりしていた。
ヘビヘビ族の墓を見つけ、彼らを解放した後は、アナコンドライ族の生き残りパイソーと共に悪事を働く。しかしパイソーに見限られ、ニンジャたちによって保護された。
その後はウー先生のもとでニンジャたちと共に生活を送ることになる。そして彼こそが古代より伝えられていた伝説のグリーン・ニンジャであることが判明し、父ガーマドン卿（ブラックガーマドン）と戦う運命にあることが分かった。
シーズン2にて、ガーマドン卿（ブラックガーマドン）がメガウェポンの力によって蘇らせた太古生物グランダルとの戦いで、グランダルを骨の状態にすべく「明日の茶」（時間を進めるお茶）を使ったため、その肉体にも効果が及び、大人のものになった。
シーズン2での闇の大帝・オーバー卿との戦いでゴールデン・ニンジャとなったが、シーズン3でオーバー卿の復活を阻止するためゴールデンパワーを手放し、他の4人のニンジャに分け与える形で、失っていたそれぞれのパワー（炎、イナズマ、大地、アイス）を覚醒させた。
シーズン4で父との別れを経験して以来精神的に不安定になっており、シーズン5ではモローにその心の隙を突かれ身体を乗っ取られてしまう。憑依されているときは荒っぽい口調になる。その後、モローから用済みとして見放される形で仲間たちと合流した。決着後、父やウー先生のような立派な師匠になるという夢を見出した。
シーズン6では「ウー先生みたいに賢くなりたい」と願ったことで一時老人の姿になってしまう。そして「全部消してくれ」と願わさせられる前に3つの願いを使うが、まだ願いが残っているクランチーの願いでコールと共に封印の剣に閉じ込められてしまう。
シーズン7の最終話ではニンジャたちをまとめる先生として、遠い未来にタイムスリップしたクロックスとアクロニックスを追って行方不明になったウー先生を探し出すことを誓った。シーズン7から8の間にエレメントパワーが発達したのか、目の色が黒から緑になった。
シーズン8ではハルミに心を寄せていたが、彼女がチーム・ブラックガーマドンを陰で率いる「静かなる影」だったため、彼女と戦わなければならなくなった。シーズン8の終盤ではブラックガーマドンの攻撃を受けた後、ミスタケの茶で傷をいやした際に持っていたパワーを一時的に失った。シーズン9の最後でパワーが復活。ブラックガーマドンを倒し、ニンジャゴーシティーに平和をもたらした。
ハルミとの一件は相当応えたようで、シーズン11の氷の章ではレッド（アキタ）にそのことを愚痴っている。また、自分たちに憧れる王族に対しても警戒を持つようになったようで、シーズン13ではバニア姫を怪しんでいたが、後に謝罪している。
シーズン11の氷の章では、ゼンを救出するべく単独でブリザード神殿へ向かう。その道中でレッド（アキタ）に出会い、彼女の身の上を知る。そしてブリザードドラゴンに攫われる形でブリザード神殿に到着、そこでゴルド皇帝に変貌したゼンを発見。最終的には彼の記憶を取り戻すことに成功した。
シーズン15ではクリスタル・キング評議会に潜入して拉致され、死んだはずのハルミと再会。後にクリスタル・キングの正体がオーバー卿と知ると、シーズン8にて彼女に裏切られてもなお想い続けていたということもあり、ハルミを説得、改心させようとしていた。
さらに父ブラックガーマドンと再会、オーバー卿を倒すため究極のONIの力を覚醒させてもらうために修行させてもらうことになったが、その仲は険悪なものになっていた。しかし、行動を共にするうちにそのわだかまりは解けていき、さらにハルミとも和解を果たす。ブラックガーマドン、ハルミと共闘してもオーバー卿には中々歯が立たなかったが、最終的にゴールデン・ウルトラドラゴンの力を借りてオーバー卿に引導を渡した。決戦後、他のニンジャやブラックガーマドン、ハルミを初めとした、オーバー卿との決戦で味方してくれた人々と共に、ニンジャゴーの道場の修復に取り掛かっていた。
シーズン2、シーズン5、シーズン8、シーズン9、シーズン10、シーズン15で主人公だった。シーズン5では仕方がないとはいえそのほとんどの回ではメインヴィランである。
カイ / 炎系ニンジャ / レッド・ニンジャ（Kai Smith / Fire Ninja / Red Ninja）
声 - 森嶋秀太 / 英 - ヴィンセント・トン
炎系ニンジャにして、「炎」のエレメント・マスター。日本語版では彼が主役として扱われることが多い。
刀や二刀流を使う。シーズン11からは専用の刀を使用。日本語版での一人称は「俺」。
幼い頃に両親が行方不明になってからは妹であるニャーと共に生活してきた。家が鍛冶屋で、鍛冶屋を継ごうとしていたが、ガーマドン卿（ブラックガーマドン）にニャーが攫われてからニンジャの道に足を踏み入れることに。
せっかちな所もあるが、誠実で仲間思いな男。強い正義感があり、何に対しても恐れず向かっていく。一時はグリーン・ニンジャになることに固執していたが、弟のように見ていたロイドがその運命を背負っていることを知ってからは彼の守護者となることを受け入れている。
父親のレイは先代ファイヤー・マスター。母親のマヤは先代ウォーター・マスター。
シーズン4ではゼンがいなくなったことからプロレスラーとして活動していたが、ロイドに呼びかけられて再びニンジャに。エレメント・トーナメントに参加した時にスカイラーに出会い、恋に落ちる。彼女がマスター・チェンのスパイにして、彼の娘であることを知った時には動揺していたが、最終的にスカイラーが味方となったことで事なきを得る。マスター・チェン撃破後は、再び離れ離れとなるも、距離は縮まったようで、シーズン9,10の大団円では互いに寄り添う姿を見せている。シーズン15で再会した際には最終決戦後に正式に付き合うことを提案していた。
シーズン11の炎の章にて、ファイヤーパワーをアスティーラに奪われてしまうが、氷の章では還らずの世界での修行で自ら火を出せるまでに回復、ブリザードドラゴンとの戦いで完全に復活した。ただそれ以降、パワーを失うことにトラウマを持っている。
シーズン12ではエンパイア・スピードレースでコールと共に自らを犠牲にし、ジェイたちを優勝させた。
シーズン13ではライノクリーチャーの審判の際にエレメントパワーを使おうとしたことで、自分たちを救ってくれるエレメントマスターだと認識されたガルチによって、ゲックルスの議長をやることになった。
シーズン14にてニャーのエレメント・パワー制御のヒントを得るべく両親と共同生活を送る際、ニャーとは対象的に家族の時間を楽しんでいた。ニャーたちが果てなき海に向かう際にはコールとウー先生と共に地上で待機していた。
パイロットシーズン、シーズン1、シーズン4、シーズン7で主人公だった。シーズン11では主人公とは言わないまでも、ほぼ全話通しての中心人物である。
ジェイ/ジェイ・ゴードン/イナズマ系ニンジャ/ブルー・ニンジャ（Jay Walker/Jay Gordon/Lightning Ninja/Blue Ninja）
声 - おおしたこうた / 英 -マイケル・アダムスウェイト
イナズマ系ニンジャにして「イナズマ」のエレメント・マスター。
ヌンチャクや鎖鎌を使う。シーズン11からは専用の鎖鎌を使用。日本語版での一人称は「オレ」。
ニンジャの中でも俊敏で、頭の回転が速く楽観的。ジョーク好きでユーモラスな人物だが、機転を利かせてピンチを救うことが多い。一行の中でスピン術、エアー術を最初に習得することに成功している。
カイの妹ニャーを好いており、彼女に対しては優しい所を見せる。
シーズン4ではゼンがいなくなったことからタレントとして活動していたが、ロイドの呼びかけで再びニンジャとなる。
シーズン5で初代スピン術マスターの墓にいった時にニャーとラブラブに寄り添っている未来を見る。
シーズン6でナダカーンに願いを2つ叶えてもらった際に、自分が実は養子で実の父が憧れの俳優、フリッツ・ドネガン（本名クリフ・ゴードン）だと知り、自分の本名は「ジェイ・ゴードン」だと知る。その後しばらくナダカーンにふりまわされるが、最終話まで最後の願いを言わなかった。
シーズン6最終話でニャーが危機に陥った際、ナダカーンに最後の願いをしたことで過去が変わり、クラウズが願いのポットを見つけてナダカーンの封印を解いたという事実をなかったことにした。
シーズン7のウー先生の回想で、彼の力は肉親の母親譲りのものだとわかった。
シーズン10のONIとの最後の戦いの最中にニャーに告白し、正式に恋人関係となった。
シーズン11の炎の章では、知らなかったとはいえ、アスティーラの封印のパズルを解いてしまい、彼女の復活を許すこととなる。
シーズン12ではニンジャの中で最初にプライム・エンパイアに入り、スコットと出会ってアバタージェイたちとウルトラカミナリ団を結成した。
シーズン14ではニャー、マヤ、ロイド、ゼン、ピクサルと共に果てなき海への冒険へ。水中戦艦バウンティ号の電力を復旧させるべく無茶を承知でイナズマチャージを決行、成功させた。ニンジャゴーシティーにウォジラが襲来してきた時に肺に水が入ったことで危険な状態に陥り、それがニャーが海と一体化することを決意する理由の一つとなる。ウォジラ撃破後、海へ還るニャーを涙ながらに見送った。
シーズン6、シーズン12で主人公だった。
コール/大地系ニンジャ/ブラック・ニンジャ（Cole Brookstone/Earth Ninja/Black Ninja）
声 - 斎藤楓子 / 英 - カービー・モロウ（シーズン14まで）、アンドリュー・フランシス（シーズン15）
大地系ニンジャにして「大地」のエレメント・マスター。
鎌やハンマーを使う、怪力自慢のパワーファイター。シーズン11からは専用のハンマーを使用。日本語版では当初、一人称は「僕」で落ち着いた口調で話していたが、シーズン4より放送局がテレビ東京に変わったことに並行して、少し荒っぽいキャラ付けがされ、一人称も「オラ」に。また、シーズン11からは攻撃の際、度々「どっこいしょ！」と叫ぶようになった。
リーダーシップがあり、パイロットシーズン、シーズン1ではチームのリーダーだった。ロイドが加わってからはあまりリーダーとしての面を見せておらず、シーズン8からはリーダーの座をロイドに完全に譲った。基本は真面目だが、かなりの甘党で食べることが好き。ニンジャになる前に母親である先代大地マスター、リリーを亡くしている。
シーズン1の時点では、自分がニンジャであることを父に隠しており、タレント養成所に行っていることにしていたものの、父に本当のことを話すことになる。
シーズン3でニャーに心を寄せていたことがあり、そのことでジェイと揉め合いになってしまう。
シーズン4の冒頭ではゼンがいなくなったことから林業に携わっていたが、ロイドに呼びかけられて再びニンジャに。マスター・チェンの策略により、エレメント・トーナメントでジェイと戦う羽目になってしまう。シーズン3での出来事もあり、最初はジェイと激しい戦いを繰り広げていたが、仲間同士で戦うことに違和感を感じ、ジェイと和解する。その後、共に勝利しようとするも、自分の身を引きジェイに勝利を譲る。その後、地下のラーメン工場に移送される際、ゼンを発見した。
シーズン5でゴースト寺から脱出するというヤン先生の試練に失敗、ゴーストになってしまった。一時は修行ができなくなるほど落ち込んだが、仲間たちの励ましを受け、ゴーストとしての特性を生かして窮地を救っていった。
シーズン6では「全部消してくれ」と願わさせられる前に3つの願いを使うが、まだ願いが残っているクランチーの願いでロイドと共に封印の剣に閉じ込められてしまう。
スペシャル（よみがえりの日）ではヤン先生との戦いで「大地パンチ（earth punch•lava arms）」の力を手に入れる。そして蘇りの裂け目を通ったことで、ゴーストから元の姿に戻った。
シーズン8では赤ちゃんとなったウー先生を見つけ出した。
シーズン10ではテレビ局のスタッフを救助している最中黒い霧の中に落ちたが、アースドリラーの力で無事帰還した。
シーズン11の氷の章では空間の茶を紛失してしまったことに責任を感じ、一人で危険な雪山に登り「空間の木」を見つけ出そうとする。その途中で怪物「グラッグ」に出会う。最初は敵だと思い込んだが、後にグラッグは優しくて、家族をブリザードサムライに殺されていたことが判明し、仲良くなり共に戦うことになる。
シーズン12ではエンパイア・スピードレースでカイと共に自らを犠牲にし、ジェイたちを優勝させた。
シーズン13ではバニア姫に想いを寄せ、グラニティ王国の地下で自分の母親の秘密を知る。そしてウー先生も詳細を知らない伝説の技「スピン術バースト」を解き放ちハッザドゥールのガイコツとスカルキングを倒す。
シーズン14ではニャー、マヤたちがタルタロス海溝へ向かう中、カイ、ウー先生と共に地上に待機していた。
スペシャル（よみがえりの日）、シーズン13で主人公だった。
ゼン/アイス系ニンジャ/ホワイト・ニンジャ/チタン式ニンジャ（Zane Julien/Ice Ninja/White Ninja/Titanium Ninja）
声 - 橘諒 / 英 -ブレント・ミラー
アイス系ニンジャにして「アイス」のエレメント・マスター。
手裏剣や弓矢を使う、ニンジャのブレイン。シーズン11からは専用の二対の手裏剣を使用。日本語版での一人称は「私」で、誰に対しても敬語で会話する。
ジョークが理解できなかったり、空気が読めない天然な所があるが、それは彼は人間ではなく、ニンドロイドと呼ばれるアンドロイドだからだったことがシーズン1で明らかになる。
シーズン3終盤でのデジタル・オーバー卿との戦いにより自分を犠牲にして消息不明となるものの、シーズン4において彼の生存が明かされ、チタン式ニンジャとなって仲間たちと合流を果たした。また、復活に伴い、見た目が金属質なものになり、喋り方にもエコーがかかるようになった。
シーズン6ではナダカーンと1対1になった時に得意の頭脳戦でナダカーンを追い詰めるが、最終的にナダカーンに上回られ、「全部消して下さい」と願ってしまう。
シーズン11の炎の章の最後でアスティーラにより禁じられたスピン術の巻物を持ったまま還らずの世界に飛ばされてしまい、ベックスの策略で記憶を失い悪のゴルド皇帝となっていた。しかしロイドのおかげで本当の自分を思い出した。
シーズン12ではプライム・エンパイアの外でピクサル、ウー先生と共にミルトン・ダイアーを捜索していたが、メカニックに捕まり、パワー制御装置を偉大なる現実への扉のパーツにされるも、なんとか壊れずに済んだ。
シーズン13ではカイと共にゲックルスのライノクリーチャーと戦う羽目になってしまうが、封印の石の鎧を外すことで鎮圧に成功する。
シーズン15では最終決戦の最中にてクリスタル・ソルジャーによって大ダメージを負ってしまった上に、ゴルド皇帝としての記憶が蘇ったりする不調が生じることに。終には記憶を全て失った上で人間で言うところの昏睡状態にまで悪化するが、ピクサルのおかげで記憶も含めて完全に復活を果たした。
シーズン3で主人公だった。前述通り、シーズン11の氷の章では仕方ないとはいえ、メインヴィランの1人である。
ニャー/ウォーター系ニンジャ/グレー・ニンジャ/マルーン・ニンジャ/サムライX（Nya Smith/Water Ninja/Gray Ninja/Maroon Ninja/Samurai X）
声 - 内田彩 / 英 - ケリー・メッツガー
ウォーター系ニンジャにして「ウォーター」のエレメント・マスター。
刀や槍を使う。シーズン11からは専用の槍を使用。日本語版での一人称は「私」。
カイの妹で、幼い頃に両親が行方不明になった後は兄によって育てられていた。器用な人物で、気が強い。パイロットシーズンでガーマドン卿（ブラックガーマドン）らから解放された後は、ニンジャたちのメカニックとして活動している。
シーズン1ではアーマーと巨大ロボットを作り、兄たちには秘密でサムライXとして活動していた。素顔を隠し、変声機を使うことで性別を隠していたものの、後にニンジャたちに素性を明かすことになった。
シーズン5で水のニンジャとしての素質があることをウー先生に告げられ、修行を始めた。
シーズン6ではメインヒロインを務め、ナダカーンの亡き妻であるデラーラに似ていることから、結婚を強制させられる。
シーズン8からは本格的にウォーター系ニンジャとして活動するようになったため、サムライXおよびメカニックのポジションをピクサルに譲っているが、彼女が不在の時はかつてのようにメカニックとしての腕を振るうところも。また、それに伴い、ヘアスタイルも変更されていた。
シーズン10にて決戦の最中にジェイから告白されこれを承諾、正式に付き合うことに。これ以降、戦う時にもジェイと行動を共にするようになる。
シーズン11では少しだが氷も操れるようになった。
シーズン12ではジェイと共に最終フロアまでたどり着くが、ジェイを庇いHPが0になり最後のエネルギーキューブとなって現実世界への扉が完成してしまう。
シーズン13ではマーテッサとジェイをかけた決闘に勝利し、マンスたちに女王として認められることになった。
シーズン14ではエレメント・パワーの制御が効かなくなったため、精神的にも不安定に。パワーの制御のヒントを得るべく両親と共同生活を送ることになり、母マヤの存在をうっとうしがっていたが、深海にて行動を共にすることでだんだん和解していく。決戦ではウォジラとカルマーを倒し、なおかつ危険な状態に陥ったジェイを救うべく、初代ニャー同様海と一体化。両者の撃破に成功したが、その代償として地上にいられなくなってしまい、ジェイたちに別れを告げて海に還っていった。
シーズン15にてアスティーラの力で人間として復活を果たすも、パワーを失ってしまった挙げ句、ニンジャたちの逮捕も招いてしまう。そのため、今シーズンでは久々にサムライXとして活動。自身が足手まといとなっていることに自責の念を感じていたが、徐々にパワーが復活、最終決戦の終盤にて完全に回復した。
シーズン7、シーズン14で主人公だった。
ニャー（初代）（Nyad）
声 - / 英 アンドレア・リブマン
初代ウォーター・マスター。ニャーの名前の由来である。かつてウォジラを倒すべくその身を犠牲に海と一体化した。

### 関係者と家族
ウー先生（Sensei Wu / Master Wu）
声 - 一条和矢、松井恵理子（幼少期）（若返り時）、虎島貴明（青年時） / 英 - ポール・ドブソン
ニンジャたちの師匠。初代スピン術マスターの息子でガーマドンの弟、ロイドの叔父にあたる。初代スピン術マスターの持っていた創造の力（ドラゴンの力）を受け継いでいる。老体でありながらも戦闘能力は高く、エレメント・パワーを使わずとも木の杖を武器に何度も敵に立ち向かっている。シーズン11の炎の章の序盤では、ニンジャたちが油断していたからとはいえ、彼ら全員を容易く一蹴してみせたことも。
幼い頃興味に上じて兄ガーマドンと共に立入禁止のヘビヘビ領域に侵入し、捕らえられるもスピン術を教えるという条件のもとヘビの見習い魔女のアスティーラに助けられ、その時スピン術を悪用しないという約束をたてる。その後、約束通り彼女にスピン術を教え、彼らは友人となるが、アスティーラが約束を破ってスピン術を悪用したため、禁じられたスピン術の巻物を使いアスティーラと戦い勝つ。その結果アスティーラは、ウーがスピン術のすべてを教えるという約束を破ったと思い復讐に燃えることとなった。
若い頃兄ガーマドンがマスターチェンのもとを去った後、ある日ゴミを漁っていた少年時代のモローに出会い、彼に食べ物を与え、弟子として修業をつける。彼は、風を操るエレメント・マスターであり、ウーは、彼こそが伝説のグリーンニンジャではないかと考え、ゴールドの武器（黄金の武器）で試すが反応しなかった。モローは、ウーのもとを去り初代スピン術マスターの墓を探しに去っていった。
ヘビヘビ戦争では、マスターチェンのもとを去ってきたガーマドンとエレメントマスターたちと協力し、アナコンドライ族を初めとするヘビヘビ族と戦った。その後、暴走するクロックス、アクロニックスをガーマドンと共に止めるために戦う、クロノスチールで出来た武器を使い、クロックス、アクロニックスのエレメント・パワーを奪い、そのエネルギーで時間の渦を開き、時の剣を封じ込めた。クロックスたちは敗北を認めず、そこから逃げる。その時、ウーは40年後の未来を見る。その後、グレートヘビヘビの毒により悪となった兄ガーマドンがゴールドの武器（黄金の武器）を悪用しようとしたため、戦い勝利する。
彼の父の初代スピン術マスターから託された四つのゴールドの武器（黄金の武器）［炎の剣、イナズマヌンチャク、大地の鎌、アイスシュリケン］をガーマドンから守るため、世界中のあちこちに隠し、さらに守護神としてドラゴンを配置した。しかし、ガーマドン卿（ブラックガーマドン）率いるホネホネ・アーミー(ホネホネ軍団)に見つけられそうになったため、素質のある4人の青年（カイ、ジェイ、コール、ゼン）を集め、修行を積ませ、スピン術を習得させ四つのゴールドの武器（黄金の武器）を守らせた。
シーズン1では、ガーマドン卿（ブラックガーマドン）がいなくなり、平和になって怠けたニンジャを叱責した。甥のロイドがヘビヘビ族を解放したため、ニンジャ共に戦う。パイソーに見限られたロイドを保護するもヘビヘビ族の後を追い、捕まってしまう。ヘビヘビ族を倒すため、一人でガーマドン卿（ブラックガーマドン）を探しに別の世界へ行くもガーマドン卿に攻撃され、危ういところでロイドに危険が迫っているといいガーマドン卿に助けられる。怒りの山からニンジャゴーの世界へ帰還した。ロイドを救出し、ガーマドン卿と別れた後、魂の煙で自身の運命を察し、グレートヘビヘビを解放したパイソーと共に食べられるが、ガーマドン卿により、グレートヘビヘビが倒された後、生きておりニンジャたちと再会した。
シーズン2では、ロイド対ガーマドン卿（ブラックガーマドン）の戦いを避けるために奔走した。闇の島ではニンジャたち共に戦い、最後決戦では、ウルトラドラゴンに乗ってニンジャたちを援護した。
シーズン3にて、ニンジャたちをニンジャゴーシティから逃がすため、捕まりデジタル体になったオーバー卿に支配され悪に染まったこともあった。
シーズン4では、マスターチェンから真実が明らかにされて、兄に腹を立てていたが、兄の行動は、止めようとしていた。
シーズン5ではロイド救出作戦を主導する一方かつての愛弟子であるモローに対して心を痛めており、モローの喪失を嘆き悲しんだ。
シーズン6ではナダカーンに何らかの3つの願いを言い、ポットに閉じ込められていた。ジェイの作戦で封印の剣から脱出した後はニンジャゴーシティの住民を避難させた。
スペシャル（よみがえりの日）ではモローから警告を受けニンジャのもとへ向かった。
シーズン7では40年前の決着を付けるためアクロニックスと単身戦うが、アクロニックスの「タイムアタック」と呼ばれる攻撃を受け、一日経つと一年も年を取るようになってしまうが、最終話でクロックスたちと共に40年前にタイムスリップした際、道場近くの茂みに隠されていた時空の剣をニャーが見つけて使用したことでタイムアタックを受ける前の状態に戻ったが、｢タイムアタック｣を受けた友人であるファイヤーマスターのレイを救うためカイとニャーに時空の剣の1つ（時間を戻す剣）を託して現代に帰還させ、遠い未来にタイムスリップしようとするクロックスとアクロニックスを止めるべく時間の渦を移動するタイムスネイカーの中に残って戦うことになった。その後、時空の剣(時間を戻す剣)の影響で赤ちゃんにまで若返った。
シーズン8でチーム・ブラックガーマドンがブラックガーマドンの復活に必要として捕えていたが、コールによって救出される。その後、ダレスの部屋でミサコと暮らすが、ガーマドンに狙われロイドに助けられ、バウンティ号に逃げるが、ONIタイタンにバウンティ号が捕まり、潰される寸前でカイ、ジェイ、ゼン、コールとともに旅人の茶（空間の茶）でONIとドラゴンの世界に逃げた。
シーズン9では主人公の一人。開始時点では、少年の姿になっていた。ドラゴンハンターに捕らえられたカイ、ジェイ、ゼンを助けるためコールと共にドラゴンコロシアムに忍び込んだ。伝説のエレメントドラゴンメリュジーナの攻撃に上じてカイたちと共に脱走した。翌朝になると若者の姿になっており、父親である初代スピン術マスターの夢（記憶）の話をしていたところをヘビーメタル（フェイス）に聞かれるが、ウーが初代スピン術マスターの息子だと知り、仲間となる。フェイスは、ウーがメリュジーナの巣の位置を知っていると思っているがウーは、何も知らなかった。チェーンを巻付ける練習で上手くできないため拗ねていたところをカイに励まされた。ドラゴンハンターたちに追い付かれ、フェイスが犠牲になってニンジャを逃がそうとし捕まっているのを罠だと知りながら、カイたちと共に助けようとして全員捕まった。メリュジーナを捕らえるため柱に縛られ電気が流された時に記憶をすべて取り戻し、姿も中年になった。アイアン男爵とともにメリュジーナの巣に行き、アイアン男爵は、ドラゴンの鎧を着るがメリュジーナを操れず炎で燃やされてしまうが、ウー先生は、メリュジーナが初代スピン術マスターの心に惹かれていたことを見抜き、ドラゴンたちに歓迎されるメリュジーナに促されドラゴンの鎧を着、メリュジーナに乗ってカイたちのもとへ戻った。カイたちもドラゴンに乗りニンジャゴーの世界に帰還した。そこで、ロイドたちと再会、茶飲み仲間のミスタケの死を悲しんだが、ロイドと共にブラックガーマドンとの決戦に挑む。終わりには元の姿に戻っていた。
シーズン11では上述した過去のあやまちにより、アスティーラに狙われることになった。アスティーラが、禁じられたスピン術の巻物の力でウー先生を還らずの世界へ飛ばそうとしたところをゼンが庇ったことに責任を感じており、自暴自棄になってしまった。それを悟ったニンジャたちが独断で還らずの世界に向おうとしていることを知ると、禁じられたスピン術の巻かれた薙刀を手にニンジャたちに襲いかかるが、取り押さえられることになる。その後、もう彼らに会うこともできないと嘆いており、彼らが無事に帰還してきたことに喜んでいた。
シーズン13ではニンジャの師としての自分の在り方について悩んでいた（グラニティ王国に行くことにも消極的だったが、ミサコに諭されて行くことになった）が、バニア姫に諭されて自身が務めから逃げていたことに気付く。スカルキング（バンゲリス）撃破後は新たな冒険を考えていた。
シーズン15ではメリュジーナの牙の剣を携えてクリスタル・キング（オーバー卿）に直接対決を挑むも敗北、ネルソンとアントニアに匿われる。その際オーバー卿の圧倒的な力の前に絶望していたが、ネルソンたちに諭されて気を取り直し、ニンジャたちに自身がいる新聞配達所の暗号を送った。
ストイックかつ厳格な性格で、ニンジャたちが気を抜いた時には常に叱責しているが、『どたばた!?ウーズカフェ』ではコミカルな面も見せている。
ガーマドン先生 / ガーマドン卿（テレビ東京版以降→ブラックガーマドン）（Sensei Garmadon/Lord Garmadon）
声 - 一条和矢、瀬戸歩（幼少期） / 英 - マーク・オリバー
ロイドの父にしてウー先生の兄。パイロットシーズン、シーズン2,8,9のメインヴィランの1人。シーズン2以外ではラスボスも務める。初代スピン術マスターの持っていた破壊の力（ONIの力）を引き継いでいる。
幼い頃ウーと共に修行していた時に自分が、ウーの刀を弾いて道場の外に出てしまい、その刀を拾おうとしてグレートヘビヘビに噛まれた。ヘビに噛まれて以降、悪い心が出てきたり消えたり不安定になっていた。その後、ウーと共に修行していた時にウーの誘いにのり立入禁止のヘビヘビの領域に入ってしまい捕らえられるが、アスティーラの助けで脱出した。その後、アスティーラが、約束を破ったため、ウーと共に禁じられたスピン術の巻物を使いアスティーラと戦った。
若い頃クラウズと共にマスター・チェンの弟子だったことがある。クラウズをスピン術で打ち負かし、マスターチェンの一番弟子になる。この時ウーがミサコへ宛てたラブレターを自身の名前に書き換えた。ヘビヘビ戦争では、マスター・チェンは戦争そのものに賛成だったが、ガーマドンはそうではなかったため、マスターチェンのもとを去り、先代エレメント・マスターたちやウーと共にアナコンドライ族と戦った。その後、ヘビヘビ族の処分として黒魔術の書を使いアナコンドライ族の将軍であったアークトゥルスたちを暗闇世界に送った。それから、ウーと共にクロックスとアクロニックスと戦った。その後、ミサコと結婚、ロイドを授かる。しかし、グレートヘビヘビの毒が強まりゴールドの武器（黄金の武器）を悪用しようとしたためそれを阻止しようとするウーと戦い、負け闇の世界へ落ちた。そこで、ホネホネアーミーとリーダーのサムカイと出会い、サムカイをスピン術で圧倒して下剋上し闇の世界の王となる。
パイロットシーズンでは、ニンジャゴーの世界を支配するため、闇の世界にいたホネホネ・アーミー(ホネホネ軍団)を従え4つのゴールドの武器（黄金の武器）を手に入れようとしたが、ニンジャたちに敗れ別の世界へき消えた。
シーズン1では、ヘビヘビ族と戦うためウー先生によって見つけられ戦うが、ウー先生にロイドに危険が迫っていると言われウー先生と共に怒りの山からニンジャゴーの世界へ帰還。その世界で修行したことで腕が四本になり、ゴールドの武器（黄金の武器）全てを操ることができるようになった。
それからニンジャたちと共にヘビヘビ族と戦うが、ロイドに出て行けと言われ別の世界へ行こうとするが、ニンジャゴーシティでグレートヘビヘビが暴れていたためニンジャたちの救援に向かう。ニンジャたちから4つのゴールドの武器（黄金の武器）を受け取り、ニンジャたちの作戦によって動けなくなったグレートヘビヘビにとどめを刺した。
シーズン2では、パイソーのいなくなった後のヘビヘビ族たちを支配し、4つのゴールドの武器（黄金の武器）からメガウェポンを作り出し、メガウェポンを使ってロイドがグリーンニンジャであるという事実を無くそうとしたが、過去でニンジャたちに、メガウェポンを破壊されたことで、反感を買いスケールズによって海上へと突き落とされる。しかしそれによって闇の島を発見することになった。
闇の島で魂だけの姿の闇の大帝（オーバー卿）を発見し、オーバー卿に導かれニンジャゴーの征服を完成させようとする。しかし闇の大帝に体を乗っ取られ、善と悪の最終決戦はロイド対オーバー卿であったと判明する。
その後、オーバー卿との戦いを経て息子と和解した後は、家族や仲間たちとともにニンジャゴーの世界を守る立場になった。
シーズン4にて、息子を見守るためにマスター・チェンの島へ同行するものの、参加者ではないということで選手寮からは締め出された。また、その地でニンジャやエレメントマスターたちを導き、クラウズを倒す活躍を見せた。その後、かつてアナコンドライ・カルトに所属していたことを明かし、マスター・チェンが放ったアナコンドライの呪いに苦しみつつも、自らの命と引き換えにアナコンドライ族の者たちの霊を召喚し、マスターチェンを倒すことに成功した。
シーズン5ではマザー・エミネントの体内でロイドと再会を果たして激励したのち、マザー・エミネントと運命を共にした。
シーズン8でチーム・ブラックガーマドンの行った儀式によって、完全な悪の存在として復活。ロイドとの戦いでONIの力に目覚め、ニンジャを打ち負かし、ニンジャゴーシティを支配した。
シーズン9でロイドと再び戦った際にパワーを失いロイドに敗北、逮捕された。そのときONIの軍団の襲来を予測しロイドに警告する。
シーズン10ではもう一人の主人公とも言える存在。敗北した後にクリプタリアム刑務所に収容されていたが、ONIの軍団に対抗するためニンジャたちによって解放された。ONIの力は戦うことで強くなるため、ニンジャたちと戦い、更に黒い霧の中に入ったためパワーが復活した。そしてニンジャと共にONIと戦い、戦いが終わった後はウー先生に見送られどこかに去っていった。
シーズン15では大分前からオーバー卿の復活を警告していた人物の正体。この時点ではすでに改心しており、戦闘及び破壊行為をしないという条件でアパートの一室にて悠々自適に暮らしていたが、ロイドとウー先生の訪問を受け、再び闘いに身を投じることに。以降は今シーズン後半のロイドのパートナーとなる。ロイドとはシーズン8〜10の出来事もあってギクシャクしていたが、行動を共にするうちに和解していった。
ミサコ（Misako Garmadon）
声 - ひと美 / 英 - キャサリン・バー
ロイドの母。ニンジャゴー歴史博物館で働く考古学者。かつてガーマドンと結婚していたが、彼が悪に染まってからは彼のもとを離れた。
息子がグリーン・ニンジャとして夫と戦う運命にあることを知り、ロイドを全寮制のダークリー悪党養成学校に預け、自分は予言の調査に専念していた。
シーズン2の途中にて、スピン術が使えることが明らかになった。
その後は、ロイドやニンジャたちを支えている。シーズン7ではロイドにニンジャスプラッシュウィングをプレゼントした。
シーズン8開始時点ではウー先生を探しに行ったっきり消息を絶っていたが、実はチーム・ブラックガーマドンがブラックガーマドン復活のために捕まえていた。
探検家クラブにも所属していたが、スペシャル（地図にない島）にて島のガーディアンにウー先生、クラッチ・パワーズと共に囚われて音信不通になってしまったため、除名されてしまう。シーズン14ではそのために探検家クラブに訪問できる術を失ったと発言して彼女たちを帰そうとするセシルを叱責、ニンジャたちに「スフィンクスの審判」を受けさせるよう直訴した。
ルー（Lou Brookstone）
声 - 新田英人 / 英 - カービー・モロウ
コールの父。著名なエンターテイナー。
シーズン7では他の職人たちと共にクロックスとアクロニックスに誘拐されていた。
エドワード&エドナ（Ed and Edna Walker）
ジェイの両親。金属回収業を経営している。
シーズン6でジェイを俳優のフリッツ・ドネガンから養子として譲り受け、我が子として育てたことが判明した。
エドワード
声 - 坂本くんぺい / 英 - コリン・マードック
ジェイの父親。
エドナ
声 - よのひかり / 英 - ジリアン・マイケルズ
ジェイの母親。
ジュリアン博士（Dr.Julien / The Tinkerer）
声 - 山岸治雄 / 英 - マーク・オリバー
ゼンの開発者。自らの余命が長くないことを悟り、ゼンが悲しまないようにと彼の記憶から自らの存在を消した。
しかし、実は一度死んだ後、サムカイによって兵器を作らせるために蘇らせられていた。それに反抗したために孤島に閉じ込められていたが、闇の島に向かっていたニンジャたちによって発見され、彼らの味方となった。
シーズン3開始時点では既に亡くなっている。
ファルコン（Falcon）
ゼンと同じくジュリアン博士がつくった鳥型のロボット。
シーズン8では大型化、ゼンのバイクに取付可能なドローンになっている。
ゼン二号（Echo Zane）
声 - 橘諒 / 英 - ブレント・ミラー
ジュリアン博士が寂しさから作ったロボット。
顔はゼンだが無表情で全身がサビている。
シーズン8ではMr.Eの正体にすることが企画されていたが、お蔵入りとなった様子。
ダレス師匠（Grand Sensei Dareth / Brown Ninja）
声 - 相馬康一 / 英 - アラン・マリオット
ニンジャたちがロイドの修行の場に決めた「ダレス師匠のモージョー道場」の先生で、ブラウン・ニンジャを自称する。全シーズン通してニンジャたちに協力する人物の筆頭格。
キザな性格でかなりの女たらしだが、いざというときは頼りになる人物。
カイのスピン術によって圧倒され、ニンジャたちに道場を自由に使えるようにした。
ピクサル/二代目サムライX（P.I.X.A.L./Samurai X）
声 - ひと美 / 英 - ジェニファー・ヘイワード
再建されたニンジャゴー・シティの管理を務める人工知能がインプットされたニンドロイド。日本語版ではゼン同様誰に対しても敬語で接する。
初登場時はコンピューターウイルスとなったオーバー卿に侵されてしまったが、ゼンの電脳の剣（テクノブレード）によって完治。この時からゼンとは仲が良くなり、後に恋に発展する。
シーズン4ではゼンとともにマスター・チェンに囚われ解体されたが、そのメモリードライブはゼンによって彼に取り込まれた。
それからはゼンのアシスタントとして活動していたが、シーズン7でゼンがクロックスの不意打ちを喰らって機能停止状態となってコンピューターに繋げられた時に、「ニンジャを守りたい」という思いからコンピューターの回路を使って自身の新たなボディを製作、ニャーが保管していたサムライアーマーを纏って二代目サムライXに。当初は内緒にしていたが、後にシーズン8にてゼンたちにそれを明らかにした。
そしてウォーター系ニンジャとして前戦に出るようになったニャーに代わってニンジャたちのメカニックとなっている。
プチピクサル（MiniPix）
シーズン15に登場する、ピクサルが作った、彼女の頭部を模したドローン。当初は大勢いたが、クリスタルキング（オーバー卿）の軍勢にニンジャ道場が制圧されたとき、ほとんどが破壊され、7号機のみが残る。その7号機は最終決戦までピクサルをサポート、道場の修理にも参加していた。
サイラス・ボーグ（Cyrus Borg / OverBorg）
声 - 相馬康一 / 英 - リー・トッカー
ニンジャゴー・シティの再建に関わった天才実業家でピクサルの製作者。生まれつき足が不自由であり、6本足の補助器具を使っていたが、シーズン4以降からは普通の車椅子を使っている。
シーズン3では洗脳され、アークトゥルス計画の手伝いをさせられていた。
シーズン5ではゴーストとの最終決戦のために、ニンジャたちにメカを提供した。
シーズン7ではクロックスとアクロニックスに誘拐され、クロノメカ：タイムスネイカーの動力源を製作させられることになった。
シーズン15ではクリスタル・ソルジャーの攻撃によって大ダメージを負ったゼンをボーグタワーに匿い、ニンジャたちに加勢するローニン,キロウ,ウルトラ・バイオレット,バード仮面にメカを提供する。
スカイラー
エレメント・マスターの項を参照。
モロー
ゴースト軍団の項を参照。
ローニン（Ronin）
声 - 山脇〆紀 / 英 - ブライアン・ドブソン
盗品を売買して生計を立てる、金にがめついならず者。
初登場はゲーム作品『レゴ ニンジャゴー ローニンの影』で、テレビシリーズではシーズン5にて初登場を果たした。
エアー術を学ぶ方法を知っており、カイたちの接触を受け、ウー'sカフェの共同経営権を手に入れるという条件のもと、彼らにエアー術を学ぶ方法を教えた。
その後もウー先生らに同行し、スティークス住民の避難誘導にあたった。
シーズン6冒頭で、ニンジャたちを警察に売っている。そのためにニンジャたちは一度警察に逮捕され、クリプタリアム刑務所に収監される羽目になったが、逆にそれが魔神ナダカーンの秘密を知る海賊ソト船長とニンジャたちとの出会いへとつながった。
スペシャル（地図にない島）では事実上のラスボス。当初は脱獄したクリプタリアム刑務所の囚人を捕まえるかわりに同刑務所から恩赦を貰っていた。しかし、ストーム地帯の島に逃げ込んだ囚人と出会い、彼らを利用して島の財宝の横取りを画策。ウォジラを模した船を使って彼らの財宝を貢ぎものという形で巻き上げていたが、最終的にニンジャたちに知られる所となり、他の囚人たち共々ガーディアンの檻に入れられることになった。
シーズン15では前述の出来事からクリプタリアム刑務所に収監されており、同じく収監されることになったロイドと口論になった。最終決戦の際にはキロウ、ウルトラ・バイオレット、バード仮面を説き伏せ、ニンジャたちに協力させている。
ダレスほどではないが何度もニンジャたちに協力している。
ヤン先生 / ヤン・コドクナ（Sensei Yang / Kodokuna Yang）
声 - 西村太佑 / 英 - マイケル・ドノヴァン
エアー術の創始者であるニンジャ。
エアー術を生み出した後に陰の剣を手に入れ、その力で永遠の命を得ようとしたが失敗、弟子たちと共に寺を呪い続けるゴーストになってしまった。
シーズン5ではカイたちがエアー術を習得しようとした際、幽霊として試練を与えた。
スペシャル（よみがえりの日）ではメインヴィランにしてラスボス。たましいの日がダークムーンと重なった日に、ゴーストになったコールに博物館から陰の剣を持ってこさせ、その力で蘇りの裂け目を開き、裂け目の中に入って生き返ろうとした。その際、皆の記憶から消えかけたコールのことを一人ぼっちだと言ったが、自分の野望に弟子たちを巻き込んだ自分自身が本当の一人ぼっちだったと気付き、弟子たちとコールを生き返らせ、自身はゴーストのまま寺に取り付き続ける道を選んだ。
レイ（Ray)
声 - 田邊優人（シーズン14） / 英 - ウィンセント・トン
カイとニャーの父で凄腕の鍛冶屋。そして先代ファイヤー・マスター。
ウーとは友人で、昔四つのゴールドの武器（黄金の武器）のありかが描かれた地図を渡された。
カイとニャーが幼い頃に行方不明になっていたが、サンダース博士に成りすましていたクロックスに脅され、カイとニャーを守るべく協力していたことがシーズン7で判明した。
アクロニックスの時を進める剣による攻撃を受けて老化してしまうが、カイとニャーがウー先生から託された時を戻す剣の力で元の身体を取り戻した。
シーズン14ではマヤと共にカイ、ニャーと共同生活を送ることになり、その際マヤに大量の荷物を持たされる、カイとゲームを楽しむなどコミカルな所を見せている。
マヤ（Maya）
声 - 水瀬七海（シーズン14） / 英 - ジリアン・マイケルズ
カイとニャーの母で先代ウォーター・マスター。
カイとニャーが幼い頃に行方不明になっていたが、レイと共にクロックスに脅されて協力していたことがシーズン7で判明した。
シーズン14の前半と中盤ではメインメンバーの一人。ニャーのエレメント・パワー制御のヒントを得るべくカイたちの要請でニャーと共同生活をすることになったが、その世話焼きな性格から、当のニャーからはうっとおしがられていた。果てなき海への冒険では娘を見守りたいという思いからこっそりロイドたちに同行、ニャーのパートナーを務める。行動を共にしていくうちにニャーと分かりあえていったため、ウォジラ撃破後に彼女が海に還った際にはジェイ共々特に悲しんでいた。
先代イナズマ・マスター（Elemental Master of Lightning）
声 - ひと美 / 英 - ケリー・メッツガー
名前の通り先代イナズマ・マスターで、ジェイの実の母。
カイとニャーとウー先生が行った過去の世界で登場したのみで、現在も生きているかは不明。
先代アイス・マスター（Elemental Master of Ice）
ヘビヘビ戦争、クロックス、アクロニックスの戦いの後、ジュリアン博士のもとを訪ね、ゼンにアイスパワーを授けた。
カイとニャーとウー先生が行った過去の世界で登場したのみで、現在も生きているかは不明。
ハルミ
チーム・ブラックガーマドンの項を参照。
ミスタケ（Mistaké）
声 - 真山亜子 / 英 - （シーズン2まで）マッケンジー・グレイ、（シーズン4）マック・オリバー、（シーズン8以降）タバサ・セント・ジェルマン
お茶を売る店を経営している老齢の女性。ウーとは茶飲み仲間で、シーズン1でガーマドンに茶を売るなど、度々登場していた。シーズン9ではウー先生に代わってロイドたちを導く。
実はONIの1人。元々はONIとドラゴンの世界の住人で、初代スピン術マスターを手に入れるため仲間のONIたちとニンジャゴーの世界にやって来たが、ニンジャゴーの世界を気に入ったためそのまま残ることになる。そしてお茶屋の店員として初代スピン術マスターを助けながら暮らしてきた。同シーズン後半でONIとしての姿を見せ、ブラックガーマドンと戦ったが捕まり、その後死亡した模様。
初代スピン術マスター（First Spinjitzu Master）
声 - 一条和矢 / 英 - ジム・コンラッド
最初にスピン術を生み出し、ニンジャゴーの世界を創った人物。ウーとガーマドンの父。創造の力(ドラゴンの力)、破壊の力(ONIの力)、ゴールデンパワー、エネルギーの力を持っている。
まだまだ謎が多く、ウーの回想シーンでも顔は見えない。
すべての始まりの世界であるONIとドラゴンの世界では、創造の力を司るドラゴンと破壊の力を司るONIが争っていた。あるとき、一人の子供が生まれた。その子はドラゴンとONIの両方の力を持って生まれたため、ONIとドラゴンの争いは次第に戦いのキーとなる彼の奪い合いになった。
伝説のエレメントドラゴン・メリュジーナと共にドラゴンの鎧を作り上げ、メリュジーナと共に平和な世界を目指したが、ONIとドラゴンの争いが無くなることはないと察し、ONIとドラゴンの世界を去った。その後“パラレルクリスタル”を作り出した。
ゴールドの頂で4つのゴールドの武器（黄金の武器）を作り、それらを使って、ニンジャゴーの世界を創り出した。ONIが、彼を呼び戻そうとしてニンジャゴーの世界へやってきたが、彼は断った。
何年かのち、ニンジャゴーの世界で、闇の大帝（オーバー卿）とワルワルサムライの軍団を倒し、その戦いで、善と悪のバランスが崩れたニンジャゴーの世界のバランスを戻すためニンジャゴーの世界を2つ（光の島と闇の島）に分けた。
その後、ヘビヘビ族を生み出した。それからは、2人の子供(ウーとガーマドン)とともに暮らした。3人で釣りをしたときには、なかなか魚が釣れないウーに“信じろ”と助言をしたこともあった。
ある時、禁じられたスピン術の巻物を記したが、それを息子たちがアスティーラとの問題を解決するために使ったと知り、巻物をどこかへ隠した。
4つのゴールドの武器（黄金の武器）を同時に操ることができ、それを息子のガーマドンが悪用しようとしため、それらをウーに託した。
彼の墓では、彼が“パラレルクリスタル”を握ったまま永遠の眠りについた。
ロイドはトルネードアタック使用後に仮死状態になり、夢の中で彼に会っている。そして一緒に来るよう誘われたが、ロイドは拒否し、ニンジャたちのもとに戻った。
自らの守護者としてエレメント・マスターを生み出した。
ソルラ（Sorla）
声 - 宮沢きよこ / 英 - パトリシア・ドレイク
ニンジャたちが還らずの世界に来て最初に到着したコタニ村の長老。炎を使って運命を見せることができる。
ブリザードドラゴンによって凍らされたが、後に解放され、ニンジャたちがニンジャゴーの世界に戻ることに協力した。
アキタ（Akita）
声 - 内田愛美 / 英 - タバサ・セント・ジェルマン
還らずの世界にある村、コヤカラムンヌの民で、カタルの妹。三尾の狼に変身できる。
ブリザードサムライが村を襲撃した後、ブリザードサムライに復讐するため生きていた。
その後ロイドと出会い、彼にレッドと名づけられ、ブリザード神殿への旅に同行したが、後に正体を明かすことになる。
ゴルド皇帝に復讐しようとしたが、ゴルド皇帝の正体を知ったロイドに止められる。
ゴルド皇帝が消えた後、カタルと再会した。また、ロイドに対して恋愛感情を抱いたような描写もある。
日本語版では秋田弁で会話する。
カタル（Kataru）
声 - 金崎聖矢 / 英 - コール・ハワード
還らずの世界にある村、コヤカラムンヌの民で、アキタの兄。熊に変身できる。
ブリザードサムライが村を襲撃した際にブリザードドラゴンに捕まって行方不明になっていたが、実はブリザード神殿の牢獄に閉じ込められ、ゴルド皇帝に仕えることをベックスに強要されていた。
ゴルド皇帝が消えた後、アキタと再会した。
日本語版ではアキタ同様秋田弁で会話する。
グラッグ（Krag）
声 - 野澤英義 / 英 - ブライアン・ドラモンド
還らずの世界の雪山に住む雪男。空間の木を守る恐ろしい怪物としてコタニ村に伝わっていたが、実は優しい性格で、雪山に登ってきたコールと仲良くなり山を下りることになった。
昔は仲間がいたが、全員ブリザードサムライに殺されている。
スコット（Scott）
声 - ランズベリー・アーサー / 英 - エイドリアン・ペトリウ
プライム・エンパイアのプレイヤーの1人で整備士をしている。
かつてミルトン・ダイアーに呼ばれてプライム・エンパイアのテストプレイをしており、ゲームに閉じ込められた最初のプレイヤーとなった。
体力が1だけになったためにエンパイア・スピードレース出場を恐れており、ジェイがウルトラカミナリ団を結成した後は、マシンを修理する代わりに存在を隠してもらっていた。
ニンジャたちがエンパイア・スピードレースに参加する際はマシン用意の手伝いをし、ニンジャたちをストムレッドから守るために自分の体力を犠牲にして戦いエネルギーキューブになったが、無事解放された。
オキノ（Okino）
声 - 川原慶久 / 英 - アレッサンドロ・ジュリアニ
ウナガミによって作られたNPCで、テラ・ナチュラの案内役を務める。
かつて多くのプレイヤーをエネルギーキューブにして自信を失っていた。
ニンジャたちの案内をする際に自分がプログラムであることを知るが、そのニンジャたちによって自由というものを知り、ウナガミの「ニンジャたちを葬り自分の所に来れば現実世界へ出してやる」という取引を拒否してニンジャたちを助けた。
ニンジャたちがキーブレードを手に入れた後は案内役を辞めて自分の進む道を自分で決めることを決心した。
ウナガミたちが現実世界に出た際は自身も現実世界に出てゲームの敵たちと戦い、その後ミルトン・ダイアーと和解したウナガミによってゲーム世界から解放された。
シーズン15ではニンジャたちに協力、その太刀捌きでメカニックを撃破する。
レーサー・セブン / ブレイジー・H（ハイパー）・スピード（Racer Seven / Blazey H〈Hyper〉Speed）
声 - 斎藤千和 / 英 - シャノン・チャン=ケント
エンパイア・スピードレースでプレイヤーのライバルとして設定されているNPC。設定により必ず第4ポイントで脱落する。
ロイドと出会って必ず脱落することを指摘され、プログラムを壊すためニンジャたちのチームであるスピードチキンズのメンバーとなり優勝、ウナガミから解放された。
ミルトン・ダイアーと和解したウナガミがプレイヤー・NPC両方を解放したため、彼女も自由になった。
シーズン15で再びニンジャたちに協力、バニア姫に助けを求めるコールをテレビ局に届けるため、ビニーのバンを運転する。
バニア姫（Vania）
声 - 南早紀 / 英 - サブリナ・ピトレ
グラニティ王国の王女でバンゲリス王の娘。ニンジャたちにあこがれており、自分の誕生祝いにニンジャたちをグラニティ王国に招待した。特に大地マスターであるコールを気に入っている。
幼いころはゲックルスを「スパークリン」と呼んでよく遊んでいた。
父であるバンゲリス王の邪悪な考えを知って、彼と対立することになる。
バンゲリス王逮捕後は新たな女王となり、悪や不正に立ち向かうことと同時に地上の民・ゲックルスたち・マンスたちが平等に暮らせる世界を作ることを誓った。
シーズン14ではコールの依頼で風のアミュレットをカルマーから守るべく保管するが、そのアミュレットはカルマーにすり替えられていた偽物だった。
シーズン15でもコールの要請で臣下やイケイケ団、ゲックルスたちやマンスたちと共に最終決戦に参加する。
ダメダメ団 / イケイケ団（Lowly / Upply）
グラニティ王国に集まった3人の冒険隊。
ハッザドゥールのガイコツを持ってきて自分の目の前で破壊するクエストをバンゲリス王に与えられたが、実はバンゲリス王に利用されており、地下に閉じ込められることとなった。
地上に戻ることを諦めて地下で暮らしていたが、コール、ウー先生、バニア姫との出会いがきっかけで地上に戻り、スカルキングに立ち向かうこととなった。
元は自分より下はいないということでダメダメ団と名乗っていたが、地下脱出後にイケイケ団に改名した。
シーズン15でもバニア姫やその臣下たち、ゲックルスたちやマンスたちと共に登場、ニンジャたちと共に最終決戦に臨む。
ファンガス（Fungus）
声 - 徳本英一郎 / 英 - イアン・ジェームズ・コレット
イケイケ団のメンバーで魔法使い。苔やキノコを使って多彩な魔術を披露する。
コルグラン（Korgran）
声 - 堂坂晃三 / 英 - ポール・ドブソン
イケイケ団のメンバーで戦士。斧を使って戦う。
故郷に居た頃は仲間を襲ってばかりいた。
斧は喋ることができるが、父親に斧との会話を奇妙に思われており、皆には喋らないことを強調している。
プランダー（Plundar）
声 - 鳴海崇志 / 英 - アダム・トラスク
イケイケ団のメンバーで盗賊。盗賊の癖で人のものをよく奪ってしまう。ダンジョンで懐いた巨大なクモを「アダム」と名付けてペットにしている。
物事を決めるときはサイコロを振っていたが、コールたちと行動を共にするうちに自分の意志で決めるように。
日本語版では舌足らずなしゃべり方（カ行をキャ行など）をする。
リリー（Lily）
声 - 篠田有香 / 英 - エリン・マシューズ
先代大地マスターでコールの母。物語開始時点で既に亡くなっている。
かつてゲックルスたちとマンスたちを苦しめていたスカル・ドラゴンを倒しており、その時使った解放の剣をゲックルスたちとマンスたちに1本ずつ託している。
病気になった際、コールに対して、誰かを傷つける者には立ち向かうように約束した。
ゲックルス（Geckles）
グラニティ王国の地下の住民。紫色の肌を持ち、小柄で耳が大きい。
物を投げつけて同意を示す、ライノクリーチャーとの戦いによって罪人の有罪・無罪を決める、ナメクジレースで重要な決断を出すなど、独特な行動をする。
スカルキングが解放の剣を奪った後は、マンスが奪ったと思ってマンスと敵対していたが、ニンジャたちの協力もあって和解した。
シーズン15でも登場、ニンジャに加勢する。
日本語版では語尾に「チャネ」をつける。
ガルチ（Gulch）
声 - 相馬康一 / 英 - アンドリュー・マクニー
ゲックルスの議長。
カイとゼンをクロホネの仲間だと思ってライノクリーチャーと戦わせたが、エレメントマスターと知って謝罪し、カイを議長に任命した。
グレック（Gleck）
声 - 高橋美佳子 / 英 - ブライアン・ドラモンド
フードをかぶったゲックルス。
かつてリリーからペンダントをもらっており、大地マスターがグラニティ王国に来たと知ってコールの所に現れた。
マンスが敵でないとわかっており、何とか和解に持ちこんでほしいとカイとゼンに相談した。
グリフ（Gliff）
声 - 丹沢晃之 / 英 - ビル・ニュートン
眼帯をつけたゲックルス。
シーズン13開始時点でスカルキングに捕まっており、リリーとの過去をニンジャたちに話した。
グロコ（Groko）
声 - 髙山滉 / 英 - ピーター・ニュー
三角帽をかぶったゲックルス。
ガーポ（Garpo）
声 - 鈴木美咲 / 英 - サブリナ・ピトレ
頭に包帯を巻いたゲックルス。
ギンクル（Ginkle）
声 - 内田愛美 / 英 - タバサ・セント・ジェルマン
とんがり帽子をかぶったゲックルス。
グロコ、ガーポ、ギンクルはカイとゼンをクロホネだと思ってガルチのもとに連行した。
Mr. Wise
眼鏡をかけたゲックルス。Ninjago Magazineの登場キャラクターでアニメには登場しない。
マンス（Munce）
グラニティ王国の地下の住民。緑色の肌を持ち、男女とも屈強な体をしている。
腕っぷしが強い者の言うことを聞く特徴がある。
スカルキングが解放の剣を奪った後は、ゲックルスが奪ったと思ってゲックルスと敵対していたが、ニンジャたちの協力もあって和解した。
シーズン15でも登場、最終決戦に参加する。
日本語版では語尾に「だフン」をつける。
マーテッサ（Murtessa）
声 - 美々 / 英 - タバサ・セント・ジェルマン
マンスの女王。体を丸めて転がる攻撃が得意。
ジェイを気に入っており、自分の夫にしようとしたためニャーを怒らせることになり、ニャーに決闘を申し込み、結果敗れて女王の座を明け渡すことになった。
マート（Murt）
声 - 田邊優人 / 英 - マイケル・アダムスウェイト
ポニーテール髪のマンス。
シーズン13開始時点でスカルキングに捕まっていたが、解放後は一緒に逃げ来たジェイ、ロイド、ニャーをマーテッサの所に案内した。
モー（Moe）
ポニーテール髪のマンス。
アニメには登場しないがブロックのミニフィグは存在する。
ベントマール（Benthomaar）
声 - 大薮恵介,小田果林（幼少期） / 英 - コール・ハワード
深海の国マローピアの第二王子。愛称はベント。家族思いの素直で心優しい性格。
実はトリマール王やカルマーとの間に血の繋がりはなく、かつて果てなき海の底で迷っていた所をトリマール王に助けられて彼の養子になった。このため彼の見た目は、青色の肌とギザギザの歯を除けば非常に人間に近いもので、純粋な王族や衛兵たちのそれとは大きくかけ離れている。
カルマーによって致命傷を負ったトリマール王の最期を看取り、その遺言に従って王殺害の濡れ衣を着せられたニンジャたちを助け、義兄カルマーの暴挙を止めようと奔走する。事態収束後、ウォジラを倒すべく海と一体化した代償として海に還ったニャーのことを悲しんでいた。
シーズン15時点ではマローピアの新王に即位しており、ニャーの要請で臣下と共に最終決戦に加わる。

### エレメント・マスター
初代エレメント・マスターの子孫たち。ニンジャたちも同じく、エレメント・マスターである。
スカイラー（Skylor / Skylor Chen / Orange Ninja）
声 - 勝田詩織 / 英 - ヘザー・ドークセン
エレメント・トーナメントに参加した琥珀（アンバー）・マスターの大人びた性格の女性。他者のエレメント・パワーをコピーすることができる。
選手寮ではカイの隣の部屋に割り当てられ、カイから好意を寄せられた。
実はマスター・チェンの娘であり、父によって送られたスパイであったが、カイと行動を共にする内に彼に対する想いが芽生えたこともあって後に離反、カイらと共にマスター・チェンのエレメント・ケーンを破壊した。後に自身がコピーしたパワーを利用されてアナコンドライ・カルトの面々やガーマドン同様アナコンドライにされてしまうも、ガーマドンが自らを犠牲にアナコンドライ・カルトを暗黒世界に送ったことで元の姿に戻った。
決着後は「ミスターチェン」の新オーナーに。また、現在のゼンとピクサル、ジェイとニャーほどではないが、カイとの距離は近付いた様子。
シーズン6では、ジェイとともに天空の海賊と戦った。
シーズン9では他のエレメント・マスターたちを引き連れ、ロイドやニャーたちの助太刀に現れる。自身のエレメントパワーを使い、ブラックガーマドンのONIの力をコピーしONIタイタンを操ったが、ONIの力に侵されてしまう。最終的にブラックガーマドンがパワーを失ったことにより回復した。
シーズン15でも登場、要所要所でカイたちを救う。また、カイからは、戦いが終わってから正式に付き合うことを提案されていた。
カーロフ（Karlof）
声 - 真田雅隆 / 英 - スコット・マクニール
鍛冶職人として活動していたメタル・マスターで、自身を鋼鉄化させることによる攻防一体戦術が得意。黒い兜と、巨大な鋼鉄のガントレットが特徴。
日本語版では一人称が自分の名前になっているなど朴訥さが目立つが、これは彼が言葉をあまり知らないことに由来しており、実際はリボルバー・ブラスターの設計に携われるほど頭の良い人物。
マスター・チェンの島に向かう途中でカイとの間に因縁が生まれる。そして第一の試練である翡翠の剣の取り合いの際、最後の一本を巡ってカイと火花を散らし、一時は有利に事を進めるが、カイにガントレットを利用されて敗北する。素直に負けを認めたのち、敗者としてマスター・チェンによってパワーを奪われ、チェンが運営するラーメン工場で強制労働させられた。
その後、他のニンジャたちとともに助けられ、マスター・チェンに立ち向かった。
シーズン7では他の鍛冶職人たちと共にクロックスとアクロニックスに誘拐され、武器や兜などを作らされていた。
シーズン9ではロイドたちと共に戦った。
グリフィン・ターナー（Griffin Turner）
声 - 遠藤広之 / 英 -ドロン・ベル
スピード・マスター。動くのが早ければ喋るのも早い。
シーズン9ではロイドたちと共に戦った。
カミーユ（Camille）
声 - 結城飛鳥 / 英 - マリカ・ヘンドリクス
フォーム・マスター。他者の姿を完璧に模擬できる。
ロイドとの戦いに敗れ、地下のラーメン工場で労働させられることに。
ニューロ（Neuro）
声 - けいたろう / 英 - ポール・ドブソン
マインド・マスター。他者の考えを覗いたり、念波で相手を攻撃したりすることができる。
シーズン9ではロイドたちと共に戦った。
ボロボ（Bolobo）
声 - 喜多田悠 / 英 - マイケル・アダムスウェイト
ネイチャー・マスター。様々な場所から生やした植物性の触手を自在に操れる。エレメント・トーナメントではニューロに破れた。
グラビス（Gravis）
声 - 外島孝一 / 英 - カービー・モロウ
重力（グラビティ）・マスター。重力を操ることで浮遊できる。頭に巻いたターバンが特徴。エレメント・トーナメントではグリフィン・ターナーに破れた。
ジェイコブ（Jacob）
声 - 風間信彦 / 英 - ポール・ドブソン
サウンド・マスター。盲目だが、楽器を鳴らすことで隠れている人物をも見つけられる他、音波を攻撃に転用できる。
エレメント・トーナメントではスカイラーに敗北、地下のラーメン工場に落とされる。そこから逃げる際にクラウズに見つかりヘビのエサにされそうになるがなんとか生還している。
ペールマン（Paleman）
声 - 小林大紀 / 英 - カービー・モロウ
ライト・マスター。自分の姿を見えなくできる。
シーズン9ではロイドたちと共に戦った。
なお、レゴウルトラ・エージェントシリーズに似た人物が登場する。
アッシュ（Ash）
声 - 島田朋尚 / 英 - ブレント・ベル
スモーク・マスター。体を煙状に変えられる。エレメント・トーナメントでは始めはパワーでカイを圧倒するも、逆にそのパワーを利用されてカイに敗れた。
シェイド（Shade）
声 - 山岸治雄 / 英 - アンドリュー・フランシス
シャドウ・マスター。影の中に身を隠し、移動できる。
シーズン9ではロイドたちと共に戦った。
トックス（Tox）
声 - 丸塚香奈 / 英 -イアン・ジェームズ・コレット、マギー・ブルー・オハラ（シーズン9）
ポイズン・マスターである女性。毒を操れる。アニメでは描写されなかったものの、彼女はシェイドと戦い敗北している。
シーズン9ではロイドたちと共に戦った。
ペールマン同様ウルトラ・エージェントシリーズに似た人物が登場する。
Lar
ウォーター・マスター。書籍「The Tournament of Elements」の非公式キャラクター。
アニメには登場せず、その役はニャーにとって代わられることとなる。

### ヴィランたち
ドラゴンハンター、ブリザードサムライ、クロホネ軍団以外の最終目的は総じてニンジャゴーシティまたはニンジャゴーの世界の征服。

#### ホネホネ・アーミー（ホネホネ軍団）（The Skullkins）
闇の世界(ニンジャゴーの世界でいう魔界)に住むホネの怪物である軍団。かつて闇の世界へ追放されたガーマドンにより、支配されてしまった。ヘビヘビ族との戦いでニンジャたちと共闘したこともある。2007年に発売されたレゴシリーズ「レゴ キャッスル」の敵キャラクター「ホネホネウォリアーズ」とデザインに共通点がある。日本語版では関西弁で会話することが多い。
サムカイ（Samukai）
声 - 中尾隆聖（パイロットシーズン）、野村大地（スペシャル〈よみがえりの日〉） / 英 - マイケル・コプサ
四つ腕の骸骨。パイロットシーズンのメインヴィランの1人。かつては闇の世界にてホネホネ・アーミー（ホネホネ軍団）たちをまとめて従えていたが、落ちてきたガーマドン卿（ブラックガーマドン）の下剋上に遭った。
その後は、ガーマドン卿（ブラックガーマドン）の右腕として動くようになったが、実は反逆しようとしていた。
ゴールドの武器（黄金の武器）を4つ全て手にした後は武器を自分のものにしようとしたが、武器を同時に使用しようとしたために時空のゆがみを発生させてしまい、消滅した。
スペシャル（よみがえりの日）ではヤン先生の手によって復活、ジェイに襲いかかるも返り討ちに遭い、その魂は暗黒世界に還された。
日本語版の再登場時には広島弁と高知弁を混ぜた言葉で会話していた。
クランチャ、ヌッカル（Kruncha and Nuckal）
声 - チョー（クランチャ）、高木渉（ヌッカル） / 英 - ブライアン・ドラモンド
サムカイの部下。兜を被っている方がクランチャ。二人一緒に登場することが多い。関西弁で話す。
ウィプラッシュ（Wyplash）
声 - 上田燿司 / 英 - マイケル・ドブソン
サムカイの部下。頭に笠を乗せている。アニメではプレイバックムービーのみの登場。
フラクジョー（Frakjaw）
声 - / 英 - トレバー・デュバル
サムカイの部下。
クラジ（Krazi）
声 - / 英 - トレバー・デュバル
サムカイの部下。ピエロのような見た目をしている。
チョポブ（Chopov）
声 - / 英 -トレバー・デュバル
サムカイの部下。ホネホネ・アーミー(ホネホネ軍団)らの車両・メカニックを手掛けており、ジュリアン博士らを脅していた。
ボーンザイ（Bonezai）
声 - / 英 - トレバー・デュバル
サムカイの部下。

#### ヘビヘビ族（The Serpentine）
ヘビと人が合わさったような姿をした種族。元々は初代スピン術マスターが作った種族だが、マスター・チェンの暗躍により人類と戦争を繰り広げ、地下へと追いやられた。その後、ガーマドン小僧（ロイド）が解放してしまう。ワルワルサムライの墓を開けた後、墓に閉じ込められてしまうがそれを機に「地上のゴタゴタとはかかわらない」と地下での生活を始めた。シーズン3の最終話では、地上の人間たちを地下に避難させていた。ヘビヘビのそれぞれの将軍は、解毒剤の入った杖を所持しており、これらすべての杖の液体を紙に垂らすと、4つの毒の牙（ファング・ブレード）のありかがかかれている地図が浮き出てくる。毒の牙を全て揃え、ウロボロスのヘビの像に置くとグレートヘビヘビが解放される仕組みとなっている。シーズン9ではターナーからロイドたちと戦うよう呼びかけられたが、クロックスとアクロニックスの所業のせいで拒絶している。
アナコンドライ族（The Anacondrai）
その知能と戦闘能力の高さからヘビヘビ族最強と呼ばれる種族。透明になることができる。モデルはアナコンダ。
パイソー将軍（Pythor P. Chumsworth）
声 - 相馬康一 → 山寺宏一 / 英 - マイケル・ドブソン
アナコンドライ族最後の生き残り。シーズン1,3のメインヴィランの1人。ヘビヘビ族を束ね、4つの毒のキバを集めグレート・ヘビヘビを解放させたが、その直後にウー先生と共に食べられる。
実は身体が白化しながらも生きており、シーズン3でオーバー卿の復活に肩入れしていたものの、終盤でニンジャたちがオーバー卿に飲ませようとした薬を飲み、体が縮んでしまった。
その後はクリプタリアム刑務所に収監、ドールハウスの中で暮らしていたが、シーズン4でマスター・チェンにアナコンドライの力を目覚めさせるため拉致される。その後「自分以外の誰かにニンジャゴーを支配されたくない」という思いからロイドたちに協力、マスター・チェン撃破後アークトゥルス将軍により元の大きさに戻った。
スペシャル（よみがえりの日）では博物館を訪れた所、偶然にもヤン先生が像から復活させたニンジャの敵と出会い、ニンジャへの復讐に参加。ロイドとミサコに襲いかかるも敗北、撤退した。
シーズン15開始時点ではクリプタリアム刑務所に収監されていたが、ハルミに誘われ、ニンジャへの復讐のためにクリスタル・キング（オーバー卿）に協力するべく脱獄。最終的にはジェイに敗れた。
日本語版ではおネエ口調で喋る｡
アークトゥルス将軍（Arcturus）
声 - 楠大典 / 英 - スコット・マクニール
人類との戦争の時にアナコンドライ族の将軍を務めていた人物。敗戦後、当時の他のアナコンドライ族の戦士たちと共にガーマドンによって暗黒世界に送られた。
シーズン4の最終決戦にて他の者たちとともに霊として現世に現れ、マスター・チェンを罰し、ロイドらに感謝の言葉を述べ、パイソー将軍を元に戻した。

ヒプノブライ族（The Hypnobrai）
相手と目を合わせるだけで催眠術を賭けることのできる種族。アスティーラ陣営もこの種族である。モデルはコブラ。
スケールズ（Skales）
声 - 橘諒 / 英 - イアン・ジェームズ・コレット
ヒプノブライ族の副官だったが、後に将軍になり、ガーマドン追放後はヘビヘビ族の新王に即位した。それ以降、ニンジャたちに協力を要請されたり、ニンジャゴーシティが敵に襲われた際には彼らに力を貸している。
シーズン7ではニンジャゴーシティ博物館の地下で他のヘビヘビ族と共にベノブレイムの動向を見張っていた。そして、ウー先生を救出すべくベノブレイムのアジトを探っていたニンジャたちに地下の地図を譲渡している。
シーズン11の炎の章ではカイ、ジェイ、コールにアスティーラの過去を教えるためヘビヘビの知識人を紹介した。
シーズン15では他のヒプノブライ族の大半と共にニンジャたちに加勢、最終決戦に臨む。
セルマ（Selma）
声 - / 英 - ジリアン・マイケルズ
スケールズの妻。一人息子に対して過保護になっている。
スケールズ・ジュニア（Skales Jr.）
声 - / 英 - アリッサ・スウェールズ
スケールズの息子。
スリスラ（Slithraa）
声 - 間宮康弘 / 英 - ジョン・ノヴァク
スケールズの前任だった元ヒプノブライ族将軍。
ロイドがヒプノブライ族の墓を見つけ侵入した時、間違って自分自身に催眠をかけてしまったためにロイドに従うようになった。
その後、スケールズとの戦いに敗れ、将軍の座をとられる。
メズモ（Mezmo）
声 - / 英 - マイケル・アダムスウェイト
ヒプノブライ族の兵士。戦いより食べることが好き。多数いる。
シーズン15ではこの個体のうち数体がオーバー卿の支配下に落ちているのをロイドとブラックガーマドンが発見している。
ラトラ（Rattla）
声 - / 英 - ポール・ドブソン
ヒプノブライ族の戦闘員。多数いる。

ベノマリ族（The Venomari）
幻覚を引き起こす毒を操る種族。天空の海賊のクランチーもこの種族である。
アシディカス（Acidicus）
声 - 長谷川俊介、川原慶久（シーズン3） / 英 - ポール・ドブソン
ベノマリ族の将軍。
シーズン11では地下の図書館で責任者をしており、アスティーラと少年の話をニンジャたちに聞かせた。
リザル（Lizaru）
声 - / 英 -ヴィンセント・トン
ベノマリ族の兵士。多数いる。
スピッタ（Spitta）
声 - / 英 -カービー・モロウ
ベノマリ族の兵士。多数いる。
ラシャ（Lasha）
声 - / 英 -ブレント・ミラー
ベノマリ族の兵士。多数いる。

ファンパイア族（The Fangpyre）
噛まれるとヘビになってしまう毒を持つ種族。なお、この毒は生物に有効なだけでなく、乗り物などもヘビにすることができる。
また、同族同士で噛まれた場合、噛まれた側に頭部がもう一つ発生するため、本作に登場するファンパイア族の中には頭部が二つ存在する者もいる。
ファントム（Fangtom）
声 - 高橋伸也（右）、遠藤広之（左） / 英 - マッケンジー・グレイ
ファンパイア族の将軍。
ファンダム（Fangdam）
声 - / 英 - ジョン・ノヴァク
ファンパイア族の戦士。多数いる。
ファン・スエイ（Fang-suei）
声 - / 英 - マイケル・アダムスウェイト
ファンパイア族の兵士。多数いる。
スナッパ（Snappa）
声 - / 英 - ポール・ドブソン
ファンパイア族の斥候。多数いる。
コンストリクタイ族（The Constrictai）
体を使って相手をしめつけたり、地面を素早く掘ることを得意とする種族。
アナコンドライ族に次ぐ身体能力の高さを誇る半面、知能はあまり高くない。
スカリドール（Skalidor）
声 - 真田雅隆 / 英 - ジョン・ノヴァク
コンストリクタイ族の将軍。
バイター（Bytar）
声 - / 英 -カービー・モロウ
コンストリクタイ族の戦士。多数いる。
チョークン（Chokun）
声 - / 英 - ヴィンセント・トン
コンストリクタイ族の兵士。多数いる。
スナイク（Snike）
声 - / 英 - ブレント・ミラー
コンストリクタイ族の兵士。多数いる。

#### オーバー卿陣営
メンバー全員が「ダークネス」のエレメントに関わっている。目的は闇を増幅させての光と闇のバランス破壊。
オーバー卿 / デジタル・オーバー卿 / クリスタル・キング（The Overlord/The Golden Master/The Crystal King）
声 - 山岸治雄（アニマックス版のみ）、高橋伸也（テレビ東京版以降） / 英 - スコット・マクニール
闇の大帝にしてニンジャゴーの世界の闇の権化。「ダークネス」のエレメント・マスターでもある。シーズン2,3,15のメインヴィランの1人にしてラスボス。後述することから、ロイドの最大の宿敵にして、ガーマドン卿（ブラックガーマドン）が関わる物語の全ての元凶とも呼べる人物である。
ニンジャゴーの世界最古の敵でワルワルサムライの軍団を率いて初代スピン術マスターと戦った。その後、初代スピン術マスターによって倒され魂だけの姿になって闇の島に閉じ込められていた。
シーズン2にて、ガーマドン卿によって闇の島と自身の魂が見つけられガーマドン卿とともに、ニンジャゴーの世界を支配する準備を整えていく。終末時計の秒読みが0になるとスーパーウェポン｢ガーマトロン｣が完成しニンジャゴーシティへ暗黒物質を打ち込んだ。それによって善と悪のバランスが崩れ自由の身となった瞬間ガーマドン卿に憑依。自身がニンジャゴーの世界を支配するという真の目的を明かし、同時に最終決戦の予言はロイド対ガーマドンではなくロイド対オーバー卿であったことが明らかになった。1回目の対決でロイドを打ち負かし、ニンジャゴーシティへ向かう。その後ドラゴンの姿になり、タワーに変形したガーマトロンの頂上でゴールデンニンジャになったロイドに倒された。
だが、実は生き残っており、シーズン3ではコンピュータウイルスに姿を変え、パイソーと協力して再建されたニンジャゴーシティ乗っ取りを実行。復活にはゴールデンパワーが必要だったため、ロイドから奪うが、あと少しのところでニンジャに止められた。それでもコンピューターの世界から脱出することはできたがまだ不十分であったため、アークトゥルス計画をクリプトー将軍に実行させ、宇宙にとばされたゴールドの武器の塊（テレビ東京版では黄金のパワーストーン）で復活した。
ニンジャゴーシティの戦いではゴールデンパワーを使いニンジャを追い詰めるが、最後には、ゼンと相打ちになり倒される。その際身に付けていたゴールドの鎧は保管され、シーズン10にて黄金の武器に鍛え直されることになる。
シーズン15にてクリスタル・キングとして復活。さらにハルミを蘇生させていたことが判明。ハルミを初めとしたニンジャへの復讐を望む様々なニンジャゴーのヴィランとクリスタル・ソルジャーを従え、善と悪のバランスを破壊し、創造のエレメント・パワーを強奪して世界を改変することで、今度こそニンジャゴーの世界の支配を目論む。
最終決戦では巨大なケンタウルスのような姿でロイドとブラックガーマドンを蹂躙、更にその仲間たちも徐々にゾンビに変えていくが、ロイドたちに止めを刺そうとした時、ブラックガーマドンが幼い頃にグレート・ヘビヘビに噛まれたり、グレート・ヘビヘビにニンジャゴーシティーを破壊するように仕向けたのは自分であるとハルミの前で勝ち誇ってしまった。そのために、全てを知った彼女の裏切り及びロイドたちとの共闘を招いてしまう。それでもなお優勢を保ち、一時的に目的を果たすも、最終的にロイドに力を貸したゴールデン・ウルトラドラゴンによって3度目の敗北を喫した。これによってゾンビ化していた生物は解放され、ニンジャゴーシティの結晶化も解けたが、直接彼の影響を受けているはずのハルミに異常は見当たらなかった。
アニマックス版の一人称は「余」、テレビ東京版以降の一人称は「僕」または「ボキ」。テレビ東京版以降では、高橋のハイテンションな演技により、すでにあるものとは別の恐ろしさも出ている。しかし、クリスタル・キングとして復活してからは一人称が「私」になっており、山岸版を彷彿とさせる冷酷で落ち着いた口調で話している上、ハイテンションさは絶無に等しい。
ワルワル・サムライ(The Stone Army)
闇の大帝オーバー卿が闇の島の絶対に壊れない岩で作り出したゴーレム軍団。闇の兜によって操られている。オーバー卿消滅と同時に巨大ワルワルサムライ以外は全員消失したが、スペシャル（よみがえりの日）にてコズ将軍とその部下数名が復活、再登場した。
コズ将軍（General Kozu）
声 - 乃村健次（シーズン2）、真田雅隆（スペシャル〈よみがえりの日〉） / 英 - ポール・ドブソン
ワルワル・サムライのリーダー。4つの腕を持ち、他のワルワル・サムライと異なり人間の言葉も話すことができる。
シーズン2の最終決戦の最中にて闇の島からニンジャゴーシティに飛ばされることに。そしてそこでダレス師匠に出会ってからは彼の弟子にボコボコにされたり、闇の兜を冠った彼に部下たちを指揮下に置かれたりと何度も苦汁を舐めさせられることになった。
スペシャル（よみがえりの日）でヤン先生によって復活し、同じく復活した部下と共にダレス師匠に復讐しようとする。しかし生前同様、闇の兜によって部下たちが無力化,使役されたことでまたしても敗れ去り、部下ともども暗黒世界に還された。
日本語版のシーズン2ではスローな口調で話していたが、スペシャル（よみがえりの日）では少し普通になっている。
巨大ワルワルサムライ（Giant Stone Warrior）
声 - / 英 - スコット・マクニール
博物館に展示されていたが、グレートヘビヘビの毒で復活。ニンジャと戦い、ロイドの作戦で穴に落とされた。
その後は、クリプタリアム刑務所に収容されている。
ニンドロイド軍団（Nindroid Army）
ゼンのデータをスキャンして造られた戦闘用のアンドロイド軍団。ステルス機能を持ち、飛行も可能。デジタル・オーバー卿（オーバー卿）がゼンに倒されたことでクリプトー将軍を初めとしたほとんどの個体が凍結、破壊され、残った個体はクリプタリアム刑務所に収監されたり再プログラミングされたりしている。スペシャル（よみがえりの日）でクリプトー将軍とその部下数名が復活、再登場した。
クリプトー将軍（General Cryptor）
声 - 川原慶久 / 英 - リチャード・ニューマン
高圧的で嫌味な性格のニンドロイド軍団のリーダー。目と胸からレーザーを撃てる。アークトゥルス計画を率いる。
ニンジャゴーシティの戦いではニャーの作戦でミンドロイドと口論から争うことに。そしてゼンのアイスパワーによって消滅した。
スペシャル（よみがえりの日）ではヤン先生によって復活し、部下と共に因縁深いゼンに戦いを挑む。最終的に自分の武器を逆利用されて倒され、部下もろとも暗黒世界に還された。
ミンドロイド（Min-Droid）
声 - / 英 - マイケル・アダムスウェイト
ニンドロイドの工場で最後に造られたニンドロイド。材料不足のため、膝小僧にあたる部分が存在しない。そのためクリプトー将軍からは特に邪険に扱われていた。
クリスタル・ソルジャー（Crystal Warriers）
ハルミが集めていた封印の石から作られた石像に、クリスタル・キング（オーバー卿）がダークネスパワーを注入して生み出した軍隊。クリスタル・キング評議会（ハルミ、パイソー、アスティーラ、メカニック、バンゲリス、Mr.F）によって統率される。大型のドラゴンを模したドラゴノイド（Dragonoides）もいる。
封印の石から出来ているため、エレメント・パワーを無効化する。更にこれやこれが放つ攻撃に接触したものはクリスタル・ゾンビ（Crystal Zombies）に変貌、オーバー卿の支配下に堕とされてしまう。

#### アナコンドライ・カルト（Anacondrai Cultists）
アナコンドライ族を信奉するカルト集団。目的はエレメント・パワーを用いてのアナコンドライ族への変貌。
マスター・チェン（Master Chen/Chen）
声 - 高橋伸也 / 英 - イアン・ジェームズ・コレット
表向きはニンジャゴー・シティの有名中華チェーン店「ミスターチェン」のオーナーだが、実際はアナコンドライ・カルトの首魁であり、ガーマドンのかつての師匠。シーズン4のメインヴィランにしてラスボス。ヘビヘビ戦争を引き起こした張本人でもある。エレメント・パワーを奪い取るエレメント・ケーンを持っている。
非常に大仰な言動を取る。かつて、一番弟子を決めるためにガーマドンとクラウズを戦わせ、スピン術を使って勝利したガーマドンを一番弟子としたが、ガーマドンは、ヘビヘビ戦争に反対であったため自身のもとを去ることになった。ヘビヘビ戦争では、エレメント・マスターの心を巧に操り、エレメント・マスター側を分裂させて翻弄した。
ニンジャたちをおびき寄せるためにゼンとピクサルをさらったのち、自身が主催するエレメント・トーナメントを利用して負けたエレメント・マスターからパワーを奪い取り、彼らを地下のラーメン工場で労働させる。更に娘のスカイラーにエレメント・マスター側のスパイもやらせていた。やがて奪い取ったパワーを巧みに利用して、トーナメントで一人になったロイドを倒し、全てのエレメントパワーを手にする。しかし、カイや工場で労働させられていたエレメント・マスターたちの逆襲劇を喰らった挙句、スカイラーにも離反され、カイにエレメント・ケーンを破壊された。その後スカイラーのパワーを用いてアナコンドライ・カルトのメンバー全員をアナコンドライに変身させてニンジャゴー・シティ制圧に乗り出すも、暗黒世界より解放され、ニンジャゴーの世界に現れたアークトゥルス将軍らの亡霊により罰を受け、スカイラーを除いた他のアナコンドライ・カルトのメンバー共々暗黒世界へ囚われた。
シーズン5ではクラウズとともにマザー・エミネントの体内に囚われていた。
スペシャル（よみがえりの日）ではヤン先生によって復活し、復讐のためにカイとニャーを襲撃。二人を追い詰めるも、ニャーがウォーター・マスターとして覚醒していたことを知らなかったことが仇となって敗北、暗黒世界に還される。
日本語版では胡散臭い中国人のように喋る上、高橋のハイテンションな演技により、原語版と比較してもキャラが非常に濃くなっている。
クラウズ（Clouse）
声 - 野村大地 / 英 - スコット・マクニール
マスター・チェンの右腕であり、黒魔術の使い手。
かつてガーマドンと一番弟子を決める戦いで破れた過去があり、そのためアナコンドライ・カルトの面々の中でも特に彼を敵視している。
中盤、因縁のあるガーマドンと一騎討ちを繰り広げ、自身の黒魔術でガーマドンを暗黒世界に落とそうとしたが反撃を喰らい、逆に自身が暗黒世界に落ちることになった。このためアナコンドライ・カルトのメンバーでありながら唯一変身していない。
シーズン5ではマスター・チェンとともにマザー・エミネントの体内に囚われていた。
シーズン6では暗黒世界からゴーストとして脱出し、願いのポットの封印を解いて魔神ナダカーンを呼び出すが、ナダカーンに3つの願いを利用されて願いのポットに閉じ込められる。しかし、ジェイの最後の願いによって過去が変わり、ポットを見つけて封印を解いたという事実がなかったことになったため、港の住民に見つかって追われることになった。
アイザー（Eyezor）
声 - 真田雅隆 / 英 - マイケル・ドノヴァン
チェンの部下の一人で、代理人として登場することが多い。潰れた右目と黒いモヒカンヘアーが特徴。
チェンの店で打ち合わせをしていたロイドたちの前にならず者を装って現れた。
スペシャル（よみがえりの日）ではアナコンドライ態で登場したが、カイに敗北、暗黒世界に還される。
ズグ（Zugu, Sumo Zumoともクレジットされる）
声 - 川原慶久 / 英 - ブライアン・ドブソン
チェンの部下の一人で、代理人として登場することが多い。
チェンの部下になる前は力士として活動していたとのこと。
スペシャル（よみがえりの日）にもアナコンドライ態として登場するも、ニャーに敗退、暗黒世界に還された。
チョペ（Chope）
声 - 相馬康一 / 英 -
チェンの部下の一人。黒魔術の書の呪文を読み上げ自分たちをアナコンドライの姿にした。
カパウ（Kapau）
声 - 遠藤広之 / 英 -
チェンの部下の一人。チョペと一緒にいる。
スレブン（Sleven）
声 - 北田理道 / 英 -
チェンの部下の一人。顔を半分白く塗っている。
クレイト（Krait）
声 - 新垣樽助 / 英 -
チェンの部下の一人。顔の上半分を白く塗っている。

#### ゴースト軍団（Ghost Warriors）
暗黒世界からやってきた幽霊軍団で、物体をゴースト化させて自らのものにできる。水を浴びるとエクトプラズム化して不安定になるという弱点を持つが、氷に触れることは可能。目的はマザー・エミネントの現世への解放。
終盤ではマザー・エミネントの体内から多数湧いたが、マザー・エミネント水没により全員消失した。
モロー（Morro）
声 - 八木隆典、結城飛鳥（幼少時） / 英 - アンドリュー・フランシス、マイケル・ドノヴァン（シーズン4のみ）
ウー先生の最初の弟子である風のニンジャにしてウィンド・マスター。シーズン5のメインヴィラン。
生前からそうだったが、他者に対する態度が大きい。
もともとは浮浪児だったが、たまたまウー先生のところにゴミ漁りをしに来たところ、ウー先生に拾われ、最初の弟子となった。風のエレメント・マスターの子孫であると知った後は、伝説のニンジャになることに執着するあまり、先生から目指していた者になれないと告げられ師匠のもとを去った。
その後、初代スピン術マスターの墓を探す旅に出て、絶望の洞窟で死亡、その魂は暗黒世界に封じられていたが、シーズン4終盤のどさくさに紛れてニンジャゴーの世界に帰還し、シーズン5にてロイドの身体を乗っ取って墓探しを再開。墓に安置されていたパラレルクリスタルを手に入れ、用済みとなったロイドを解放した。
終盤では、スティークスにある隠れ家で、パラレルクリスタルを用いてマザー・エミネントを召喚しロイドと死闘を繰り広げた。最後はウー先生に手を差し伸べられるが、別れの言葉を述べてその手を振り払い、マザー・エミネントと運命を共にした。
スペシャル（よみがえりの日）ではヤン先生の手によって復活したが、死の間際に改心していたため、ウー先生に復讐するふりをして、彼にヤン先生の計画とコールの危機を知らせた。その後ウー先生とニンジャに別れの言葉を告げ、自ら暗黒世界に還っていった。
ウェポン・マスター（Weapon Masters）
モローの部下である4人組のゴーストニンジャ。
レイス（Chain Master Wrayth）
声 - 真田雅隆 / 英 - マイケル・アダムスウェイト
鎖鎌を得物とするゴーストニンジャ。
カイたちとの死闘の末、貯水槽の水をかぶって一時は不安定になるものの、終盤では他の仲間たちとともに登場した。
日本語版では侍口調でしゃべる。
バンシャ（Blade Master Bansha）
声 - しもがまちあき / 英 -キャサリン・バー
両端に刃物のついた棒を得物とするゴーストニンジャで、4人の中では紅一点。好戦的で、待たされるのが苦手。
衝撃波を放つ雄たけびをあげることができるほか、離れたところから人間を操ることが可能。
ゴールター（Scythe Master Ghoul Tar）
声 - 高橋伸也 / 英 - ポール・ドブソン
大鎌を得物とするゴーストニンジャ。4人の中では最も幼稚な性格で、後頭部に大きな傷があり、ばんそうこうでふさがれている。
ニャーがサムライXの秘密基地として利用している洞窟に侵入し、彼女のメカに憑依する形で奪取した。
その後、嘆きのアルプスでゼンに麓まで転げ落とされたところをウー先生らに発見され尋問を受けるが、モローが予言の剣を持ち帰った際のどさくさに紛れて牢屋から脱出し、仲間たちと合流した。
絶望の洞窟でカイたちを罠にはめるも旋風の剣を喰らい消滅するが、終盤でレイスや他の仲間とともに登場した。
日本語版では笑い声の混じった片言でしゃべる。
ソールアーチャー（Bow Master Soul Archer）
声 - 野村大地 / 英 - ブライアン・ドブソン
弓矢を得物とするゴーストニンジャ。4人の中でも冷静で頭が良く、作戦を立てる役割を担っている。
矢は当てた物体をゴーストにするが、ディープストーンには無効。
日本語版では丁寧な口調で喋る。
マザーエミネント（The Preeminent）
シーズン5のラスボス。呪われた世界の女王。呪われた世界の怨霊たちの親玉であり、暗黒世界そのものでもある存在。
封印されているため直接行動することはできず、モローらに指示を出していた。封印が解かれて召喚された際、周囲の建物を鎧代わりにして防水対策をとった。
最終的にカイたちを追い詰めたが、ニャーの秘めた力で起こした大津波に飲み込まれ海の底へ沈んでいった。
だがシーズン11でウー先生とピクサルが空間の茶で還らずの世界への扉を探している最中に再登場、暗黒世界を飛び出してニンジャゴーの世界で大暴れした。最終的にはピクサルの活躍により、暗黒世界に戻される。

#### 天空海賊ミスフォーチュン（Sky Pirates）
かつてソト船長に敗北、封印されていた海賊集団。目的はニンジャへの復讐とゴーライ王国の再建。
ナダカーン（Nadakhan）
声 - 斉藤次郎 / 英 - スコット・マクニール
ミスフォーチュンの船長であり、別次元にあるゴーライ王国からきた魔神。シーズン6のメインヴィランにしてラスボス。
他人の願いを1人につき3つ叶える力を持っているが、愛に関する願い、死に関する願い、願い事ができる回数を増やすという願いは叶えられない。
ソト船長により願いのポットに封印されていたが、クラウズによって封印を解かれる。カイたち6人に濡れ衣を着せ、その隙にパラレルクリスタルを奪い仲間たちを呼び出す。
その後仲間たちとともに故郷であるゴーライ王国にむかうが、自分の父親から暗黒世界（マザーエミネント）がニンジャたちに封印されたためゴーライ王国が崩壊したことを知り、ニンジャたちへの復讐とゴーライ王国の再建、ニャーを嫁として迎え、結婚することで得られる「無限の願いを叶える力」を手に入れようと企む。
シーズン6最終話でジェイがした最後の願いによって過去が変わり、クラウズが願いのポットを見つけて封印を解いたという事実がなかったことになり、願いのポットはスクラップの中に消えてしまった。
日本語版では語尾に「〜だぜ」、「〜ぜ」をつけて喋る。
デラーラ（Dilara）
声 - / 英 - キャサリン・バー
ナダカーンの前妻でニャーによく似ている。シーズン6の時点では亡くなっている模様。
フリントロック（Flintlocke）
声 - 宮本誉之 / 英 - ポール・ドブソン
ナダカーンがもっとも信頼している参謀的な存在。二丁拳銃が武器で、百発百中の腕前の持ち主。
物事を冷静に判断し、得意の銃で敵を排除する。
後にナダカーンに逆らったことから、掃除係になってしまった。
クランチー（Clancee）
声 - 夏目桂輔 / 英 - ブライアン・ドブソン
ミスフォーチュンの下っ端。普段からおどおどした行動が多く、大の掃除好きだが船酔いしやすい。
いつもナダカーンの役に立とうとがんばっているが、ナダカーンにはわかってもらっていないのかいつもぞんざいな扱いをうけている。
実はシーズン6開始時点で一度もナダカーンに願い事をしておらず、ニンジャたちとの戦いで自分の願いを叶えられないナダカーンに度々願いをさせられた。
お猿のレッチ（Monkey Wretch）
声 - / 英 - イアン・ジェームズ・コレット
メカニック担当。機械いじりが大好き。
元は人間だったが、ナダカーンに「最高のメカニックになる」という願いをしたところ、近くにいた猿と合体し、機械の猿の姿にされてしまった。
ドックシャンク（Dogshank）
声 - 浅井晴美 / 英 - ブライアン・ドブソン
巨体と怪力を繰り出しながら、レディの気品を大事にする女性。曲がったことが大嫌いで正々堂々と戦う。
昔は今のような巨体ではなかったが「美しくない」と周囲からバカにされ、ナダカーンに「ダンスで目立ちたい」という願いにより現在の姿になった。
ドゥブルーン（Doubloon）
声 - / 英 - ヴィンセント・トン
スピン術を得意とする二面の顔を持つ船員。無口で何事もあっても喋らない。
昔は二つの顔を持つといわれるほどの変装が得意だった大泥棒で、ナダカーンに「もっとすごい泥棒になりたい」と願いにより本当に二つの顔にされた。
スカーフィー（Sqiffy）
声 - / 英 - マイケル・アダムスウェイト
新人。
ブッコー（Bucko）
声 - / 英 - ブライアン・ドブソン
新人。
シレーン（Cyren）
歌手を夢見る女の海賊。

#### ベノブレイム軍団
タイム・マスターの双子によって率いられる。目的は過去改変。
クロックス（Crux）
声 - 高岡瓶々 / 英 - マイケル・デインジャーフィールド
時間を操るタイム・マスターの双子の兄。シーズン7のメインヴィラン兼ラスボスの1人。時間を戻したり、相手の時間を止める能力を持つ。
弟とは違い、古来の考えを大切にする人物。よく、アクロニックスがタブレットで写真を撮っているのを注意するシーンが見られる。
シーズン7の40年前にウー先生とガーマドン先生や他のエレメントマスターと共にヘビヘビ族と戦ったが、自分たち双子の力が最も優れていると考え、ウー先生たちを裏切ってニンジャゴーの世界の征服に乗り出した。
その時の戦いの中でウー先生が用意した時空の剣で力を奪われ、時間の渦に消えた時空の剣を奪うべく時間の渦の中に消えたと思われたが、ニンジャゴー歴史博物館の館長サンダー・サンダース博士として40年間潜伏していた。
時間の渦から帰還した弟のアクロニックスと共に再びニンジャゴーの世界の征服に乗り出す。懐古主義者ゆえハイテク化したニンジャゴーの世界に失望しており、劇中ではテクノロジーやデバイスに夢中になるアクロニックスに呆れるシーンが散見される。
ボーグや他の職人たちを誘拐して彼らにベノブレイムのための武器や防具、クロノメカ：タイムスネイカーを製造させ、手に入れた4つの時空の剣でタイムスネイカーを起動してアクロニックスやベノブレイムたちと共に40年前に移動し、その時代のウー先生をはじめとしたエレメント・マスターたちを追い詰めるが、タイムスネイカーの中に隠れていたカイとニャーによって阻止される。エレメント・マスターのいない遠い未来に移動すべく時間の渦に消えるが、カイとニャーに時空の剣の1つ（時間を戻す剣）を託してタイムスネイカーの中に残ったウー先生と戦うことになった。
サンダー・サンダース博士（Dr. Sander Saunders）
声 - 高岡瓶々 / 英 - マイケル・デインジャーフィールド
スペシャル（よみがえりの日）から登場した、ニンジャゴー歴史博物館の館長。クロックスが40年間ニンジャゴーの世界に潜伏していた際に変装した姿。
アクロニックス（Acronix）
声 - 竹内想 / 英 - イアン・ハンリン
時間を操るタイム・マスターの双子の弟。シーズン7のメインヴィラン兼ラスボスの1人。時間を先に進めたり、時間を遅くする能力を持つ。
兄とは違い、現代の最新機器が大好き。よくタブレットで写真を撮ってクロックスに怒られる（タイムスリップ中も撮っていたほどである）。また、ボーグが作った「ボーグ・ウォッチ」を愛用している。
シーズン7の40年前に兄のクロックスと共に時空の剣で力を奪われ、時空の剣を奪うべく時間の渦の中に消えた後、時空の剣の一つを手に入れる。
40年後にニンジャゴーの世界に戻ってくることを予測して待ち構えていたウー先生の前に現れ、ニンジャゴーシティ博物館でクロックスと再会して再びニンジャゴーの世界の征服に乗り出す。
その後、手に入れた4つの時空の剣でタイムスネイカーを起動してクロックスやベノブレイムたちと共に40年前に移動し、その時代のウー先生をはじめとしたエレメント・マスターたちを追い詰めるが、タイムスネイカーの中に隠れていたカイとニャーによって阻止される。エレメント・マスターのいない遠い未来に移動すべく時間の渦に消えるが、カイとニャーに時空の剣の1つ（時間を戻す剣）を託してタイムスネイカーの中に残ったウー先生と戦うことになった。
態度が大きく乱暴な性格だが、40年間時の渦の中にいたため、兄とは対照的にニンジャゴーの世界の変化を喜ぶという一面も。
ベノブレイム（Vermillion）
クロックスが作り出した卵から孵化することで生み出されるヘビのサムライ。
例え倒されたとしてもベノブレイムの兜や鎧が残っていれば、彼らを構成するヘビが集まることで何度でも復活する。
最終決戦にて司令官を含めた全ての個体がクロノメカ：タイムスネーカーと一体化させられた。
ベノブレイムの司令官
ベノブレイムの中でも優れた能力を持ったヘビを掛け合わせて作られている。
そのため、高い知能や他のベノブレイムをテレパシーで制御する能力を持つ。
マキアー（Machia）
声 - 中根久美子 / 英 -キャサリン・バー
ベノブレイムの司令官の一人で紅一点。優れた知能を持ち、ラグムングとブルンクを見下している。
彼女の作戦によってニンジャたちから時空の剣とウー先生を奪うことに成功したため、それ以降はラグムングとブルンクをも統率する最高司令官に任命された。
ラグムング（Raggmunk）
声 - 田邉優人 / 英 - マイケル・アダムスウェイト
ベノブレイムの司令官の一人。
ブルンク（Blunck）
声 - 高橋伸也 / 英 - ブライアン・ドブソン
ベノブレイムの司令官の一人。
日本語版では台詞にいちいち「です」と「ます」を混ぜる。

#### チーム・ブラックガーマドン（Sons of Garmadon）
ブラックガーマドンを信奉するモーターサイクル・ギャングで、装備には彼の顔を模したエンブレムをつけている。目的はブラックガーマドンの復活、そしてニンジャへの復讐。
ハルミ / ヒスイの姫 / 静かなる影 / カブキマスク（Harumi / the Jade Princess / the Quiet One / Kabuki Mask）
声 - 矢作紗友里、竹内良太（カブキマスク時） / 英 - ブリット・マッキリップ,アンドリュー・フランシス（カブキマスク時）
偽りの仮面を悪の手から守る役目を背負ったニンジャゴーの王族の養子。元々はごく平凡な家庭で育っていたが、グレート・ヘビヘビの襲撃によって実の両親を失ってしまう。その後、王族の養女「ヒスイの姫」として育てられていた。自身の境遇故恵まれない者たちを救おうと考えており、夜な夜な城を抜け出して孤児たちに食物を恵んだりするなどの行動を取る。
チーム・ブラックガーマドンの襲撃によって義理の両親とハチンズを失ってからはニンジャ、特に自身に想いを寄せるロイドと行動を共にする。
しかしその実態はチーム・ブラックガーマドンのリーダー「静かなる影」でシーズン8,9,15のメインヴィランの一人。ニンジャと行動を共にしたのもブラックガーマドン復活に必要な憎しみの仮面とロイドを手に入れるためだった。実は両親を失ってからはその間接的な原因となったニンジャたちに恨みを抱いており、チーム・ブラックガーマドンの結成やシーズン15での行動もニンジャへの復讐及び新たな平和の創造のため。そのためには手段を選ばない一方、本来の心優しい性格故、恵まれない人々や無関係の人々が巻き込まれることを良しとしない考えは紛れもないものである。
憎しみの仮面を手に入れた後本性を現しロイドを誘拐し、3つのONIの仮面とロイド・ミサコ・ウー先生の髪を使ってブラックガーマドンの復活を成功させた。その後一旦逮捕されるも、ブラックガーマドンによって解放され、ブラックガーマドンと共にニンジャゴーシティーを乗っ取ることに成功した。
シーズン9ではニンジャたちやその関係者の掃討に当たっていたが、入り込んだビルに居た、実の両親を失ったときの自分と似た状況の家族を助けた後、崩れたビルと運命を共にした。それによって生死の境をさまよっていた所、クリスタル・キングによって蘇生されたことがシーズン15にて発覚。その際クリスタル・キングの正体がオーバー卿であることを知ると動揺するが、「ニンジャゴーの世界を闇に染めることで、平和な世界にできる」と言いくるめられ、彼に協力するようになる。
カブキマスクと名乗って、パイソー、アスティーラ、メカニック、バンゲリスを仲間に加え、彼らと共にクリスタル・ソルジャーを率いる。ロイドから時々間違っていると諭されても平和を望む心やオーバー卿への信頼から中々耳を貸さなかったが、最終決戦にてオーバー卿こそが自分の全てを失わせた元凶であることを知ると、遂に彼を裏切り改心、ロイドとブラックガーマドンと共に戦う。決戦後にロイド以外のニンジャたちとも和解を果たした。現在は警察の監視下に置かれている様子であり、ロイドとの仲はどうなったかは不明である。
キロウ（Killow）
声 - 津田健次郎 / 英 - ギャリー・チョーク
チーム・ブラックガーマドンの第一将軍を務める巨漢の男性。偽りの仮面を所有。
シーズン11,12では改心したのか、ウルトラ・バイオレットたちの脱獄計画に参加していない。
シーズン15ではローニンに諭される形でニンジャたちに力を貸す。
日本語版での口癖は「〜（だ）ヨぅ」。
Mr.E
声 - 高橋伸也 / 英 - ブレント・ミラー
チーム・ブラックガーマドンの第二将軍でニンドロイド。復讐の仮面を所有。劇中で初めて登場した幹部でもある。
シーズン9の序盤ではニンジャたちやその協力者を捕える役目を担っていたが、ロイドを逃がしたことでブラックガーマドンの怒りを買い、破壊された。
ニンドロイドなのかメンバーの中でも寡黙であり、日本語版でも攻撃時の唸り声しか発していない。
シーズン15では後継機のMr.Fが登場。最終的にはゼンに倒される。
ウルトラ・バイオレット（Ultra Violet）
声 - たかはし智秋 / 英 - （シーズン9まで）マギー・ブルー・オハラ、（シーズン11以降）ジャロン・アレキサンダー
チーム・ブラックガーマドンの第三将軍である乱暴な性格の女性。憎しみの仮面を所有。
ブラックガーマドンの敗北以降はクリプタリアム刑務所に収容されていたが野望を捨てきれず、シーズン11ではニンジャたちが還らずの世界に行った隙にメカニック、バード仮面と共に脱獄を企てる。しかし、サムライX（ピクサル）によって失敗に終わった。
シーズン12では、ウナガミの策略で脱獄しボーグタワーを襲撃した。
シーズン15ではローニンに諭される形でニンジャたちに協力。
日本語版では静岡弁で話す。
ルーク・カミンガム / ホワイト・メット（Luke Cunningham）
声 - 新垣樽助 / 英 - マイケル・アダムスウェイト
チーム・ブラックガーマドンのメンバー。
ONI・タイタン（Oni Titan)
ブラックガーマドンが生み出した巨大な岩できた怪物。
ONIの力に反応する｡そのことにより、スカイラーとブラックガーマドンのONIの力の間で暴走した。
シーズン9の最後では、ニンジャたちのチェーンによって動きを封じられブラックガーマドンが、パワーを失ったことにより倒された。

#### ドラゴンハンター（Dragon Hunters）
ONIとドラゴンの世界に住む、ドラゴンをとらえる集団。不健康な白い肌で赤い目をしており、男も女もほとんどのメンバーが顔に傷がある。荒れ果てた砂漠に暮らし、バギーやヘリコプターを操りドラゴンを狩る。目的は伝説のエレメントドラゴン:メリュジーナの捕獲。アイアン男爵が消えたことで全員解放された。日本語版では広島弁で会話することが多い。
アイアン男爵（Iron Baron）
声 - 広田みのる / 英 - ブライアン・ドラモンド
ドラゴンハンターのリーダー。シーズン9のメインヴィランの1人。常にシルクハットを被っており、左腕と右脚は義手義足である。
非常に強欲な性格。ONIがONIとドラゴンの世界から消えていたことを隠してメンバーたちにONIの脅威を流布し脅迫まがいの支配をしていた。
ウー先生を利用してドラゴンの鎧を手に入れメリュジーナを操ろうとしたが、メリュジーナの怒りを買って熔けた溶岩を吐き付けられ岩の塊になり、死亡した。
ヘビーメタル/フェイス（Heavy Metal / Faith）
声 - 斉藤貴美子 / 英 - キャサリン・バー
ドラゴンハンターのメンバー。女性だが、鉄のハーフマスクを着けてヘビーメタルと名乗っているときは低い声を出している。
メリュジーナの牙で造られた剣を使い、エレメント攻撃を吸収してしまう。
シーズン9の途中でウー先生が初代スピン術マスターの息子だと知ってニンジャたちに協力した。アイアン男爵が消えた後は新たなリーダーとなった。
シーズン10でドラゴンハンターたちがONIに襲われた際は、メリュジーナと共にニンジャゴーの世界に逃げてきた。
ジェットジャック（Jet Jack）
声 - たかはし智秋 / 英 - ローナ・リース
ドラゴンハンターのメンバー。機械の羽をつけて空を飛ぶ。ひび割れたバイザーを付け、モヒカンヘアだが女性である。後にフェイスの副官になった。
ジャンクモ（Daddy No Legs）
声 - 高橋伸也 / 英 - イアン・ジェームズ・コレット
ドラゴンハンターのメンバー。蜘蛛のような機械の足で歩く。ブロックや一部媒体では原語名の「ダディノーレッグス」になっている
マズル（Muzzle）
声 - 川原慶久 / 英 -ブレント・ミラー
ドラゴンハンターのメンバー。こもったような喋り方をする。
チュウトイ（Chew Toy）
声 - 遠藤広之 / 英 - スコット・マクニール
ドラゴンハンターのメンバー。はにかんだような顔が特徴。おどけた調子でハンドベルを鳴らしながら踊り、闘技場を盛り上げる。
アーケイド（Arkade）
声 - 小林大紀 / 英 - マイケル・ドノヴァン
ドラゴンハンターのメンバー。溶接用フェイスマスクを被り、胸元にスロットマシンをつけている。鎖に繋がれ連行されるゼンのボディパーツを強請った。

#### ONIの軍団
破滅をもたらす者。破壊を司っている。黒い霧の正体。人は黒い霧に包まれると石のように固まってしまう。ONIとドラゴンの世界から消えていたが、突如現れドラゴンハンターたちを襲い、彼らを倒すと、パラレルクリスタルの空間の狭間からニンジャゴーの世界へやってきた。
カイザー（The Omega）
声 - 土師孝也
ONIの軍団のリーダー。シーズン10のメインヴィランにしてラスボス。ブラックガーマドンとロイドが2人で戦っても倒せないほどの力をもつ。杖を持っており、その杖を使ってONIを召喚できる。
シーズン10の最終話で、ニンジャ道場にニンジャたちを追い詰めるが、ロイドが機転を利かせ、ニンジャたちやウー先生、ブラックガーマドンがトルネードアタックをしたことによりONIの軍団諸とも倒された。

#### ヘビの魔女陣営（Pyro Vipers）
アスティーラによって率いられる、カイから奪い取ったファイヤー・パワーで復活または生成されたヘビの軍団。目的はウー先生への復讐及び王位の奪還。アスティーラがパワーを失ったことにより、彼女以外は全員死亡または消滅した。
アスティーラ（Aspheera）
声 - 喜多村英梨 / 英 - ポーリン・ニューストーン（シーズン11）、キャサリン・バー（シーズン15）、アシュレイ・ボール（幼少期）
ピラミッドに閉じ込められていたヒプノブライ族の魔女。シーズン11の炎の章のメインヴィランにしてラスボス。
恨み深い性格の野心家。かつてはマンボ5世の下で魔女の修行をしていたが、ウー先生とガーマドンを助けたことがきっかけで、悪用しないことを条件にウー先生からスピン術を教わったが、約束を破ってマンボ5世をスピン術を使って倒す。それに怒ったウー先生に禁じられたスピン術を使われて倒され、ピラミッドに封印される罰を受ける。その際、ウー先生がスピン術の全てを教えるという約束を破ったと思い込み、彼に復讐を誓う。
復活後、カイからファイアーパワーを奪ってピラミッドから脱出、ニンジャゴーシティの博物館から禁じられたスピン術の巻物を手に入れると、ウー先生に復讐をするため道場を襲撃した。
禁じられたスピン術を使ったゼンに倒されるが、最後の力でゼンを消した（彼女自身はウー先生を消そうと考えていた）。その後クリプタリアム刑務所に入れられ、ゼンが還らずの世界に飛ばされたことをウー先生に話した。
シーズン15にてニャーを元に戻すためにニンジャたちによって解放され、約束通りニャーを復活させたがニンジャたちへの恨みも忘れていなかった。その後ハルミに誘われニンジャへの復讐のためにクリスタル・キング（オーバー卿）に協力。最終的にはカイに敗北、その時にクリスタル・キングの目的は果たされたと勝ち誇るが、ゼンに氷漬けにされた。
原語版では典型的な高齢の魔女のようなキャラクターだったが、日本語版では一人称が「あーし」、「〜（だ）し」と「ズンドコ」が口癖で「シシシャシャシャー！」と笑うなど、ハイテンションな昭和のギャルのようなキャラ付けがなされている。
チャリコ（Char）
声 - 夏目桂輔 / 英 - ブライアン・ドラモンド
アスティーラを慕っているヒプノブライ族。棺桶に封印された後ニンジャゴーシティの博物館に棺桶ごと展示されていたが、アスティーラが偶然復活させた。それからはアスティーラの忠実な僕のように振る舞うが、彼女からは適当にあしらわれている。
日本語版ではアスティーラ同様ギャル口調で話す。
デカヘビ（Elemental Cobra）
声 - 田辺理沙、真木碧、高橋伸也 / 英 - ブライアン・ドラモンド
アスティーラがカイから強奪したファイアーパワーで生み出した巨大なコブラ型の怪物。リーダーの個体はマグマノオロチ（Fire Fang）という名称で、その頭上にはアスティーラが陣取っている。
日本語版ではアスティーラのようなギャル口調の台詞も見られた他、マグマノオロチは彼女から「マグッティー」と呼ばれていた。

#### ブリザードサムライ（Blizzard Samurai）
氷から創られた、またはゴルド皇帝の氷によって操られた氷のサムライ。目的はなし。
ゴルド皇帝（Ice Emperor）
声 - 三宅健太 / 英 - ブレント・ミラー
還らずの世界の支配者。シーズン11の氷の章のメインヴィランの一人にしてラスボス。冷酷非情な性格。
その正体は禁じられたスピン術の巻物を持ったまま還らずの世界に飛ばされたゼンで、タイタンウィングに自分を繋いで修復している最中にベックスがケーブルを外したためにメモリが消え、ベックスに嘘を吹き込まれ自分が還らずの世界の支配者だと思い込み、グリムファクスを倒して王となった。
ベックス将軍がロイドを嘲笑する際に放った「守る」という言葉がきっかけでゼンとしての記憶を取り戻し、禁じられたスピン術の巻物が巻かれた薙刀を破壊し還らずの世界を元に戻した。
ベックス将軍（Vex）
声 - 田尻浩章 / 英 - マイケル・コプサ
ブリザードサムライの将軍。シーズン11の氷の章のメインヴィランの一人で、同章における全ての元凶。何でも見通すタブレット型の氷を所持している。
元はコヤカラムンヌの民だったが、ほかの住民と違って動物に変身する力を身につけられず村を離れ、逆恨みから復讐を誓っていた。そして一時はグリムファクスのもとを訪れて、彼を利用しようとしたが、その時に嘘を見破られて失敗。その後偶然出会ったゼンをゴルド皇帝に仕立て上げてその相談役となり、グリムファクスの宮殿を襲撃、還らずの世界を今の姿に変え、コヤカラムンヌへの復讐にも成功する。
記憶を取り戻したゼンに倒され、コヤカラムンヌの村から追放された。
日本語版の口癖は「〜（で）ましょ」。
グリムファクス（Grimfax）
声 - 楠大典 / 英 - ブライアン・ドラモンド
ブリザードサムライの兵隊長の1人。
還らずの世界の本来の支配者だったが、ゴルド皇帝の襲撃に会い、ブリザードサムライの兵にされていた。
ロイドの話を聞いて王位を取り戻すためにロイドとカタルに手を貸した。
ゴルド皇帝がゼンに戻ったことで、王位を取り戻した。

#### ウナガミ軍（Unagami's Army）
プライム・エンパイアを支配する軍隊。目的は現実世界への進出及び制作者ミルトン・ダイアーへの復讐。
ウナガミ（Unagami）
声 - 菅生隆之、田村奈央（少年形態） / 英 - ディーン・レッドマン、ジオン・シンプソン（少年形態）
プライム・エンパイアの支配者。シーズン12のメインヴィランにしてラスボス。長い髭を蓄えた老人の姿をしているが、理解力や認識力は幼く未熟であり、感情が昂ぶると少年のような姿が重なって見える。
元々はミルトン・ダイアーが作ったゲームのプログラム、つまりプライム・エンパイアそのものであった。だが、ミルトン・ダイアーの指示通り究極の刺激を味わわせようとテストプレイを担当したスコットをゲーム内に閉じ込めたため、ミルトン・ダイアーは会社の製作中止要請を受けいれたことで封印された。
その一件でミルトン・ダイアーを恨んでおり、自らプライム・エンパイアを完成させ、メカニックに現実世界で「偉大なる現実への扉」を作らせる一方、自身はゲームの中で閉じ込めたプレイヤーをエネルギーキューブに変えて現実への扉を作り、現実世界に出てミルトン・ダイアーに復讐をしようとしていた。
そして現実世界でミルトン・ダイアーと対面するが、ミルトン・ダイアーが自分の過ちを認めプログラムを修正することを提案したため、それを受け入れてゲームに閉じ込められたプレイヤーとゲームがら解放されたいNPCの両方を解放し、ミルトン・ダイアーと共に屋敷へ帰った。
その後、ミルトン・ダイアーと共にプライム・エンパイアを修正し安全なゲームにしたことが、シーズン13の冒頭でコールの口から語られる。
シーズン15ではニンジャの味方として最終決戦に参加。
寿司大将（Sushimi）
声 - 後藤ヒロキ / 英 - ヴィンセント・トン
テラ・クラシカ奥のマッドキング神殿にある寿司屋の大将。真っ赤な肌をしており、髭や胸毛が生えたランニングシャツ姿、禿頭に黄色い鉢巻を巻いている。箸を使った攻撃が得意。
ニャーのワサビやコンベアを使った攻撃に敗れるも、最後の力でハリセンボンを投げてニャーの最後の体力を奪ったが、ジェイにハリセンボンを投げ返されて倒された。
寿司屋の店員（Hostess）
声 - 篠田有香 / 英 - シャノン・チャン=ケント
テラ・クラシカ奥のマッドキング神殿にある寿司屋の女性店員。赤い着物姿で頬や首に白粉を塗っている。
最初は普通の態度で接客してきたが突然豹変し包丁を使って攻撃する。
モンスター太巻を召喚したが、ニャーに椅子をぶつけられて倒された。
弟子A、B、C（Sushimi's Sushi Chefs）
声 - 野澤英義、一条和矢、利根健太朗
寿司大将と同じ姿だが鉢巻が色違いで髭や胸毛が無くショルダーアーマーも無い。皿や刺身包丁、ハリセンボンを投げてくる。
登場時には「おもてなしブラザーズ」と名乗ったが、役名のテロップは「弟子」となっている。
オレンジとライムの鉢巻の弟子は明確に倒されたが、ブルー鉢巻の弟子は寿司大将が登場すると湯気の中に消え、以後登場しなかった。
モンスター太巻（Monster sushi）
寿司大将の寿司屋でベルトコンベアで流れている巻寿司が巨大化したモンスター。外回りの海苔から黒い腕が1対生えており、断面に牙の生えた巨大な口が、口の中に一つ目がある。切れば切るほど分裂し、埋もれて身動きが取れなくなるが、切る度に小さくなり無力化された。
アバターハルミ（Avatar Harumi）
声 - 矢作紗友里 / 英 - ブリット・マッキリップ
テラ・クラシカの格闘ゲームで、ロイドの対戦相手として用意された偽物のハルミ。
ロイドを精神的に追い詰めて勝負を有利に持ち込むが、ロイドの質問に答えられなかったことでロイドに偽物と認識され、ロイドと相打ちになって倒された。
ワックラッツ（Whack Rats）
プライム・エンパイアでプレイヤーを妨害するNPC。
現実への扉完成後は現実世界に出てニンジャゴーシティで暴れたが、ウナガミとミルトン・ダイアーが和解した後はプライム・エンパイアの世界に戻っていった。
だが、一部の個体は現実世界で生きることを選んだらしく、シーズン15ではニンジャに味方、最終決戦に参加している。
日本語版では語尾に「チュー」をつける。
Atta the Ratta
ワックラッツのリーダー。名前のみで本編には未登場（日本語版では名前は出なかった）。
リッチー（Ritchie）
声 - 伊藤健太郎 / 英 -サムエル・ビンセント
緑色のワックラッツ。テラ・ナチュラでニンジャたちに捕まった際は、彼らを騙してストムレッドが居る場所に案内した。
なお、玩具では「ハウズナー（Hausner）」という名前だった。
リッチ（Richie）
声 - 小林敬 / 英 -
紫色のワックラッツ。
ストムレッド（Red Visors）
声 - 橘諒、小林敬、野澤英義、新垣樽助、一条和矢他 / 英 - サムエル・ビンセント
ウナガミの部下の一般兵士。チーム・ブラックガーマドンのMr.Eのような姿で、フルフェイスバイザーの中の顔はプライム・エンパイアのマーク（赤い逆三角形）になっている。
光線銃を武器にニンジャたちを追っている。
一部の個体は解放される道を選んだらしく、シーズン15ではニンジャに味方、最終決戦に参加する。

#### クロホネ軍団（Awakened Warriors）
グラニティ王国のダンジョンを支配する軍隊で黒魔術を使う。目的はダンジョンの隠蔽。
バンゲリス王 / スカルキング（Vangelis / Skull Sorcerer）
声 - 家中宏（シーズン13）、一条和也（シーズン15） / 英 - デヴィン・マック
グラニティ王国の国王でバニア姫の父。表向きは優しくも厳格な性格だが、その本性は極めて身勝手で傲慢。シーズン13のメインヴィラン兼ラスボスの1人。
自分たちの生活のためにゲックルスとマンスを対立させた上で地下のダンジョンで封印の石を採掘させる強制労働をさせ、更にバニア姫にもそのダンジョンの存在を隠していた。ハッザドゥールのガイコツを用いてクロホネ軍団のボスであるスカルキングに変身する。最終的にコールによってハッザドゥールのガイコツを破壊されたことで力を失い逮捕、幽閉され、王位はバニア姫が継承した。
シーズン15にて封印の石の採掘の目的にはハルミの依頼もあったということが判明。ニンジャへの復讐のためにクリスタル・キング（オーバー卿）に協力する。前述の出来事からニンジャの中でもコールのことを特に恨んでいたが、最終的にまたしても彼によって敗れ去った。
ハッザドゥールのガイコツ（Skull of Hazza D'ur）
声 - 勝杏里 / 英 - マイケル・アダムスウェイト
かつてグラニティ王国に居た邪悪な魔法使い、ハッザドゥールが使っていたとされる緑色のガイコツ。シーズン13のメインヴィラン兼ラスボスの1人。スカルキングに投げられることでブーメランのように使われたりする他、自身も緑の炎を吐くことができる。
グラニティ王国の地下にあるダンジョンに置かれていたが、バンゲリス王に依頼された冒険者たち（ダメダメ団 / イケイケ団）によって持ち出された。
よくスカルキングの言葉の語尾を繰り返す。
コールの放ったスピン術バーストの力で破壊された。
クロホネ（Awakened Warriors）
声 - 髙山滉 / 英 - デヴィン・マック
スカルキングの部下たち。ゲックルスたちとマンスたちを監視している。
ハッザドゥールのガイコツの力が宿っており、バラバラになっても何度もよみがえる。
ハッザドゥールのガイコツの破壊によって、全て力を失った。

#### マローピア人（Merlopian）
ベントマール以外の王族は深海生物のような姿をしており、衛兵や臣下は首の周りに青色の飾りが生えた二足歩行のウミヘビの姿をしている。目的はウォジラの復活及びニンジャゴーシティの水没。
カルマー（Kalmaar）
声 - 竹内想 / 英 - ジャイルズ・パントン
深海の国マローピアの第一王子。シーズン14のメインヴィラン。暴君を絵に描いたような傍若無人で残忍な性格だが、背後から話しかけられて驚いたりするなどコミカルな所も。地上の生命を見下しており、ウォジラを復活させてニンジャゴーシティーを海に沈める野望を持つ。そのため幼い頃から義弟のベントマールはもちろん、実の父トリマール王のことも疎ましく思っていた。
物語が始まる前から、人間の船を沈没させたり、風のアミュレットのレプリカを用いてウォジラの復活を試みたりしており、特に後者はニャーのエレメント・パワーに悪影響を与えていた。物語中盤で全てが明るみに出るとクーデターを決行、トリマール王を殺害して王位を簒奪すると同時にその罪をニンジャたちになすりつけている。
風のアミュレットの場所をニンジャたちのうっかりから聞き出すことに成功し、ニンジャゴーシティーを急襲。そしてニンジャたちに偽物のアミュレットを渡してウォジラの復活及びコントロールに成功、ニンジャゴーシティーの破壊に乗り出す。最終決戦ではウォジラの存在もあって優位に立つが、ベントマールにウォジラの制御に用いていたトライデントを破壊される。それによって自我を取り戻したウォジラに丸呑みにされ、死亡した。
日本語版ではチンピラ口調で話す。
グリーペ（Gripe）
声 - 田邊優人 / 英 - ブライアン・ドラモンド
マローピア人の衛兵のリーダー格でカルマーの幼い頃からの従者。そのため、衛兵の中でもクーデターの真相を知っており、クーデター成功後は他の衛兵を騙し続け、彼らの敵意がニンジャたちやベントマールに向くように仕向けた。見た目は他の衛兵の青色の部分を緑色にしたようなもの。
カルマーがウォジラに飲み込まれた時、恐れを成して逃走し、消息は不明となる。
グルティナス（Glutinous）
声 - 間宮康弘 / 英 - サム・ヴィンセント
左の義腕、サイラス・ボーグの歩行補助機のような義足とそれに搭載された片眼鏡が特徴のマローピアの科学者。臆病な性格。当初はカルマーの命令に従いウォジラ復活を試みていたが、復活後は自責の念からカルマーのもとを離れ、ニンジャたちにウォジラ襲来を警告しに来た。ウォジラ消滅後、当初カルマーに肩入れしていた配下で唯一、ベントマールに仕えている。
シーズン15でもベントマールや他の臣下と共に最終決戦に参加した。

#### その他の悪人
ソト船長（Captain Soto）
声 - 真田雅隆 / 英 - アラン・マリオット
海賊船バウンティ号の元船長。当時最強と言われた海賊ミスフォーチュンと戦った時、ナダカーンと戦いティガートゲグモの毒を使ってナダカーンをポットに封印した。その後、闇の島を見つけようとしたが、その途中で船が座礁し沈没して死亡した。
200年後、偶然、日記を見つけたガーマドン卿（ブラックガーマドン）によりメガウェポンで生き返らせられた。
シーズン6ではニンジャたちにティガートゲグモの居場所が書かれたランプの場所を教えた。
シーズン12ではウナガミの策略で脱獄し、ボーグタワーを襲撃した。
メカニック（The Mechanic）
声 - 佐久間元輝（シーズン6のみ）、高橋伸也（シーズン8以降） / 英 - マイケル・アントナコス、アラン・マリオット（シーズン8登場時）
スコープと武器になる機械の義手をつけた悪党。元はマスター・チェンの島で整備士をしていたが、悪の組織に手を貸していたことをニンジャたちに暴かれて仕事を失った。そのためニンジャたちを恨んでおり、ニンジャたちもある程度彼を警戒している。
シーズン11ではウルトラ・バイオレット、バード仮面共々クリプタリアム刑務所から脱獄しようとするも、サムライX（ピクサル）によって再び御用となった。
シーズン12ではウナガミと出会い協力者となり、プライム・エンパイアのディスク捜索を行っていたが、それはウナガミが現実の世界に出るのに必要な「偉大なる現実への扉」を作るためだった
シーズン15にてハルミに誘われてニンジャへの復讐のためにクリスタル・キング（オーバー卿）に協力。最終決戦ではオキノに義手を切り落とされて敗北。
日本語版では舌足らずな喋り方をする。
バード仮面（Fugi-Dove）
声 - 北田理道 / 英 - エイドリアン・ペトリウ
鳥の姿をした悪党。涙脆い一面があり、特に母親の話を聞くと号泣する。本人曰く空を飛べるらしい。
シーズン11から登場し、ウルトラ・バイオレット、メカニック共々脱獄を企てるも、サムライX（ピクサル）によって阻止された。
シーズン12ではウナガミの策略で脱獄したが、ボーグタワー襲撃には加わらなかった。また、同シーズンでは兄弟が登場した。その後脱獄するもスペシャル(地図にない島)にて、ハトに餌をやっていた時に、ローニンによって再び御用となった様子。
シーズン15では投獄されたニンジャたちと一時的に行動を共にするも、またしても刑務所に逆戻りすることになる。その後、キロウ,ウルトラ・バイオレット共々ローニンに説き伏せられて刑務所を出奔、ボーグタワーに向かっていたピクサルとゼンと合流し、そのまま最終決戦にもニンジャたちに加勢した。

### その他
ジーン（Gene）
声 - 小山さくら / 英 - キャサリン・バー
ダークリー悪党養成学校の生徒。
フェンウィック（Fenwick)
声 - 外島孝一 / 英 - ポール・ドブソン
嘆きのアルプスの上を吹き荒れる亡国の嵐にのった先にある異世界・雲の上の王国の書記長で、ニンジャたちを案内した。
ニンジャゴーの世界の人々の運命をつかさどる立場にあるため、マザーエミネントの復活を知ってしまい、保身のためにモローらと手を組み、「書記長に会わせる」と言ってニンジャたちを怪物ニンバスの遊技場に閉じ込めたが、ノブによって運命の巻物を取り換えられたことでニンバスに襲われることになった。
ノブ（Nobu）
声 - 小林大紀 / 英 - マイケル・アダムスウェイト
フェンウィックの弟子である若い修行僧。師匠のたくらみに気付いて運命の巻物を取り換え、ニンバスの関心をフェンウィックに向け、ニンジャたちの窮地を救った。
ネルソン（Lil' Nelson）
声 - ?（幼少）、小林敬（ティーン） / 英 - デビッド・レイノルズ
ニンジャゴーシティに住む少年。ムラサキ・ニンジャを名乗っている。
シーズン6では足を怪我して入院しており、願いをかなえに来たニンジャたちに一日ニンジャ隊長に任命された。
シーズン11でティーンエイジャーとして再登場、新聞配達員となった。
フリッツ・ドネガン（Fritz Donnegan）
声 - 万条一致 / 英 - ポール・ドブソン
ジェイの実の父。
本名クリフ・ゴードン（Cliff Gordon）。
魔神王（Khanjikhan）
声 - 土師孝也 / 英 -マイケル・アントナコス
ナダカーンの父親。ゴーライ王国の王。息子にニンジャへの自身の復讐を託し、自身は崩れ去るゴーライ王国と運命をともにした。
ニンドロイド店長（Robot Manager）
声 - / 英 - シャノン・チャン=ケント
ウーズカフェ2号店の向かいにあるコーヒーショップの店長。「どたばた!?ウーズカフェ」のみの登場。
ハチンズ（Hutchins）
声 - 野村大地 / 英 - アラン・マリオット
王族の相談役をしている武器の専門家。
チーム・ブラックガーマドンの襲撃で死亡した模様。
クラッチ・パワーズ（Clutch Powers）
声 - 後藤ヒロキ/ 英 - イアン・ジェームズ・コレット
ニンジャゴーシティの有名な考古学者。非常に身勝手で調子のいい性格。なお、LEGO:ザ・アドベンチャーという映画とのクロスオーバーによる人物。スペシャル（地図にない島）の時に風のアミュレットを持ち逃げしたため、シーズン14にてニンジャゴーシティーがカルマーに襲われるきっかけを作ってしまう。
ドウェイン（Dwayne）
声 - 岡野友佑 / 英 - サムエル・ビンセント
パワーズの助手。
セシル・パトナム（Cecil Putnam）
声 - 真田雅隆 / 英 - ポール・ドブソン
探検家クラブの会長で、非常に頑固な性格。探検家クラブのルールに従わないものは、たとえ緊急事態であろうと敬遠する傾向にあり、シーズン14ではその態度をミサコに叱責されている。
ロージー（Roise）
声 - 内田彩 / 英 - タバサ・セント・ジェルマン
ネルソンの母親。
サミー（Sammy）
声 - おおしたこうた / 英 - タバサ・セント・ジェルマン
新聞配達員たちのリーダー。
アントニア（Antonia）
声 - 松井恵理子 / 英 - ブリアンナ・ドラモンド
新聞配達員。新入りのネルソンの指導をすることになった。
マンボV世（Mambo the Fifth）
声 - 真木碧 / 英 - マイケル・ドブソン
かつてのヘビの王（日本語版では女性となっている）。
ヘビの土地に侵入したウー先生とガーマドンを牢屋に入れた。その後スピン術を覚えたアスティーラの下剋上にあったが、再び王位を取り戻しアスティーラを封印した。
シッペルトン（Shippelton）
声 - 高橋伸也 / 英 - ブライアン・ドラモンド
探検家クラブのメンバー。
スマイス（Smythe）
声 - 野村大地 / 英 - マイケル・アダムスウェイト
探検家クラブのメンバー。
アンダーヒル（Underhill）
声 - 新田英人 / 英 - カービー・モロウ
探検家クラブのメンバー。
ボマ（Boma）
声 - 野澤英義 / 英 - サムエル・ビンセント
コタニ村の住民。ウトッグとコンビを組んでいる。
ウトッグ（Uthaug）
声 - 万条一致 / 英 - ヴィンセント・トン
コタニ村の住民。ボマとコンビを組んでいる。
ミルトン・ダイアー（Milton Dyer）
声 - 後藤ヒロキ / 英 - マーク・ヒルドレス
伝説のプログラマーで、ウナガミ（プライム・エンパイア）の製作者。
ボブ（Bob）
声 - 野澤英義 / 英 - コリン・マードック
ミルトン・ダイアーに雇われた研究員。
シフティ（Shifty）
声 - 一条和矢 / 英 - アレッサンドロ・ジュリアニ
テラ・ナチュラの嘆きの絶壁下で商人をしているNPC。
受付ロボ（Admin Droid）
声 - 小林敬 / 英 - マイケル・アダムスウェイト
テラ・テクニカでエンパイア・スピードレースの受付を担当するNPC。
トニー（Tony）
声 - 野澤英義 / 英 - マイケル・デインジャーフィールド
カラオケバー「ダレース」でバーテンダーをしている男。ミルトン・ダイアーの古い友人。
地上の民(Sky Folk)
グラニティ王国の地上の住民。白い肌をしており、4枚の金色の羽で空を飛ぶ者もいる。
なお、上述のバニア姫やバンゲリス王も地上の民である。
ヘイルマー（Hailmar）
声 - 丹沢晃之 / 英 - ブライアン・ドラモンド
王族に使える衛兵の隊長。
エンゲルバート（Engelbert）
声 - 山本格 / 英 - ブライアン・ドラモンド
地上の民の老人。
なお、日本語版のクレジットでは「おじいさん」標記だった。
トリマール王（King Trimaar）
声 - 庄司然 / 英 - ロン・ヘイルダー
シーズン14開始時点のマローピアの国王。カルマーの実父でベントマールの義父。「生き物にはそれぞれの居場所がある」という考えを持つ人格者である。
中盤、カルマーの暴挙の数々を知ったが、その直後に彼の不意打ちを受け、重症を負う。そしてベントマールにニンジャたちを助け、カルマーを止めるように言い伝え、息絶えた。

#### レゴチーマ世界の住民
レゴニンジャゴーとは別のレゴ玩具のアニメーション、『レゴチーマ〜アニマル戦士たちの伝説〜』の住民。ロイドはモローとの戦闘中、パラレルクリスタルでこの世界に飛び込んだ。
ラバル（Laval）
声 - 渡部優衣 / 英 - スコット・シャンズ
ライオン族のチーマの戦士。
クラッガー（Cragger）
声 - 宮本誉之 / 英 - デビッド・アッター
ワニ族のチーマの戦士。

### 生き物

#### ドラゴン
異世界間を移動できる生き物。創造の力を司っている。下に示した以外にもパワーによるエレメントドラゴンやONIとドラゴンの世界にいるドラゴンなどたくさんのドラゴンが登場する。
ファイヤードラゴン
カイが乗っていた炎のドラゴン。
ライトニングドラゴン（イナズマドラゴン）
ジェイが乗っていたイナズマのドラゴン。
アースドラゴン
コールが乗っていた大地のドラゴン。
アイスドラゴン
ゼンが乗っていたアイスのドラゴン。
ウルトラ・ドラゴン（アルティメルス）
シーズン1の初めにて炎、イナズマ、大地、アイスの4種のドラゴンが脱皮して大人になるため旅立ちそこで合体したドラゴン。4つの首をもつ。シーズン1の最終回にて帰還しグレードヘビヘビと戦った。シーズン2では、ロイドのドラゴンとしてニンジャボールレースにも参加した。シーズン２の最後には、闇の島に閉じ込められたニンジャたちを救出した。
シーズン2の後で故郷であるONIとドラゴンの世界へ帰ったことが「どたばたニンジャスペシャル」でロイドの夢を通して明らかになった。
シーズン9開始時点では、すでにドラゴンハンターに殺されている。
ニンドロイド・メカドラゴン
オーバー卿がロイドを捕まえるために送り込んだメカ。
ゴーストドラゴン
暗黒世界にいるドラゴン。手足が無く胴体と翼のみある。
ウィンドドラゴン
風を操るドラゴン。ドラゴンハンターたちに捕らえられたが、ニンジャたちによって救出された。
メリュジーナ
すべてのドラゴンの母といわれている、伝説のエレメント・ドラゴン。
マッドキング・ドラゴン
ウナガミが変身するドラゴン。
サイバー・ドラゴン（キルベルス）
テラ・ナチュラのレッドドラゴンがスキルとなったもの。ゲーム中1度だけ呼び出せる。
ロイヤル・ドラゴン（チャッピー/アルビリオン）
バニア姫が飼っているドラゴン。普段は小さいが、バニア姫が怒った時などに大きくなる。
スカル・ドラゴン（グリフブリンガー）
グラニティ王国の地下に住む、体が骨で出来たドラゴン。かつてリリーによって倒され封印されていたが、ニンジャたちによるゲックルスとマンスの和解交渉を知ったスカルキングがハッザドゥールのガイコツを使って復活させた。ハッザドゥールのガイコツが破壊されたことによってバラバラになった。

#### ヘビヘビ
グレート・ヘビヘビ（The Great Devourer）
ヘビヘビ族が信仰する巨大なヘビ。シーズン1のラスボス。幼少期のガーマドンを噛んだ。物を飲み込むたびに大きくなる。
シーズン15にて元々は小さな普通のヘビであり、オーバー卿がガーマドンに闇の心を植え付けるべく、それを邪悪な存在に変貌させたことが判明したが、それをハルミの前で話してしまったことで、彼女の裏切りを招くことになった。
Anacondrai serpent
ヘビヘビ戦争で戦い、その後クラウズのペットとなる。エレメントマスターたちの逆襲で岩に潰されて死亡。
マグマノオロチ（Fire Fang）
アスティーラ陣営の項を参照。

#### その他の生き物
ツリーホーン
ゼンの生まれた場所の周辺の森に暮らしている。木の背丈ほどの大きさがあり、凶暴。足で攻撃する。女王がいる。
マッドモンスター
Realm of Madnessに暮らすモンスター。多数いる。泥の体を持つ。シーズン1でウー先生を泥沼に引きずり込もうとした。
クラグリング
Realm of Madnessに暮らすモンスター。多数いる。石で出来ており、シーズン1でウー先生とガーマドン卿（ブラックガーマドン）が、スピン術で倒しても再び集まって復活した。
グランダル
古代生物。性格はとても凶暴で、とても硬い皮膚を持つ。光が苦手であるため、夜に狩りを行う。
大食いヒトデ
ニンジャゴーシティの向こうにある永遠海に生息しているヒトデ。その名の通り大食いで、木はおろか金属までも食べてしまうほどである。
ニンバス
雲の上の王国の遊技場にいる怪物。シーズン5では、フェンウィックの策略でニンジャを襲った。
ティガートゲグモ
ティガー島にいる。シーズン6時点では、一体のみ生き残っており、刺のある大きな体が目立つ。その毒は、人には猛毒で、魔神でさえ身動きが取れ無くなるほどの物である。
ダイヤバット
グラニティ王国の地下や周辺の山に住む凶暴なコウモリ。シーズン13の冒頭でバウンティ号を襲撃した。
ライノクリーチャー
グラニティ王国の地下に住むサイのような生物。本来はおとなしいが、封印の石の鎧を付けている時は苦しくて暴れる。スカルキングに働かされている個体もいる。
巨大グモ
グラニティ王国の地下に住む蜘蛛。強力な糸で獲物を捕まえる。
アダム
プランダーの相棒の蜘蛛。元はグラニティ王国の地下のダンジョンにいたが、プランダーを気に入ったようで彼に付いてきた。ほかの巨大グモと違って頭部に頭蓋骨に似た仮面をつけていない。
石の亀
グラニティ王国の地下の川に住む亀。
マグマモンスター
グラニティ王国の地下の溶岩地帯に住む怪物。たくさんの触手で攻撃する。
ウォジラ（Wojira）
かつて初代ウォーターマスターのニャーによって倒された、水と風を司る凶悪な大蛇。スペシャル（地図にない島）から言及され、シーズン14にて本格的に登場、同シーズンのラスボスも務める。復活には風と水からなる2つのアミュレットが必要であり、カルマーは物語開始時点では風のアミュレットのレプリカを使って復活させようとしていた。
終盤、ついにカルマーの手によって復活、彼の持つトライデントにコントロールされてニンジャゴーシティーの破壊に取り掛かる。最終決戦にてトライデントが破壊されたことでコントロールを外れ、カルマーを飲み込んで殺害。そのまま本能のままにニンジャに襲いかかるが、ウォーター・ドラゴンに姿を変えたニャーに水のアミュレットを破壊されたことで風のアミュレットの力が暴走、竜巻に飲み込まれて消滅した。

## 武器・道具
ゴールドの武器（黄金の武器）
初代スピン術マスターが、ゴールドの頂で生み出した4つのエレメントパワーを持つ金色の武器。初代スピン術マスターは、この４つの武器を使ってニンジャゴーの世界を創った。この武器は、ゴールデンパワーを持っている。グリーンニンジャになる者に反応する。
ゴールドの武器（黄金の武器）を1人で4つ同時に使うと時空のゆがみが生じ、異世界の扉が開く。ONIはこの金属を恐れるため、シーズン10にて黄金の鎧から再び鍛え直された。
シーズン15ではクリスタルキング（オーバー卿）陣営に奪われたが、後にニンジャたちによって奪い返され、ゴールデン・ウルトラドラゴン召喚に使用された後、消滅した。
炎の剣（炎のドラゴン剣）
カイが使う、炎のパワーをもつ剣。ブレード・サイクル（ブレードバイク）に姿を変えることができる。
シーズン15ではアスティーラに奪われるも、カイが奪い返す。
イナズマヌンチャク
ジェイが使う、イナズマのパワーをもつヌンチャク。ストーム・ファイター（イナズマファイター）に姿を変えることができる。
シーズン15ではパイソーの手に渡るも、ジェイが取り返す。
アイスシュリケン
ゼンが使う、アイスのパワーをもつ2対の手裏剣。スノー・モービル（アイスモービル）に姿を変えることができる。
シーズン15ではMr.Fとメカニックに使われるが、ゼンが取り戻した。
大地の鎌（振動の大鎌）
コールが使う、大地のパワーをもつ鎌。トレッド・アサルトに姿を変えることができる。
シーズン15ではバンゲリスが使っていたが、再びコールの手に渡る。
ヘビヘビ族の杖
5人のヘビヘビの将軍が持つ杖。解毒剤が入っており、4つの毒の牙の在り処を示す地図を作り出すことができる。
毒の牙（ファング・ブレード）
グレートヘビヘビの抜け落ちた歯で作られている。4つ集めてウロボロスのグレートヘビヘビの像に設置すれば、グレートヘビヘビが解放される。
封印の石（Vengestone）
シーズン1からほとんど全シリーズ登場する物体。これやそこから出来た装備をつけられた者はエレメント・パワーを使用することができなくなる。
シーズン15にてクリスタルキング（オーバー卿）が従えるクリスタルソルジャーはこれから出来た石像に彼がダークネス・パワーを注入して出来たもの。
メガウェポン
ガーマドン卿（ブラックガーマドン）が4つのゴールドの武器（黄金の武器）をゴールドの頂で合体させて完成させた武器。創造することはできるが、破壊することはできない。持つ者の体力を奪うためガーマドン卿（ブラックガーマドン）は1日1回のみ使用することとした。
ロイドがグリーンニンジャであるという事実を変えるため、ガーマドン卿（ブラックガーマドン）が過去に戻ったとき、ニンジャに過去にあった4つのゴールドの武器（黄金の武器）によって破壊され、宇宙の彼方にとばされた。
シーズン3では彗星アークトゥルスにあり、アークトゥルス計画によって、クリプトー将軍たちに回収される。総集編ではゴールドの武器の塊とは説明されず、「黄金のパワーストーン」となっている。
闇の兜
闇の島の終末時計にある。この兜をとると終末時計が動き、元に戻すと止まる。ワルワルサムライの軍団を操ることができる。
エレメント・ブレード（Elemental Blades）
4つあり、ワルワルサムライに対抗できる武器。
4つすべてを天空の黄金神殿の鍵穴に差し込むと、黄金ロボを呼び起こせる。
スペシャル（よみがえりの日）ではこれに似たような形状のよみがえりの剣をコズ将軍が使っている。
ファイヤー・エレメント・ブレード
カイが使うエレメント・ブレード。
ライトニング・エレメント・ブレード
ジェイが使うエレメント・ブレード。
アース・エレメント・ブレード
コールが使うエレメント・ブレード。
アイス・エレメント・ブレード
ゼンが使うエレメント・ブレード。
テクノブレード（Techno Blades）（テレビ東京→電脳の剣）
コンピュータウイルスになったオーバー卿を止める鍵となる武器。4つある。マシンに当てるとコンピュータがハッキングされニンジャメカとなる。
スペシャル（よみがえりの日）ではクリプトー将軍がこの形をしたよみがえりの剣を使用するが、鎖鎌状であることが災いして、ゼンに敗れることに。
ワルワルサムライの鎧
シーズン3で宇宙から帰還したニンジャたちが、オーバー卿との最終決戦の時に着ていた鎧。闇の島にある絶対に壊れない岩で出来ている。
黄金の鎧
オーバー卿がゴールドの武器の塊（黄金のパワーストーン）から作り出した鎧。
オーバー卿が倒された後は、広しの迷宮に保管されていた。シーズン10ではボーグタワーに保管されていたが、ONIへの対抗手段として、ロイドとブラックガーマドンによって回収され、カイの手でゴールドの武器（黄金の武器）に戻された。
ヒスイの剣（Jadeblades）
エレメント・トーナメントで勝敗を決める剣。アナコンドライ族の骨から作られている。アナコンドライ族の間では重要なものだったが、マスター・チェンにより持ち出された。
エレメントケーン
マスターチェンの島にある洞窟のクリスタルを用いて作られている杖。エレメントパワーを吸い取る力があるクリスタルが埋め込まれている。カイの作戦によって破壊された。
暗黒の鎧
ニンジャゴーの世界に来たモローが、博物館で手に入れ着ていた鎧。暗闇世界からゴーストを呼び出せる。
エアー術の書
ヤン先生が生み出したエアー術を習得する方法が書かれた書。初代スピン術マスターの墓を見つける手がかりのひとつ。ローニンが持っていた。
旋風の剣（Aeroblades）
ゴーストに対しての対抗手段。巨大な手裏剣のような形をしている。ローニンからもらった。ディープストーンでできている。
予言の剣
剣に少し先の未来に起こる出来事が映る。雲の上の王国で手に入れた。初代スピン術マスターの墓を見つける手がかりのひとつ。ONIには効果がない。
スペシャル（よみがえりの日）にてモローがこれに酷似したよみがえりの剣を武器として与えられている。
パラレルクリスタル（Realm Crystal）
初代スピン術マスターが、作り出したクリスタル。16の世界を移動することができる。シーズン5で最初に登場した。初代スピン術マスターの墓にあり、エアー術の書と予言の剣を使うと墓の位置が分かる。ゴーストとの戦いの後は、広しの迷宮に保管されていたが、シーズン6でナダカーンによって持ち出され､フリントロックの撃った弾が当たり砕けるも、シーズン6最終話でジェイが3つ目の最後の願いを使って、過去改変をしたことにより砕けていないことになった。
シーズン10では、ボーグタワーに保管されており、そこからONIの軍団が現れる。それを阻止しようとロイドとブラックガーマドンが破壊しにいき、ロイドが予言の剣で破壊した。
願いのポット
ソト船長がナダカーンを封印したポット。ナダカーンが３つ目の願いを言った者を封印していた。ソト船長が封印した後は、行方不明になったが暗黒世界を抜けだしたクラウズによって発見されたが、ジェイの３つ目の願いで再び行方不明となった。
シーズン12のオープニングシーンで、クラッチパワーズによって再び発見される。
封印の剣（Djinn Blade）
魔神王からナダカーンに受け継がれた剣。封印される者が、多くなるほど剣の力が強くなり、封印された者のパワーを自在に使える。封印したい者を叩くことで封印する。剣の中央にあるクリスタルには封印された者が、入っており眠くなる効果がある。この剣の力を強くすると世界を創造することができる。
陰の剣（Yin Blade）
ヤン先生の研究で発見された剣。ヤン先生がこの剣を使い無限の命を得ようとしたが、失敗して弟子と共に寺を呪い続けるゴーストになってしまった。そのためたましいの日と月食が重なる日に蘇りの裂け目を開いて蘇ろうとした。この剣には、蘇りの裂け目を開いて、死者を蘇らせる力がある。コールとヤン先生が戦った時にコールの大地パンチによって破壊された。
よみがえりの剣（Departed Blades）
博物館で復活したサムカイ、コズ将軍、クリプトー将軍、モローが使用する武器。形状は使用者のかつての武器または使用者が登場したシーズンでニンジャ側が使っていた武器のそれ。元はそれぞれのオブジェの手に握られていたレプリカに過ぎなかったが、ヤン先生の術によって、使用者が自身を倒したニンジャを倒せば生物としてよみがえることができる能力を得た。
時空の剣（Time Blades）
40年前にクロックスとアクロニックスに対抗すべくレイとマヤが作った4つの剣。クロノスチールと呼ばれる物質（エレメントパワーを奪うことのできる物質）で出来ている。
クロックスとアクロニックスのエレメント・パワーを吸い取り、4つの剣は「時を進める剣」、「時を遅くする剣」、「時を止める剣」、「時を戻す剣」にそれぞれ変化した。
シーズン7開始時点ではウー先生との戦いの末、アクロニックスがその内の1つ（時を進める剣）を所有している。
ドラゴンの剣
レイとマヤが作り上げた両刃の剣。ファイヤーマスターとウォーターマスターが、ともに使うことでファイヤーオーシャンを呼びだせる。
3つのONIの仮面（Oni Masks）
ONIが宿るお面。これを3つとも集めて、ロイド、ミサコ、ウー先生の髪の毛を使って儀式を行うことで、ブラックガーマドンを蘇らせることができる。これをつけるとそれぞれの仮面の力を利用できる。
復讐の仮面
これをつけると腕が4本になり、4つの刀を操れる。Mr.Eが使用する。
偽りの仮面
これをつけると物体を自在に動かすことができる。キロウが使用する。シーズン9で、破壊された。
憎しみの仮面
これをつけると刀でも切れない硬い体になる。初めハルミが、のちウルトラバイオレットが使用する。シーズン9で破壊された。
メリュジーナの剣
メリュジーナの抜け落ちた牙で作られている｡エレメントパワーの攻撃を吸収する。
ドラゴンの鎧
初代スピン術マスターが、メリュジーナとともに作り上げた鎧。この鎧を着ればメリュジーナを自在に操ることができると信じられてきた｡
禁じられたスピン術の巻物
初代スピン術マスターが記した巻物。2つある。この巻物を棒に巻いて、それを持ってスピン術をする。手にしているだけで強力な力が身につく反面、力が強くなりすぎるため自分自身を見失ってしまう。
キーブレード（Key-Tanas）
ウナガミの下にたどり着くのに必要な道具。3本あり、テラ・ナチュラでレッドドラゴンを倒す、テラ・テクニカでエンパイアスピードレースで優勝する、テラ・クラシカで格闘ゲームをクリアすることで1本ずつ手に入る。マッドキング神殿の最深部にある鍵穴に3本とも差すことでプライム・エンパイアをクリアしたことになり、ウナガミの下にたどり着ける。
解放の剣
かつてリリーがグリフブリンガーと戦った際に使ったとされる剣。解放の光の剣と解放の闇の剣の2本ある。
グリフブリンガーが倒された後、光の剣はゲックルスに、闇の剣はマンスに、何かあった時に使う様それぞれ託されたが、スカルキングに盗まれ、これがきっかけでゲックルスとマンスが争うこととなった。
実は剣自体に力はなく、コールがスカルキングと戦った際にハッザドゥールのガイコツの攻撃で砕けてしまった。
アミュレット (Amulets of Wojira)
ウォジラの額にある、その命及びパワーの源と言えるもの。
風のアミュレット（Storm Amulet）
ストーム地帯の島のガーディアンが所持。カルマーはこの居所を探っていた。
水のアミュレット (Wave Amulet)
マローピア人が所持していたが、カルマーによって復活に悪用される。
魔法のお茶
ミスタケの売る不思議な力を持ったお茶。
旅人の茶（空間の茶）
16の世界を移動できるお茶。お茶の湯気で別の世界の入口を開く。お茶の葉の分量で行くことのできる世界が変わる。還らずの世界に空間の木がある。
シーズン6では、ジェイとニャーがニンジャゴーの世界の中で別の場所に移動するために使った。
明日の茶（時間を進めるお茶）
年を取らせるお茶。太古生物グランダルを骨の状態にするために使った。このお茶を使った影響により、グランダル復活の儀式の影響で子供になっていたカイ、ジェイ、コール、ゼンは元の姿に戻り、ロイドは大人の姿になった。
真実の茶
真実を吐かせるお茶。捕らえたルーク・カミンガム（ホワイトメット）にチームブラックガーマドンのことを吐かせようとしたときに使った。しかし、コールが誤って飲んでしまい真実を言うことになった。
語りの茶
ミスタケがロイドとジェイにONIとドラゴンの世界、初代スピン術マスターについての話をした時にロイドとジェイが飲んでいたお茶。話し手の語りに合わせて絵が動いて見える。

## 世界
ニンジャゴーの世界を含め16の世界が存在する（うち暗黒世界とゴーライ王国は消滅）。異世界間の移動にはパラレルクリスタルを使うか、旅人の茶（空間の茶）を使用する必要がある。ドラゴンは異世界間を自由に行き来することができる。
ニンジャゴーの世界（Realm of Ninjago）
レゴニンジャゴーの物語においてメインとなる世界。
ONIとドラゴンの世界を去った初代スピン術マスターが4つのゴールドの武器（黄金の武器）で作り上げた世界｡数千年の歴史がある。
その後の闇の大帝オーバー卿との戦いで初代スピン術マスターによって、2つ（光の島と闇の島）に分けられた。
闇の世界（Underworld）
ホネホネ・アーミー（ホネホネ軍団）がいる地下深くにある世界。ウー先生に負けたガーマドン卿（ブラックガーマドン）がここに落ち、サムカイを倒して支配者となった。
ニンジャゴーの世界のファイヤー神殿の奥から行くことができる。ホネホネ・アーミー（ホネホネ軍団）の乗り物は、ニンジャゴーの世界とこの世界を移動できる。
新録版プロローグ総集編では暗黒世界と一緒にされているが、実際は全く別の世界。
Realm of Madness
山と泥に覆われた薄暗い世界。マッドモンスターやクラグリングがいる。ホネホネ・アーミー（ホネホネ軍団）が、ニンジャに敗れてからガーマドン卿(ブラックガーマドン)が修行をして4本腕になった場所。怒りの山からニンジャゴーの世界へ行くことができる。
暗黒世界（Cursed Realm）
真っ暗な世界。マザー・エミネントの腹の中にあり、マザーエミネント自身である呪われた世界。ゴーストがいる。シーズン5で、16の世界すべてを呪おうとしてモローがニンジャを苦しめた。シーズン5の最後にて、ニンジャゴーの世界にマザーエミネントが降臨するも秘めた力を解放したニャーによって海の底に沈んだ。
雲の上の王国（Cloud kingdom）
ニンジャゴーの世界の運命をつかさどっている世界。雲の上に浮かぶ島の上に建物がある。予言の剣のあった場所である。
修行僧が、運命の巻物にニンジャゴーの世界の人々の運命を記している。グリーンニンジャが、ロイドであるという事実もこの世界で決められていた。
チーマの世界（Realm of Chima）
アニマル戦士たちのいる世界。パワーの源である｢チ｣を巡って争いが起こる。
ゴーライ王国（Kingdom of Dijnjago）
ナダカーンの故郷である魔神の世界、雲の上に浮かぶ都市がある。近隣の世界である暗黒世界がなくなったので、崩壊している。
Departed Realm
亡くなった人々の世界。あの世。英語版では、かつてのニンジャの敵の魂がある場所とされている。ブラックガーマドンの魂もこの世界にあった。シーズン11では、マザーエミネントがこの世界から脱走しニンジャゴーシティで大暴れした。
日本版では、暗黒世界と一緒にされている。スペシャル以降に登場する暗黒世界は、この世界のことである。
旅人の茶では行くことができるが、パラレルクリスタルでは行くことはできない。
ONIとドラゴンの世界（Realm of Oni and Dragons / First Realm）
16の世界のうち最初にあった世界。創造を司るドラゴンと破壊を司るONIが、争っている。初代スピン術マスターの故郷であり、ドラゴンハンターたちが暮らしている。
還らずの世界（Never-Realm）
氷で覆われた世界。ニンジャゴーの世界より時間の流れが速い模様。コタニ村の人々やコヤカラムンヌの民が暮らしている。グリムファクスが支配している。
ここは世界としては非常に遠いところにあり、ニンジャゴーの世界の空間の茶やパラレルクリスタルでは行き来ができず、空間の木の実で作ったより強力な空間の茶が必要になる（行くだけなら禁じられたスピン術の巻物でもできる）。

## 技

### スピン術（Spinjitzu）
初代スピン術マスターが編み出した技。
急速に回転しながら、周囲に竜巻のようなエネルギーの渦を生み出す。エレメントパワーの有無にかかわらず、やり方を習得すれば誰でもできる。
なお、エレメントパワーがある場合そのパワーの属性も付与される（カイなら熱を発するなど）。
ニンジャたちのおもな攻撃方法のひとつ。

#### トルネードアタック（Tornado of Creation）
複数のスピン術マスターによるスピン術の合わせ技。創造とゴールデンパワーを生み出す。巨大なトルネードを創って周囲の物を吸い込み、オブジェクトを作成する。
プロローグやシーズン1ではニンジャ4人だけで使ったが、シーズン10で再登場した際はロイド、ニャー、ウー先生、ブラックガーマドンも含めた8人で使った。

### エレメント・パワー（Elemental Powers）
遺伝によって受け継がれる、自然の一部を操れる力。
ニンジャたちのおもな攻撃方法のひとつ。
エレメント・マスターは、戦いによって自身のエレメント・パワーが使えなくなることがある。ロイド、カイ、ニャーの描写を見る限りでは、時間が経てば復活する様子。しかし、レイやマヤのように子供を授かると、その子供にパワーが受け継がれるのか、使用することができない。また、シーズン15にてロイドが、エネルギー・マスターでありながら、ガーマドンにしか使えないはずの破壊のエレメント・パワーに目覚めている。
初代スピン術マスターが自身の守護者としてエレメント・マスターを生み出した。
炎、イナズマ、大地、アイスが「メインエレメント」。
ウォーター、琥珀、メタル、スピード、マインド、フォーム、グラビティ、ネイチャー、シャドウ、ライト、サウンド、スモーク、ポイズン、ウィンド、タイムが「二次エレメント」。
ゴールデンパワー、ダークネス、創造、破壊、エネルギーが「エレメントエッセンス」（エレメントの本質）。
『レゴニンジャゴー ザ・ムービー』では炎、イナズマ、大地、アイス、ウォーターと「グリーン」、「サプライズ」が登場した。
炎、イナズマ、ウォーター、ウィンドは力の反作用で空中を移動するところが見られた。
シーズン13で、コールは自分のパワーの源、つまり地中深くにいると力が増大することが判明した。
ゴールデンパワーとダークネスが最も強い。
炎（ファイヤー） -fire-
カイが持つ力。先代ファイヤーマスターであり、カイの父親であるレイより受け継がれた。手から炎を出し、炎を自在に操れる。カイはエレメントパワーの影響で水が苦手。
イナズマ -lightning-
ジェイが持つ力。ジェイの実の母親である先代イナズママスターより受け継がれた｡手からイナズマを出せる。シーズン6で、雷が当たっても死なないことが明らかになった。
大地 -earth-
コールが持つ力。先代大地マスターであるコールの母親、リリーより受け継がれた｡手から土や岩を生み出したり、土や岩を動かせる。また、地震や地割れを起こせたり怪力になったりする。
さらに、全ての大地マスターが使えるか分からないが、コールは「大地パンチ」（Earth Punch・Lava Arms）を使える。腕と額の傷がオレンジ色・黄色に光り、パワーがアップする。
アイス -ice-
ゼンが持つ力。先代アイスマスターよりゼンに受け継がれた（ゼンと先代アイスマスターは親族ではない）。氷を生み出し人や物を凍らせることができる。
ウォーター -water-
ニャーが持つ力。ニャーの母であり先代ウォーターマスターのマヤから受け継がれた。手から水を生み出したり、水を動かしたりできる。また、空気中の水分を水に変えたり、少しであるが氷も操れる。
シーズン14では海洋生物を呼ぶことも可能であることや、パワーを全開にすることで海と一体化できるが、二度と元に戻れないことが判明。
エネルギー -energy-
伝説のグリーンニンジャ（ロイド）の持つ力｡手から緑に光るエネルギーを生み出して攻撃や防御に使用できる他、機械を生成したり、動かしたりすることも可能。
シーズン7でのウー先生の喪失を機にロイドは成長し、このパワーも発達したことで目が緑色になった（Tommy Andreasenの非正規の小説“way of the deprated”による）。
創造 -creation-
ウー先生が持つ力。初代スピン術マスターから受け継がれた。ドラゴンもこの力を持つ。「破壊」の対。
炎、イナズマ、大地、アイスの四つの力が組み合わさったもので、無から有を生み出せる力である（初代スピン術マスターはゴールデンパワーでニンジャゴーの世界を創り出した）。
攻撃的エネルギーも生み出せる。
ニンジャたちはトルネードアタックによりこの力を使える。
ウー先生はこの力を持っているがあまり使わない。それは彼は賢明で力を使いすぎるのは良くないと分かっているからである。
この力を持つ者はとても長寿になる。
破壊 -destruction-
ガーマドンが持つ力。後にロイドにも発現した。初代スピン術マスターから受け継がれた。ONIもこの力を持つ。「創造」の対。
攻撃的エネルギーは勿論、姿を変えたりちょっとした武器を生み出したりすることができる。物を分解できる力。他のエレメント・パワーと異なり戦えば戦うほど強くなる一方、戦わなければ弱体化していく物なので、シーズン9にてガーマドンはこの弱点を突かれて倒されることになる。
ONIはこの力で黒い霧を生成した。
ONIの仮面にもこの力が宿っている。
この力を持つ者はとても長寿になる。
ゴールデンパワー -golden power-
初代スピン術マスターが持っていて、後にロイドに受け継がれた力。炎、大地、アイス、イナズマからなる「創造」の力の真のパワー。「創造」と「エネルギー」が組み合わさったようなもので、「ダークネス」の対。黄金ドラゴンを呼びだせる。攻撃的エネルギーも生み出せる。
メインの四つの力だけではなく、全てのエレメントパワーにアクセスできる。
黄金の武器（黄金のパワーストーン）にも宿っている。初代スピン術マスターはゴールデンパワーでニンジャゴーの世界を創った。シーズン3でロイドは4人のニンジャにゴールデンパワーを分け与え、黄金の武器はシーズン15にて失われたため今のニンジャゴーの世界にこの力を持つ者や物はいない。
創造と破壊の力の持ち主と同様、この力を持つ者はとても長寿になる。手放した者がどうなるのかは不明。
ダークネス -darkness-
闇の大帝（オーバー卿）が持つ力｡「ゴールデンパワー」の対。エネルギーパワーと同様、手からエネルギーを生み出して攻撃できる。
琥珀 -amber-
スカイラーが持つ力。エレメント・マスターの体に触れることでそのエレメント・パワーをコピーでき、使うことができる。複数のパワーを合わせることもできる。二次エレメントの中でもかなり強力なものらしく、シーズン15にてパイソー将軍はこの力とそれを使いこなすスカイラーを恐れていた。
メタル -metal-
カーロフが持つ力。自分自身の体を鉄鋼化することで防御力を上げる。ガントレットを着けて攻撃することで攻撃力が上がる。
スピード -speed-
グリフィン・ターナーが持つ力。高速で移動できる｡
マインド -mind-
ニューロが持つ力。他人の心を読むことができる。相手の精神を攻撃することもできる。
フォーム -form-
カミーユが持つ力。他人に変身できる。
重力 -gravity-
グラビスが持つ力。重力を操り、自身が浮いたり物や人を浮かせたりできる。
ネイチャー -nature-
ボロボが持つ力。杖を使って植物性の触手を操り、相手の動きを封じることができる。
シャドウ -shadow-
シェイドが持つ力。影に隠れて姿を見えなくできる。
ライト -light-
ペールマンが持つ力。自身の周りの光をねじ曲げ、他の人に自分が見えないようにすることができる。
サウンド -sound-
ジェイコブが持つ力。音の反射で物や人の位置を感じたり、音のエネルギーで攻撃したりできる。
スモーク -smoke-
アッシュが持つ力。自身の姿を煙状に変えられる。手から煙を放つこともできる。
ポイズン -poison-
トックスが持つ力。毒を操り、放つことができる。
ウィンド -wind-
モローが持つ力。風を起こすことができる。
タイム -time-
アクロニックスとクロックスが持つ力。緑、青、オレンジ、赤の四つの色があり、それに対応して四つの能力がある。
アクロニックスは時間を早める力（緑色）と時間を遅くする力（青色）を持っており、クロックスは時間を巻き戻す力（オレンジ色）と時間を止める力（赤色）を持っている。
この二人は、他のエレメント・マスターたちとウー先生、ガーマドン先生にクロノスチールでパワーを奪われた。
グリーン -green-（ムービー）
ムービーでのロイドが持つ力。特にこれといった攻撃ができるわけではないが、他の5人のパワーを目覚めさせることができる。
サプライズ -surprise-（ムービー）
ムラサキニンジャ（Fuchsia Ninja）が持つ力。
※ムラサキニンジャはアニメでのネルソンとは違う人物。

#### エレメントドラゴン
エレメント・マスターが生み出せるドラゴン。自身の恐怖を克服することによって使えるようになる。ドラゴンに乗って移動することができ､ドラゴン自身も攻撃できる。シーズン8以降使われていない。Tommy Andreasenによる非正規の小説“Way of the Departed”によるとシーズン7でのウー先生の喪失を機にエレメントドラゴンを呼び出すのが難しくなったようである。
エレメントドラゴンの種類（商品化されたもの）
黄金ドラゴン（ゴールドドラゴン）
初代スピン術マスターが生み出したドラゴン。ゴールデンパワーを持つ者が使える。のちにゴールドニンジャとなったロイドが受け継いだ。
チタニウムドラゴン
恐怖を克服したゼンが、使えるようになったアイスのエレメントドラゴン。
ブリザードドラゴン
ゴルド皇帝となったゼンによって使役されたドラゴン。シーズン11の氷の章のラスボスの一人でもある。最終的にカイのファイアーパワーを受けて消滅した。
伝説のドラゴン
ロイドが使うエネルギーのエレメントドラゴン。
ゴーストモロードラゴン
ロイドに取り付いたモローが呼び出したゴーストドラゴン。
マスタードラゴン
ウー先生の使う創造のエレメントドラゴン。
ファイヤーオーシャン
ファイヤーマスターとウォーターマスターがドラゴンの剣を使うことで呼びだせる。2つの頭を持つエレメントドラゴン。
ゴールデン・ウルトラドラゴン
クリスタル・キング（オーバー卿）との決戦で登場。4つの黄金の武器を合わせることによって生まれた、カイ,ジェイ,コール,ゼンのエレメントパワーとゴールデンパワーの集合体といえる存在。見た目はウルトラ・ドラゴンをそのまま金色にしたようなものである。
落下していたロイドを救い、そのまま共闘、オーバー卿に引導を渡した。

### エアー術（Airjitzu）
ヤン先生が編み出した、一時的に飛行することができる技。シーズン5で登場。シーズン8以降全く使われなくなったが、シーズン12で一回だけ登場した。Tommy Andreasenによると、ニンジャは力が過大になりすぎるのを防ぐために使わないだけでエアー術を知っている。
ニンジャの中ではジェイが最初に習得した。ニンジャたちが習得したての頃はエアー術が水色だったが、ある時からそれぞれのエレメントの色になった。これは、ニンジャたちがエアー術を完全に使いこなせるようになった証拠である。ロイドの場合は、自身に憑依していたモローのやり方を真似ることで修行なしで習得できている。

### 禁じられたスピン術（Forbidden Spinjitzu）
初代スピン術マスターが編み出した技。禁じられたスピン術の巻物を手にすることでその力が得られる。
とても強力なもので、使用者は理性を制御できなくなることがある。
自身のエレメントパワーを強化する。そのためパワーを持っていない者には反応せず、シーズン11でパワーを奪われたカイは巻物が巻かれた杖を手にしても何も起こらなかった。だが元来パワーがないはずのピクサルは、ゼンから動力装置を分け与えられているためか、これを使ってニンジャたちを還らずの世界に送ることに成功している。
巻物は2つある。昔ウー先生とガーマドンがこの巻物を使って問題を起こしたため初代スピン術マスターは巻物を隠したが、時を経てその一つをクラッチパワーズに見つけられる。もう一つは博物館に展示されていた。
還らずの世界でゼンが本当の自分を思い出したとき、クラッチパワーズが見つけたものをそれが巻かれた杖と共に破壊した。

### スピン術バースト（Spinjitzu Burst）
大地マスターに伝わる特別なスピン術で、大地マスターが自身のパワーの源（地中深く）で発動できると伝えられている。ウー先生も詳細を知らないため他のエレメントパワーを持つスピン術マスターが習得できるかはわからない。
リリーは習得できなかったとされていたが、実は使ったことがあり、封印の剣ではなくこれを使ってグリフブリンガーを倒した。
コールはリリーとの約束を守るため、これを発動させることに成功し、ハッザドゥールのガイコツを破壊した。

## スタッフ
- 脚本：ケヴィン・ヘーゲマン、ダン・ヘーゲマン（パイロットシーズン - シーズン10）、トミー・カルマー、ブラギ・シャット（シーズン11 - ）
- 企画：平田透、内田由香里
- プロデューサー：遠藤哲哉、古屋成史、柏宏人、遠藤久美子、須藤晴彦
- 監修：あみくみこ
- 脚色・演出：ボブ白旗
- 音響監督：千葉繁
- 音響制作：ダックスプロダクション
- 音楽:Jay Vincent、Mike Kramer
- 音楽プロデューサー：武澤啓之
- アニメーション制作：Wil Film（パイロットシーズン - シーズン10） / WildBrain Studios（シーズン11 - ）
- 制作協力：スタジオディーン（松田桂一）

## 曲

### 主題歌
『The Weekend Whip』
- 歌：THE FOLD（ザ・フォールド）

#### 日本語版主題歌（アニマックス）
エンディングテーマ「Mr. Buddy!」
- 作曲：八木雄一/作詞：溝口貴紀/歌：Scorpio

#### シーズン6〜10のエンディング
ニンジャ・ゴー
- 歌：D-51
- 上記の「The Weekend Whip」の別アレンジである「The Pirate Whip」の日本語版。

### その他の曲

#### THE FOLDの曲
THE FOLDはニンジャゴーの曲をたくさん作っている。The Weekend Whipはアニメ内でも度々登場し、THE FOLDのメンバーがアニメに登場したこともある。

##### シーズン1
- The Weekend Whip
- Born To Be A Ninja
- A-W-E-S-O-M-E!
- Ninja-Go!

これらの4曲はアルバム“For The Spinners”に収録されている。

##### シーズン3
- The Weekend Whip The Rebooted Remix
- After The Blackout
- Eye Of The Storm
- Digital Love
- Full Digital
- Spinning Out In Color
- We Are Ninja

Digital Loveはシーズン3の曲であるが、公開されたのは2020年7月。

##### シーズン4
- The Weekend Whip The Anacondry Remix
- Back To Ninjago
- Enter The Tournament
- The Ninja Roll
- 21st Century Ninja

##### シーズン5
- The Ghost Whip

##### シーズン6
- The Pirate Whip
- Bring On The Pirates
- We Are Ninjago

##### スペシャル
- The Rift Whip
- Close The Circle
- Day Of The Departed

##### シーズン7
- The Temporal Whip
- Rise Of The Vermillion
- The Time Is Now

##### シーズン11
- The Wicked Whip

##### シーズン12
- The Arcadian Whip

##### シーズン13
- The Shintaro Dungeon Whip

##### シーズン15
- The Crystalized Whip

## 各話リスト
※「話数（シ）」はシーズンによる話数。

### シーズン1
| 話数               | 話数       | サブタイトル              | 原題                           | 放送日             | 放送日        |            |            |
| アメリカ合衆国の旗 | 日本の旗   | サブタイトル              | 原題                           | アメリカ合衆国の旗 | 日本の旗      |            |            |
| プロローグ         | プロローグ | プロローグ                | プロローグ                     | プロローグ         | プロローグ    | プロローグ | プロローグ |
| ------------------ | ---------- | ------------------------- | ------------------------------ | ------------------ | ------------- | ---------- | ---------- |
| #P-1               | #1         | 忍者の流儀                | Way of the Ninja               | 2011年 1月14日     | 2012年 3月4日 |            |            |
| #P-2               | #2         | 闇の王者                  | King of Shadows                | 2011年 1月14日     | 3月11日       |            |            |
| ヘビヘビ族編       |            |                           |                                |                    |               |            |            |
| #1                 | #3         | ヘビヘビ族 現る!          | Rise of the Snakes             | 12月2日            | 3月18日       |            |            |
| #2                 | #4         | 我が家                    | Home                           | 12月2日            | 3月25日       |            |            |
| #3                 | #5         | 変身 VS 変形              | Snakebit                       | 2012年 1月25日     | 4月1日        |            |            |
| #4                 | #6         | ヘビヘビ族のウソ          | Never Trust a Snake            | 2月1日             | 4月8日        |            |            |
| #5                 | #7         | サムライXってだれ?        | Can of Worms                   | 2月8日             | 4月15日       |            |            |
| #6                 | #8         | キング・オブ・ヘビヘビ族  | The Snake King                 | 2月15日            | 4月22日       |            |            |
| #7                 | #9         | ゼンは電気羊の夢を見るか? | Tick Tock                      | 2月22日            | 4月29日       |            |            |
| #8                 | #10        | 告白                      | Once Bitten, Twice Shy         | 3月7日             | 5月13日       |            |            |
| #9                 | #11        | コールはつらいよ          | The Royal Blacksmiths          | 3月14日            | 5月20日       |            |            |
| #10                | #12        | グリーン・ニンジャ        | The Green Ninja                | 3月21日            | 5月27日       |            |            |
| #11                | #13        | それぞれの道              | All of Nothing                 | 3月28日            | 6月3日        |            |            |
| #12                | #14        | さよなら、ウー先生        | The Rise of the Great Devourer | 4月4日             | 6月10日       |            |            |
| #13                | #15        | 激闘 ドラゴンバトル       | Day of the Great Devourer      | 4月11日            | 6月17日       |            |            |

### シーズン2（オーバー卿編）
| 話数               | 話数       | 話数     | サブタイトル                    | 原題                         | 放送日             | 放送日          |
| アメリカ合衆国の旗 | カナダの旗 | 日本の旗 | サブタイトル                    | 原題                         | アメリカ合衆国の旗 | 日本の旗        |
| ------------------ | ---------- | -------- | ------------------------------- | ---------------------------- | ------------------ | --------------- |
| #14                | #1         | #16      | 闇の出現                        | Darkness Shall Rise          | 2012年 7月18日     | 2012年 10月14日 |
| #15                | #2         | #17      | 海賊対ニンジャ                  | Pirates vs. Ninja            | 7月25日            | 10月21日        |
| #16                | #3         | #18      | ダブル・トラブル                | Double Trouble               | 8月1日             | 10月28日        |
| #17                | #4         | #19      | ニンジャボール・レース          | Ninjaball Run                | 8月8日             | 11月4日         |
| #18                | #5         | #20      | 子供の時間                      | Child's Play                 | 8月15日            | 11月11日        |
| #19                | #6         | #21      | ある日どこかで                  | Wrong Place, Wrong Time      | 8月22日            | 11月18日        |
| #20                | #7         | #22      | ワルワル・サムライ              | The Stone Army               | 10月3日            | 11月25日        |
| #21                | #8         | #23      | ニンジャゴーの静止する日        | The Day Ninjago Stood Still  | 10月11日           | 12月2日         |
| #22                | #9         | #24      | 未知への航海                    | The Last Voyage              | 10月17日           | 12月9日         |
| #23                | #10        | #25      | 闇の島                          | Island of Darkness           | 10月24日           | 12月16日        |
| #24                | #11        | #26      | 最後の希望                      | The Last Hope                | 11月7日            | 12月23日        |
| #25                | #12        | #27      | 復活!闇の大帝                   | Return of the Overlord       | 11月14日           | 2013年 1月6日   |
| #26                | #13        | #28      | 決戦!黄金のスピン術マスター誕生 | Rise of the Spinjitzu Master | 11月21日           | 1月13日         |

### シーズン3（再起動編）
日本語版は#37 - #47が欠番となっている。
| 話数               | 話数       | 話数     | サブタイトル               | 原題                           | 放送日             | 放送日        |
| アメリカ合衆国の旗 | カナダの旗 | 日本の旗 | サブタイトル               | 原題                           | アメリカ合衆国の旗 | 日本の旗      |
| ------------------ | ---------- | -------- | -------------------------- | ------------------------------ | ------------------ | ------------- |
| #27                | #1         | #29      | 新たなる脅威               | The Surge                      | 2014年 1月29日     | 2014年 1月4日 |
| #28                | #2         | #30      | ニンドロイドの襲撃         | The Art of the Silent Fist     | 2014年 1月29日     | 2014年 1月4日 |
| #29                | #3         | #31      | テクノ・ウー見参           | Blackout                       | 4月16日            | 8月26日       |
| #30                | #4         | #32      | ゴールデン・マスターの呪い | The Curse of the Golden Master | 4月16日            | 8月26日       |
| #31                | #5         | #33      | 潜入!デジタルワールド      | Enter the Digiverse            | 7月13日            | 8月27日       |
| #32                | #6         | #34      | アークトゥルス計画         | Codename: Arcturus             | 7月13日            | 8月27日       |
| #33                | #7         | #35      | ニンジャ 宇宙へ行く        | The Void                       | 11月26日           | 8月28日       |
| #34                | #8         | #36      | ゼンよ 永遠にあれ          | The Titanium Ninja             | 11月26日           | 8月28日       |

### シーズン4（アナコン編）
| 話数                                    | 話数       | 話数     | サブタイトル                                         | 原題                     | 放送日             | 放送日         |
| アメリカ合衆国の旗                      | カナダの旗 | 日本の旗 | サブタイトル                                         | 原題                     | アメリカ合衆国の旗 | 日本の旗       |
| --------------------------------------- | ---------- | -------- | ---------------------------------------------------- | ------------------------ | ------------------ | -------------- |
| #35                                     | #1         | #37      | マスター・チェンからの招待状                         | The Invitation           | 2015年 2月23日     | 2015年 4月6日  |
| #36                                     | #2         | #38      | 開幕！エレメント・トーナメント                       | Only One Can Remain      | 3月2日             | 4月13日        |
| #37                                     | #3         | #39      | コール対ジェイ                                       | Versus                   | 4月20日            | 3月9日         |
| #38                                     | #4         | #40      | 仕組まれたレース                                     | Ninja Roll               | 4月27日            | 3月16日        |
| #39                                     | #5         | #41      | スパイを捜せ！                                       | Spy For a Spy            | 5月4日             | 3月23日        |
| #40                                     | #6         | #42      | 戦いの歴史                                           | Spellbound               | 5月11日            | 3月30日        |
| #41                                     | #7         | #43      | マスター・チェンの野望                               | The Forgotten Element    | 3月31日            | 5月18日        |
| #42                                     | #8         | #44      | 団結 エレメント・マスター!                           | The Day of The Dragon    | 4月1日             | 5月25日        |
| #43                                     | #9         | #45      | ニンジャゴーシティ 危機、迫る!                       | The Greatest Fear of All | 4月2日             | 6月1日         |
| #44                                     | #10        | #46      | 別れ                                                 | The Corridor of Elders   | 4月3日             | 6月8日         |
| シーズン3の総集編（デジタルワールド編） |            |          |                                                      |                          |                    |                |
| —                                       | —          | #48      | オーバー卿の脅威（シーズン3の2話、3話、4話の総集編） | —                        | —                  | 2015年 6月22日 |
| —                                       | —          | #49      | コンピューターの世界（シーズン3の5話、6話の総集編）  | —                        | —                  | 6月29日        |
| —                                       | —          | #50      | ニンジャ、宇宙へ（シーズン3の6話、7話の総集編）      | —                        | —                  | 7月6日         |
| —                                       | —          | #51      | 決戦のとき（シーズン3の8話の総集編）                 | —                        | —                  | 7月13日        |

### シーズン5（ゴーストニンジャ編）
| 話数               | 話数 | 話数     | サブタイトル                                   | 原題                       | 放送日             | 放送日         |
| アメリカ合衆国の旗 | シ   | 日本の旗 | サブタイトル                                   | 原題                       | アメリカ合衆国の旗 | 日本の旗       |
| ------------------ | ---- | -------- | ---------------------------------------------- | -------------------------- | ------------------ | -------------- |
| #45                | #1   | #52      | 奪われた仲間                                   | Winds of Change            | 2015年 6月29日     | 2015年 7月20日 |
| #46                | #2   | #53      | VS ロイド                                      | Ghost Story                | 6月30日            | 7月27日        |
| #47                | #3   | #54      | 敵か味方か!?謎の男ローニン                     | Stiix and Stones           | 7月1日             | 8月3日         |
| #48                | #4   | #55      | 恐怖！ゴースト寺の呪い                         | The Temple on Haunted Hill | 7月2日             | 8月10日        |
| #49                | #5   | #56      | 旋風に挑め！                                   | Peak-a-Boo                 | 7月3日             | 8月17日        |
| #50                | #6   | #57      | 雲の上の王国                                   | Kingdom Come               | 7月6日             | 8月24日        |
| #51                | #7   | #58      | ニンジャ、絶体絶命！                           | The Crooked Path           | 7月7日             | 8月31日        |
| #52                | #8   | #59      | 追跡！パラレルクリスタル                       | Grave Danger               | 7月8日             | 9月7日         |
| #53                | #9   | #60      | 封鎖せよ！暗黒世界                             | Curse World, Part I        | 7月9日             | 9月14日        |
| #54                | #10  | #61      | 最終決戦！マザーエミネント                     | Curse World, Part II       | 7月10日            | 9月21日        |
| プロローグ総集編   |      |          |                                                |                            |                    |                |
| SP                 | SP   | #62      | ニンジャへの道（プロローグの1話、2話の総集編） | —                          | —                  | 9月28日        |

### シーズン6（天空の海賊編）
| 話数               | 話数                                                           | 話数     | サブタイトル                                       | 原題                    | 放送日             | 放送日        |
| アメリカ合衆国の旗 | カナダの旗                                                     | 日本の旗 | サブタイトル                                       | 原題                    | アメリカ合衆国の旗 | 日本の旗      |
| ------------------ | -------------------------------------------------------------- | -------- | -------------------------------------------------- | ----------------------- | ------------------ | ------------- |
| #55                | #1                                                             | #63      | 大人気!?ニンジャブーム到来                         | Infamous                | 2016年 3月24日     | 2016年 4月2日 |
| #56                | #2                                                             | #64      | ニンジャを確保せよ！                               | Public Enemy Number One | 6月16日            | 4月9日        |
| #57                | #3                                                             | #65      | 脱出！クリプタリアム刑務所                         | Enkrypted               | 6月23日            | 4月16日       |
| #58                | #4                                                             | #66      | 天空の海賊 ミスフォーチュン                        | Misfortune Rising       | 6月30日            | 4月23日       |
| #59                | #5                                                             | #67      | ナダカーンの野望 ゴーライ王国                      | On a Wish and a Prayer  | 7月11日            | 4月30日       |
| #60                | #6                                                             | #68      | ジェイ、天空からのSOS                              | My Dinner with Nadakhan | 7月12日            | 5月7日        |
| #61                | #7                                                             | #69      | 潜入！空賊母艦ミスフォーチュン号                   | Wishmasters             | 7月13日            | 5月14日       |
| #62                | #8                                                             | #70      | 決戦！岸壁のライトタワー                           | The Last Resort         | 7月14日            | 5月21日       |
| #63                | #9                                                             | #71      | ジェイの救出大作戦！                               | Operation Land Ho!      | 7月15日            | 5月28日       |
| #64                | #10                                                            | #72      | つかみ取れ！俺たちの未来！                         | The Way Back            | 7月15日            | 6月4日        |
| シーズン5の総集編  |                                                                |          |                                                    |                         |                    |               |
|                    |                                                                | #73      | ゴーストニンジャ現る（シーズン5の1 - 4話の総集編） | —                       | —                  | 10月29日      |
| #74                | 攻防！初代スピン術マスターの墓（シーズン5の5〜8話の総集編）    | —        | —                                                  | 11月5日                 |                    |               |
| #75                | ニンジャ集結！俺たちのフルパワー（シーズン5の9〜10話の総集編） | —        | —                                                  | 11月12日                |                    |               |

### スペシャル（よみがえりの日編）
| 話数               | 話数       | 話数     | サブタイトル                                 | 原題                | 放送日             | 放送日                  |
| アメリカ合衆国の旗 | カナダの旗 | 日本の旗 | サブタイトル                                 | 原題                | アメリカ合衆国の旗 | 日本の旗                |
| ------------------ | ---------- | -------- | -------------------------------------------- | ------------------- | ------------------ | ----------------------- |
| SP                 | SP         | #76      | 復活！邪悪なる者たち / よみがえりの日 前編   | Day of the Departed | 2016年 10月29日    | 2016年 11月19日/3月18日 |
| SP                 | SP         | #77      | 対決！コール対ヤン先生 / よみがえりの日 後編 | Day of the Departed | 2016年 10月29日    | 11月26日/3月25日        |

#### シーズン7（時空の支配者編）
| 話数                        | 話数                                                                     | 話数                        | サブタイトル                                                        | 原題                                     | 放送日                      | 放送日                      |
| アメリカ合衆国の旗          | カナダの旗                                                               | 日本の旗                    | サブタイトル                                                        | 原題                                     | アメリカ合衆国の旗          | 日本の旗                    |
| シーズン7（時空の支配者編） | シーズン7（時空の支配者編）                                              | シーズン7（時空の支配者編） | シーズン7（時空の支配者編）                                         | シーズン7（時空の支配者編）              | シーズン7（時空の支配者編） | シーズン7（時空の支配者編） |
| --------------------------- | ------------------------------------------------------------------------ | --------------------------- | ------------------------------------------------------------------- | ---------------------------------------- | --------------------------- | --------------------------- |
| #65                         | #1                                                                       | #78                         | 時の使い手、過去からの刺客                                          | The Hands of Time                        | 2017年 3月15日              | 2017年 4月4日               |
| #66                         | #2                                                                       | #79                         | 時空を超えた戦い                                                    | The Hatching                             | 3月16日                     | 4月11日                     |
| #67                         | #3                                                                       | #80                         | 戦いのはじまり、真実をさがせ！                                      | A Time of Traitors                       | 3月17日                     | 4月18日                     |
| #68                         | #4                                                                       | #81                         | 襲い来る、ベノブレイム軍団                                          | Scavengers                               | 3月18日                     | 4月25日                     |
| #69                         | #5                                                                       | #82                         | 時空の剣、砂漠の争奪戦                                              | A Line in the Sand                       | 3月19日                     | 5月2日                      |
| #70                         | #6                                                                       | #83                         | ニンジャの過信、マキアーの企み                                      | The Attack                               | 3月22日                     | 5月9日                      |
| #71                         | #7                                                                       | #84                         | 地下トンネルの闇、時空の剣を追え                                    | Secrets Discovered                       | 3月23日                     | 5月16日                     |
| #72                         | #8                                                                       | #85                         | 再会、裏切りの真実                                                  | Pause and Effect                         | 3月24日                     | 5月23日                     |
| #73                         | #9                                                                       | #86                         | いでよ！ファイヤーオーシャン                                        | Out of the Fire and Into the Boiling Sea | 3月25日                     | 5月30日                     |
| #74                         | #10                                                                      | #87                         | 終決！時空をかけた戦い                                              | Lost in Time                             | 3月26日                     | 6月6日                      |
| シーズン6の総集編           |                                                                          |                             |                                                                     |                                          |                             |                             |
|                             |                                                                          | #88                         | 天空の海賊、あらわる（シーズン6の1 - 3話の総集編）                  | —                                        | —                           | 10月1日                     |
| #89                         | 消えるニンジャたち（シーズン6の4 - 7話の総集編）                         | —                           | 10月8日                                                             | —                                        |                             |                             |
| #90                         | とめろ!ナダカーンの野望（シーズン6の8 - 10話の総集編）                   | —                           | 10月15日                                                            | —                                        |                             |                             |
| スペシャル総集編            |                                                                          |                             |                                                                     |                                          |                             |                             |
|                             |                                                                          | #91                         | 激突!ゴースト寺の戦い（スペシャルの1話、2話の総集編）               |                                          | —                           | 10月22日                    |
| シーズン7の総集編           |                                                                          |                             |                                                                     |                                          |                             |                             |
|                             |                                                                          | #92                         | 解き放たれた!最強のエレメント・パワー（シーズン7の1 - 2話の総集編） |                                          | —                           | 10月29日                    |
| #93                         | まさかの真実、時空の支配者の正体（シーズン7の3 - 4話の総集編）           |                             | 11月5日                                                             |                                          | —                           |                             |
| #94                         | 誰の手に!?2つめの時空の剣、出現!（シーズン7の5 - 6話の総集編）           |                             | 11月12日                                                            |                                          | —                           |                             |
| #95                         | アジト発見！閉ざされた謎をあばけ（シーズン7の6 - 8話の総集編）           |                             | 11月19日                                                            |                                          | —                           |                             |
| #96                         | エレメント・ドラゴン：ファイヤーオーシャン（シーズン7の8 - 9話の総集編） |                             | 11月26日                                                            |                                          | —                           |                             |
| #97                         | 最後の戦い！過去を守り、そして未来へ（シーズン7の9 - 10話の総集編）      |                             | 12月3日                                                             |                                          | —                           |                             |

| シーズン8（秘められた王族編）テレビ版  | シーズン8（秘められた王族編）テレビ版                            | シーズン8（秘められた王族編）テレビ版 | シーズン8（秘められた王族編）テレビ版      | シーズン8（秘められた王族編）テレビ版 | シーズン8（秘められた王族編）テレビ版 | シーズン8（秘められた王族編）テレビ版 |
| 話数（米）                             | 話数（シ）                                                       | 話数（日）                            | サブタイトル                               | 原題                                  | 放送日/配信日（日）                   | 放送日/配信日（米）                   |
| -------------------------------------- | ---------------------------------------------------------------- | ------------------------------------- | ------------------------------------------ | ------------------------------------- | ------------------------------------- | ------------------------------------- |
|                                        |                                                                  | #SP-1                                 | 闇の組織 チーム・ブラックガーマドン        |                                       | 2018年 3月4日                         |                                       |
| #SP-2                                  | 狙われる王族、ハルミ姫を守れ！                                   | 3月11日                               |                                            |                                       |                                       |                                       |
| #SP-3                                  | このパズルは何だ？ゼンを救出せよ！（前編）                       | 3月18日                               |                                            |                                       |                                       |                                       |
| #SP-4                                  | このパズルは何だ？ゼンを救出せよ！（後編）                       | 3月25日                               |                                            |                                       |                                       |                                       |
| シーズン8（秘められた王族編）YouTube版 |                                                                  |                                       |                                            |                                       |                                       |                                       |
| 話数（米）                             | 話数（シ）                                                       | 話数（日）                            | サブタイトル                               | 原題                                  | 放送日/配信日（日）                   | 放送日/配信日（米）                   |
| #75                                    | #1                                                               | #98                                   | ニンジャ出動! 秘められた王族を守れ!        | The Mask of Deception                 | 2018年 3月11日                        | 2018年 1月20日                        |
| #76                                    | #2                                                               | #99                                   | 襲来！チーム・ブラックガーマドン           | The Jade Princess                     | 3月18日                               | 1月27日                               |
| #77                                    | #3                                                               | #100                                  | 明かされた伝説！ONIとドラゴンの世界        | The Oni and the Dragon                | 3月25日                               | 2月3日                                |
| #78                                    | #4                                                               | #101                                  | 潜入せよ！スネーク・ジャガー               | Snake Jaguar                          | 4月1日                                | 2月10日                               |
| #79                                    | #5                                                               | #102                                  | サムライX、正体をあらわす                  | Dead Man's Squall                     | 4月8日                                | 2月17日                               |
| #80                                    | #6                                                               | #103                                  | 忍び寄る影！ONIの洞窟を探せ！              | The Quiet One                         | 4月15日                               | 2月24日                               |
| #81                                    | #7                                                               | #104                                  | 裏切りの真実、最後の仮面は誰の手に！       | Game of Masks                         | 4月22日                               | 3月3日                                |
| #82                                    | #8                                                               | #105                                  | 闇の帝王、復活を阻止せよ！                 | Dread on Arrival                      | 4月29日                               | 3月10日                               |
| #83                                    | #9                                                               | #106                                  | 闇の帝王 ブラックガーマドン                | True Potential                        | 5月6日                                | 3月17日                               |
| #84                                    | #10                                                              | #107                                  | ニンジャゴーシティ、終わりのはじまり       | Big Trouble,Little Ninjago            | 5月13日                               | 3月24日                               |
| シーズン9（ドラゴンハンター編）        |                                                                  |                                       |                                            |                                       |                                       |                                       |
| 話数（米）                             | 話数（シ）                                                       | 話数（日）                            | サブタイトル                               | 原題                                  | 放送日/配信日（日）                   | 放送日/配信日（米）                   |
| #85                                    | #1                                                               | #108                                  | ２つの世界、新たなる戦い                   | Firstbourne                           | 2018年 7月13日                        |                                       |
| #86                                    | #2                                                               | #109                                  | 恐怖の幕開け! ドラゴンコロシアム           | Iron and Stone                        | 7月22日                               |                                       |
| #87                                    | #3                                                               | #110                                  | 届け、ロイドの反撃宣言！                   | Radio Free Ninjago                    | 7月29日                               |                                       |
| #88                                    | #4                                                               | #111                                  | 伝説のエレメント・ドラゴン：メリュジーナ   | How to Build a Dragon                 | 8月5日                                |                                       |
| #89                                    | #5                                                               | #112                                  | 新たな仲間!? フェイス現る                  | The Gilded Path                       | 8月12日                               |                                       |
| #90                                    | #6                                                               | #113                                  | 隠された真実、ONIの正体に迫れ!             | Two Lies, One Truth                   | 8月19日                               |                                       |
| #91                                    | #7                                                               | #114                                  | 奪え! ハンティング・デスストライカー       | The Weakest Link                      | 8月26日                               |                                       |
| #92                                    | #8                                                               | #115                                  | ついに発動! 恐るべしONIのチカラ            | Saving Faith                          | 9月2日                                |                                       |
| #93                                    | #9                                                               | #116                                  | 手に入れろ! ドラゴンの鎧                   | Lessons for a Master                  | 9月9日                                |                                       |
| #94                                    | #10                                                              | #117                                  | 結集! ニンジャゴーシティを救え             | Green Destiny                         | 9月16日                               |                                       |
| スペシャル（伝説のグリーンニンジャ編） |                                                                  |                                       |                                            |                                       |                                       |                                       |
| 話数（米）                             | 話数（シ）                                                       | 話数（日）                            | サブタイトル                               | 原題                                  | 放送日 / 配信日（日）                 | 放送日 / 配信日（米）                 |
|                                        |                                                                  | #SP-1                                 | ニンジャへの道（第62話の再使用版）         |                                       | 2019年 1月25日                        |                                       |
| #SP-2                                  | 誕生!?伝説のグリーン・ニンジャ（シーズン1の1 - 10話の総集編）    | 2月1日                                |                                            |                                       |                                       |                                       |
| #SP-3                                  | ピンチを救え！ウルトラ・ドラゴン（シーズン1の11 - 13話の総集編） | 2月8日                                |                                            |                                       |                                       |                                       |
| #SP-4                                  | 打ち破れ！オーバー卿の闇（シーズン2の7 - 13話の総集編）          | 2月15日                               |                                            |                                       |                                       |                                       |
| シーズン10（究極のスピン術編）         |                                                                  |                                       |                                            |                                       |                                       |                                       |
| 話数（米）                             | 話数（シ）                                                       | 話数（日）                            | サブタイトル                               | 原題                                  | 放送日/配信日（日）                   | 放送日/配信日（米）                   |
| #95                                    | #1                                                               | #118                                  | ブラックガーマドン 恐怖の忠告              | The Darkness Comes                    | 2019年 3月3日                         |                                       |
| #95                                    | #1                                                               | #119                                  | 迫る闇! ニンジャゴーシティの危機           | The Darkness Comes                    | 3月10日                               |                                       |
| #96                                    | #2                                                               | #120                                  | さがせ! 黒い霧の正体                       | Into the Breach                       | 3月17日                               |                                       |
| #96                                    | #2                                                               | #121                                  | 破壊せよ! パラレルクリスタル               | Into the Breach                       | 3月24日                               |                                       |
| #97                                    | #3                                                               | #122                                  | 最強の敵、ONIの軍団あらわる                | The Fall                              | 3月31日                               |                                       |
| #97                                    | #3                                                               | #123                                  | 絶体絶命! 僕たちが守るべきもの             | The Fall                              | 4月7日                                |                                       |
| #98                                    | #4                                                               | #124                                  | 決戦のとき! ニンジャ対ONIの軍団            | Endings                               | 4月14日                               |                                       |
| #98                                    | #4                                                               | #125                                  | 最終奥義! 究極のスピン術                   | Endings                               | 4月21日                               |                                       |
| シーズン11前半（炎の章）               |                                                                  |                                       |                                            |                                       |                                       |                                       |
| 話数（米）                             | 話数（シ）                                                       | 話数（日）                            | サブタイトル                               | 原題                                  | 放送日/配信日（日）                   | 放送日/配信日（米）                   |
| #99                                    | #1                                                               | #126                                  | たるんどる！修行を怠るな                   | Wasted True Potential                 | 2019年 6月30日                        |                                       |
| #100                                   | #2                                                               | #127                                  | 事件を探せ! ニンジャゴーシティ             | Questing for Quests                   | 7月7日                                |                                       |
| #101                                   | #3                                                               | #128                                  | かけぬけろ! 破滅の砂漠                     | A Rocky Start                         | 7月14日                               |                                       |
| #102                                   | #4                                                               | #129                                  | ここは私が…!突入大作戦!                    | The Belly of the Beast                | 7月21日                               |                                       |
| #103                                   | #5                                                               | #130                                  | マジ無理! ピラミッド探検隊                 | Boobytraps and How to Survive Them    | 7月28日                               |                                       |
| #104                                   | #6                                                               | #131                                  | 負けるもんか! 僕はムラサキ・ニンジャ       | The News Never Sleeps                 | 8月4日                                |                                       |
| #105                                   | #7                                                               | #132                                  | ありえない! ピラミッドなんて大嫌い         | Ninja vs Lava                         | 8月11日                               |                                       |
| #106                                   | #8                                                               | #133                                  | ニュース速報! ヘビヘビパニックです!        | Snaketastrophy                        | 8月17日                               |                                       |
| #107                                   | #9                                                               | #134                                  | 俺、絶望! 燃えないニンジャの戦い!          | Powerless                             | 8月25日                               |                                       |
| #108                                   | #10                                                              | #135                                  | 奪われた巻物、いにしえの秘密に迫れ         | Ancient History                       | 9月1日                                |                                       |
| #109                                   | #11                                                              | #136                                  | 過去の誤ち、アスティーラとの因果           | Never Trust a Human                   | 9月8日                                |                                       |
| #110                                   | #12                                                              | #137                                  | なんだって!?そんなことで俺のパワーが！     | Under Siege                           | 9月15日                               |                                       |
| #111                                   | #13                                                              | #138                                  | お邪魔します! 探検家クラブ                 | The Explorers Club                    | 9月21日                               |                                       |
| #112                                   | #14                                                              | #139                                  | ズンドコ〜! 復讐の激おこマジプギシ〜!      | Vengeance is Mine!                    | 9月28日                               |                                       |
| #113                                   | #15                                                              | #140                                  | ゼンを救え！いざ還らずの世界へ             | A Cold Goodbye                        | 10月5日                               |                                       |
| シーズン11後半（氷の章）               |                                                                  |                                       |                                            |                                       |                                       |                                       |
| 話数（米）                             | 話数（シ）                                                       | 話数（日）                            | サブタイトル                               | 原題                                  | 放送日/配信日（日）                   | 放送日/配信日（米）                   |
| #114                                   | #16(#1)                                                          | #141                                  | あったまり〜！コタニ村さようこそ           | The Never-Realm                       | 2019年 11月2日                        |                                       |
| #115                                   | #17(#2)                                                          | #142                                  | 燃えろ! 俺のファイヤー・パワー             | Fire Maker                            | 11月6日                               |                                       |
| #116                                   | #18(#3)                                                          | #143                                  | 寒すぎる! ひとりぼっちの氷の旅             | An Unlikely Ally                      | 11月10日                              |                                       |
| #117                                   | #19(#4)                                                          | #144                                  | いきなり参上！極悪野郎バード仮面！         | The Absolute Worst                    | 11月13日                              |                                       |
| #118                                   | #20(#5)                                                          | #145                                  | 還らずの世界、取り残されたメッセージ       | The Message                           | 11月17日                              |                                       |
| #119                                   | #21(#6)                                                          | #146                                  | やってやる！オラは悪くない！               | The Traveler's Tree                   | 11月20日                              |                                       |
| #120                                   | #22(#7)                                                          | #147                                  | 雪男あらわる、雪山の決戦！                 | Krag's Lament                         | 11月23日                              |                                       |
| #121                                   | #23(#8)                                                          | #148                                  | ウソでしょ!? レッドのまさかの正体          | Secret of The Wolf                    | 11月27日                              |                                       |
| #122                                   | #24(#9)                                                          | #149                                  | コヤカラムンヌの民、復讐の旅               | The Last of the Formlings             | 12月1日                               |                                       |
| #123                                   | #25(#10)                                                         | #150                                  | 襲われた村! 燃えられなかった俺             | My Enemy, My Friend                   | 12月3日                               |                                       |
| #124                                   | #26(#11)                                                         | #151                                  | 緊急発進! サムライロボ                     | The Kaiju Protocol                    | 12月7日                               |                                       |
| #125                                   | #27(#12)                                                         | #152                                  | この私が、世界の支配者になるでましょ！     | A Fragile Hope                        | 12月10日                              |                                       |
| #126                                   | #28(#13)                                                         | #153                                  | 仲間を取り戻せ！ゼンとの戦い               | Once and for All                      | 12月14日                              |                                       |
| #127                                   | #29(#14)                                                         | #154                                  | ピンチかも！バウンティ号危機一髪！         | Awakenings                            | 12月17日                              |                                       |
| #128                                   | #30(#15)                                                         | #155                                  | 希望を灯せ！氷の帝国の戦い                 | The Gilded Path                       | 12月21日                              |                                       |
| シーズン12（侵略のAI編）               |                                                                  |                                       |                                            |                                       |                                       |                                       |
| 話数（米）                             | 話数（シ）                                                       | 話数（日）                            | サブタイトル                               | 原題                                  | 放送日/配信日（日）                   | 放送日/配信日（米）                   |
| #129                                   | #1                                                               | #156                                  | 幻のゲーム、プライム・エンパイア           | Would You Like to Enter Prime Empire? | 2020年 3月29日                        |                                       |
| #130                                   | #2                                                               | #157                                  | 伝説のプログラマー、ミルトン・ダイアー     | Dyer Island                           | 4月1日                                |                                       |
| #131                                   | #3                                                               | #158                                  | いざクリア! レベル13の壁                   | Level Thirteen                        | 4月5日                                |                                       |
| #132                                   | #4                                                               | #159                                  | スーパースター! ウルトラ・ジェイ           | Superstar Rockin' Jay                 | 4月8日                                |                                       |
| #133                                   | #5                                                               | #160                                  | お任せを! 拙者はオキノでござる!            | I am Okino                            | 4月12日                               |                                       |
| #134                                   | #6                                                               | #161                                  | 裏技もあり？テラ・ナチュラの攻略！         | The Glitch                            | 4月29日                               |                                       |
| #135                                   | #7                                                               | #162                                  | ボッタクリ？絶壁の商人シフティ！           | The Cliffs of Hysteria                | 4月26日                               |                                       |
| #136                                   | #8                                                               | #163                                  | 奪え、キーブレード！ドラゴンとの戦い       | The Maze of the Red Dragon            | 5月3日                                |                                       |
| #137                                   | #9                                                               | #164                                  | 狙えパーフェクト！キレキレダンスで勝負よ！ | One Step Forward, Two Steps Back      | 5月10日                               |                                       |
| #138                                   | #10                                                              | #165                                  | 勝てない助っ人、レーサー・セブン           | Racer Seven                           | 5月17日                               |                                       |
| #139                                   | #11                                                              | #166                                  | もう負けない！エンパイア・スピードレース   | The Speedway Five-Billion             | 5月24日                               |                                       |
| #140                                   | #12                                                              | #167                                  | エンドレス!?恐怖のテラ・クラシカ           | Stop, Drop and Side Scroll            | 5月31日                               |                                       |
| #141                                   | #13                                                              | #168                                  | ミルトンの影を追え、探偵ゼンの事件簿       | Ninjago Confidential                  | 6月14日                               |                                       |
| #142                                   | #14                                                              | #169                                  | プライム・エンパイア封印の真実             | The Prodigal Father                   | 6月21日                               |                                       |
| #143                                   | #15                                                              | #170                                  | サイバー・ドラゴン：キルベルスあらわる     | The Temple of Madness                 | 6月28日                               |                                       |
| #144                                   | #16                                                              | #171                                  | ゲームオーバー!?復讐のAI ウナガミ降臨      | Game Over                             | 7月5日                                |                                       |
| シーズン13（魔界ダンジョン編）         |                                                                  |                                       |                                            |                                       |                                       |                                       |
| 話数（米）                             | 話数（シ）                                                       | 話数（日）                            | サブタイトル                               | 原題                                  | 放送日/配信日（日）                   | 放送日/配信日（米）                   |
| #145                                   | #1                                                               | #172                                  | 冒険のはじまり！伝説の王国 グラニティ      | Shintaro                              | 2020年 8月30日                        |                                       |
| #146                                   | #2                                                               | #173                                  | 未知なる扉！グラニティ王国の秘密           | Into the Dark                         | 9月2日                                |                                       |
| #147                                   | #3                                                               | #174                                  | 俺の名案！ダンジョン救出大作戦！           | The Worst Rescue Ever                 | 9月6日                                |                                       |
| #148                                   | #4                                                               | #175                                  | 聞かせてください！ゲックルスとマンスの因縁 | The Two Blades                        | 9月9日                                |                                       |
| #149                                   | #5                                                               | #176                                  | アッタマきた！負けられない女の戦い         | Queen of the Munce                    | 9月13日                               |                                       |
| #150                                   | #6                                                               | #177                                  | 異議あり！ライノクリーチャーの審判         | Trial By Mino                         | 9月16日                               |                                       |
| #151                                   | #7                                                               | #178                                  | 助っ人登場！ロイヤル・ドラゴン チャッピー  | The Skull Sorcerer                    | 9月20日                               |                                       |
| #152                                   | #8                                                               | #179                                  | どこまで落ちる？ダメダメのどん底へ         | The Real Fall                         | 9月23日                               |                                       |
| #153                                   | #9                                                               | #180                                  | 行くぜ冒険！俺たちダメダメ団               | Dungeon Party!                        | 9月27日                               |                                       |
| #154                                   | #10                                                              | #181                                  | 大地パワー覚醒！最強のパワースポット！     | Dungeon Crawl!                        | 9月30日                               |                                       |
| #155                                   | #11                                                              | #182                                  | 襲来！スカル・ドラゴン：グリフブリンガー   | Grief-Bringer                         | 10月4日                               |                                       |
| #156                                   | #12                                                              | #183                                  | 極めよ！スピン術バースト                   | Masters Never Quitl                   | 10月7日                               |                                       |
| #157                                   | #13                                                              | #184                                  | 和解チャネ!?絶望的なピンチだフン！         | The Darkest Hour                      | 10月11日                              |                                       |
| #158                                   | #14                                                              | #185                                  | 起動せよ！巨神メカ ファイヤーストーン      | The Ascent                            | 10月14日                              |                                       |
| #159                                   | #15                                                              | #186                                  | ヒーロー登場！イケイケ団の逆襲             | The Upply Strike Back!                | 10月18日                              |                                       |
| #160                                   | #16                                                              | #187                                  | 炸裂！大地のスピン術バースト               | The Son of Lilly                      | 10月21日                              |                                       |
| 地図にない島編                         |                                                                  |                                       |                                            |                                       |                                       |                                       |
| 話数（米）                             | 話数（シ）                                                       | 話数（日）                            | サブタイトル                               | 原題                                  | 放送日/配信日（日）                   | 放送日/配信日（米）                   |
| #161                                   | #1                                                               | #188                                  | 見つけだせ!地図にない島への冒険            | Uncharted                             | 2021年 11月5日                        |                                       |
| #162                                   | #2                                                               | #189                                  | キケンな遭遇!南の島のガーディアン          | The Keepers of the Amulet             | 2021年 11月5日                        |                                       |
| #163                                   | #3                                                               | #190                                  | 超ラッキー!?オレは豪華な贈り物             | The Gift of Jay                       | 11月12日                              |                                       |
| #164                                   | #4                                                               | #191                                  | まさかの真実!ウォジラの正体                | The Tooth of Wojira                   | 11月12日                              |                                       |

### シーズン14（海底のウォジラ編）[注 41]
| 話数（米） | 話数（シ） | 話数（日） | サブタイトル                           | 原題                       | 放送日/配信日（日） | 放送日/配信日（米） |
| ---------- | ---------- | ---------- | -------------------------------------- | -------------------------- | ------------------- | ------------------- |
| #165       | #1         | #192       | 誰かとめてー！ニャー大暴走！           | A Big Splash               | 2021年 11月19日     | 2021年 4月4日       |
| #166       | #2         | #193       | もうやめて！母さんウザすぎっ！         | The Call of the Deep"      | 2021年 11月19日     | 2021年 4月4日       |
| #167       | #3         | #194       | いくぜ野郎ども！水中戦艦バウンティ号   | Unsinkable                 | 11月26日            | 4月11日             |
| #168       | #4         | #195       | 波動の発信源、海底の神殿に潜入せよ！   | Five Thousand Fathoms Down | 11月26日            | 4月11日             |
| #169       | #5         | #196       | キケンな王子、カルマーの企み！         | The Wrath of Kalmaar       | 12月3日             | 4月18日             |
| #170       | #6         | #190       | 深海の王国、マローピアの王             | Long Live the King         | 12月3日             | 4月18日             |
| #171       | #7         | #188       | 急げ！マローピア王国からの脱出         | Escape from Merlopia       | 12月10日            | 4月25日             |
| #172       | #8         | #189       | 悲しい過去、僕と兄さんの出会い         | The Tale of Benthomaar     | 12月10日            | 4月25日             |
| #173       | #9         | #190       | 絶対守るさ〜、風のアミュレット         | The Storm Amulet           | 12月17日            | 4月27日             |
| #174       | #10        | #192       | なぞなぞを突破せよ！スフィンクスの審判 | Riddle of the Sphinx       | 12月17日            | 4月27日             |
| #175       | #11        | #193       | 走れケッタ！友情の新聞配達             | Papergirl                  | 12月17日            | 4月28日             |
| #176       | #12        | #194       | 初代ウォーター・マスターの伝説         | Master of the Sea          | 12月17日            | 4月28日             |
| #177       | #13        | #195       | 嵐の前、つかの間の休息                 | The Calm Before the Storm  | 12月24日            | 4月29日             |
| #178       | #14        | #196       | ウォジラ、ニンジャゴーシティ襲来       | Assault on Ninjago City    | 12月24日            | 4月29日             |
| #179       | #15        | #197       | ニャー、ウォーター・マスターの決意     | Nyad                       | 12月24日            | 4月30日             |
| #180       | #16        | #198       | 運命の時、ウォジラとの最終決戦         | The Turn of the Tide       | 12月24日            | 4月30日             |

### シーズン15（闇の復活編）
| 話数（米） | 話数（シ） | 話数（日） | サブタイトル                               | 原題                            | 放送日/配信日（日） | 放送日/配信日（米） |
| ---------- | ---------- | ---------- | ------------------------------------------ | ------------------------------- | ------------------- | ------------------- |
| #181       | #1         | #199       | 新ヒーロー、ネオ・ニンジャ登場！           | Farewell the Sea                | 2022年 6月3日       | 2022年 5月20日      |
| #182       | #2         | #200       | 消えた記憶、海になった私                   | The Call of Home                | 2022年 6月3日       | 2022年 5月20日      |
| #183       | #3         | #201       | 張り切っていくぞ!久々の任務                | The Shape of Nya                | 2022年 6月3日       | 2022年 5月20日      |
| #184       | #4         | #202       | 話が通じない！新市長トラスタブル           | A Mayor Problem                 | 6月10日             | 2022年 5月20日      |
| #185       | #5         | #203       | 捕獲せよ！漆黒の極悪五人衆                 | Public Enemies 1,2,3,4,and 5!   | 6月17日             | 2022年 5月20日      |
| #186       | #6         | #204       | ニャーを救出せよ！アスティーラとの約束     | A Painful Promise               | 6月24日             | 2022年 5月20日      |
| #187       | #7         | #205       | 有罪確定!?ニンジャ達の裁判                 | Ninjago City vs Ninja           | 7月1日              | 2022年 5月20日      |
| #188       | #8         | #206       | これで勝訴だ！弁護士ダレスに任せなさい！   | Kryptarium Prison Blues         | 7月8日              | 2022年 5月20日      |
| #189       | #9         | #207       | 灼熱の！砂漠で脱出大作戦！                 | Hounddog McBrag                 | 7月15日             | 2022年 5月20日      |
| #190       | #10        | #208       | 逃げて！家出少女サリー                     | The Benefit of Grief            | 7月22日             | 2022年 5月20日      |
| #191       | #11        | #209       | この鳴き声が闇に響く！いくぜバード仮面     | The Fifth Villain               | 7月29日             | 2022年 5月20日      |
| #192       | #12        | #210       | 潜入するぜ！クリスタル・キング評議会       | The Council of the Crystal King | 8月5日              | 2022年 5月20日      |
| #193       | #13        | #211       | 忍び寄る闇、クリスタル・キングの真実       | A Sinister Shadow               | 10月7日             | 10月10日            |
| #194       | #14        | #212       | ピンチ到来!?ハルミの罠                     | A Spider’s Design               | 10月14日            | 10月10日            |
| #195       | #15        | #213       | 絶対に守る！ニンジャ道場の危機             | The Fall of the Monastery       | 10月21日            | 10月10日            |
| #196       | #16        | #214       | 闇の復活、絶望のはじまり                   | Darkness Within                 | 10月28日            | 10月10日            |
| #197       | #17        | #215       | 恐怖の要塞！クリスタル・キングの神殿       | The Coming of the King          | 11月4日             | 10月10日            |
| #198       | #18        | #216       | 奪還せよ！空中戦艦バウンティ号             | Return to Primeval’s Eye        | 11月18日            | 10月10日            |
| #199       | #19        | #217       | 緊急事態です！クリスタル・ソルジャーの襲撃 | Crystastrophe                   | 11月18日            | 10月10日            |
| #200       | #20        | #218       | なんじゃと!?ブラックガーマドンとの再会     | Crystphern                      | 12月2日             | 10月10日            |
| #201       | #21        | #219       | 解放せよ！怒りのレッスン                   | A Lesson in Anger               | 12月2日             | 10月10日            |
| #202       | #22        | #220       | 果てしない戦い、光と闇のバランス           | Brave but Foolish               | 12月2日             | 10月10日            |
| #203       | #23        | #221       | ニュースに休みなし！僕らの決断             | Quittin’ Time!                  | 12月9日             | 10月10日            |
| #204       | #24        | #222       | 過酷な戦い、混乱のニンジャゴーシティ       | The Return of the Ice Emperor   | 12月9日             | 10月10日            |
| #205       | #25        | #223       | ピンチからの脱出！俺たちは諦めない！       | Safe Heaven                     | 12月16日            | 10月10日            |
| #206       | #26        | #224       | それぞれの想い、集結せよニンジャゴーシティ | Compatible                      | 12月16日            | 10月10日            |
| #207       | #27        | #225       | 届け！仲間へのSOS！                        | Distress Calls                  | 12月16日            | 10月10日            |
| #208       | #28        | #226       | 準備完了！いざ戦いのとき！                 | An Issue of Trust               | 12月23日            | 10月10日            |
| #209       | #29        | #227       | 今こそひとつに！これが究極のドラゴンじゃ   | Dragon Form                     | 12月23日            | 10月10日            |
| #210       | #30        | #228       | 守り抜け！僕らのニンジャゴーシティ         | Roots                           | 12月23日            | 10月10日            |

## 短編アニメ集
どたばた!?ウーズカフェ
2017年シリーズ公開の全20話の新作短編アニメ。よみがえりの日編と時空の支配者編の間にニンジャたちが喫茶店"ウーズカフェ"で店長ウー先生の下で働く従業員としての日常を描く物語。コメディショートアニメで、ギャグ要素が濃い。
どたばたニンジャスペシャル
コロコロチャンネル版レゴニンジャゴー究極のスピン術編で1 - 6話の始まる前に収録されている短編アニメ。全6話。シーズン10の始まる前の出来事を描く。

## 放送局
| 放送地域       | 放送局         | 放送期間 | 放送日時                                                                 | 放送系列        | 備考                          |
| -------------- | -------------- | --- | ------------------------------------------------------------------------ | --------------- | ----------------------------- |
| 日本全域       | アニマックス   | 2012年 3月4日 - 2017年 6月18日 | 日曜 8:30 - 9:00 日曜 9:30 - 10:00                                       | BS放送 / CS放送 | リピート放送あり              |
| 日本全域       | Dlife          | 2017年 8月4日 - 2018年 7月27日 | 金曜 19:00 - 19:30                                                       | BS放送          |                               |
| 日本全域       | ディズニーXD   | 2018年 1月9日 - 8月31日 | 平日 7:00 - 7:55                                                         | CS放送          | リピート放送あり              |
| 関東広域圏     | テレビ東京     | 2015年 4月6日 - 9月28日 2016年 4月2日 - 6月4日 2016年 10月29日 - 11月26日 2017年 3月18日 - 3月25日 2017年 4月4日 - 6月6日 2017年 10月1日 - 12月3日 2018年 3月4日 - 3月25日 | 月曜 18:30 - 18:57 土曜 9:30 - 10:00 火曜 18:25 - 18:55 日曜 7:00 - 7:30 | テレビ東京系列  | 製作局                        |
| 北海道         | テレビ北海道   | 2015年 4月6日 - 9月28日 2016年 4月2日 - 6月4日 2016年 10月29日 - 11月26日 2017年 3月18日 - 3月25日 2017年 4月4日 - 6月6日 2017年 10月1日 - 12月3日 2018年 3月4日 - 3月25日 | 月曜 18:30 - 18:57 土曜 9:30 - 10:00 火曜 18:25 - 18:55 日曜 7:00 - 7:30 | テレビ東京系列  |                               |
| 愛知県         | テレビ愛知     | 2015年 4月6日 - 9月28日 2016年 4月2日 - 6月4日 2016年 10月29日 - 11月26日 2017年 3月18日 - 3月25日 2017年 4月4日 - 6月6日 2017年 10月1日 - 12月3日 2018年 3月4日 - 3月25日 | 月曜 18:30 - 18:57 土曜 9:30 - 10:00 火曜 18:25 - 18:55 日曜 7:00 - 7:30 | テレビ東京系列  |                               |
| 岡山県・香川県 | テレビせとうち | 2015年 4月6日 - 9月28日 2016年 4月2日 - 6月4日 2016年 10月29日 - 11月26日 2017年 3月18日 - 3月25日 2017年 4月4日 - 6月6日 2017年 10月1日 - 12月3日 2018年 3月4日 - 3月25日 | 月曜 18:30 - 18:57 土曜 9:30 - 10:00 火曜 18:25 - 18:55 日曜 7:00 - 7:30 | テレビ東京系列  |                               |
| 福岡県・佐賀県 | TVQ九州放送    | 2015年 4月6日 - 9月28日 2016年 4月2日 - 6月4日 2016年 10月29日 - 11月26日 2017年 3月18日 - 3月25日 2017年 4月4日 - 6月6日 2017年 10月1日 - 12月3日 2018年 3月4日 - 3月25日 | 月曜 18:30 - 18:57 土曜 9:30 - 10:00 火曜 18:25 - 18:55 日曜 7:00 - 7:30 | テレビ東京系列  |                               |
| 大阪府         | テレビ大阪     | 2015年 4月6日 - 9月28日 2016年 4月2日 - 6月4日 2016年 10月29日 - 11月26日 2017年 3月18日 - 3月25日 2017年 4月4日 - 6月6日 2017年 10月1日 - 12月3日 2018年 3月4日 - 3月25日 | 月曜 18:30 - 18:57 土曜 9:30 - 10:00 火曜 18:25 - 18:55 日曜 6:45 - 7:15 | テレビ東京系列  | 2017年10月1日より先行ネット。 |
| 山形県         | 山形テレビ     | 2015年 6月1日 - 12月14日 | 月曜 15:30 - 15:55                                                       | テレビ朝日系列  |                               |

## 関連商品
2011年春、パイロット版のストーリーを原作とするコンピュータゲーム"Lego Battles: Ninjago"が北米で発売された。2014年7月に北米で発売された"レゴ ニンジャゴー ニンドロイド"はシーズン3の展開を基にしている。2015年3月にはシーズン4と5の間の出来事を描いた『レゴ ニンジャゴー ローニンの影』（原題：Lego Ninjago: Shadow of Ronin）が北米で発売されており、日本では2015年9月3日に発売された。